# Województwo dolnośląskie

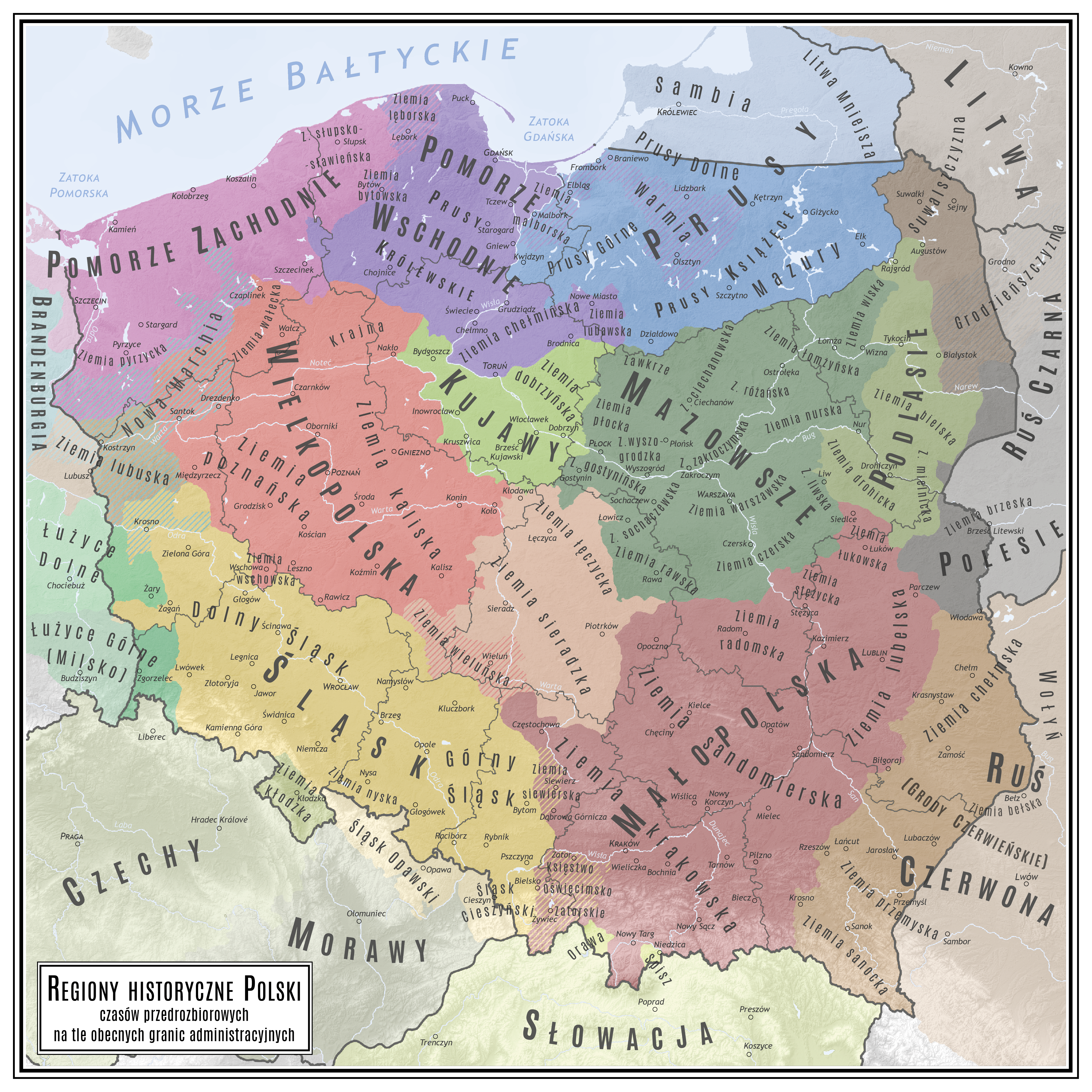
Krainy historyczne woj. dolnośląskiego i Polski na tle współczesnych granic administracyjnych

Województwo dolnośląskie – jednostka podziału administracyjnego Polski, jedno z 16 województw, ze stolicą we Wrocławiu. Zostało utworzone w 1999 roku z ziem poprzednich województw wrocławskiego, legnickiego, jeleniogórskiego, wałbrzyskiego i części leszczyńskiego oraz kaliskiego. Województwo to jest położone na południowym zachodzie Polski, obejmuje zachodnią część historycznego Śląska, czyli większość Dolnego Śląska, a także ziemię kłodzką oraz wschodnie Łużyce Górne. Według danych z 30 czerwca 2023 r. województwo zamieszkiwały 2 883 133 osoby.

## Historia

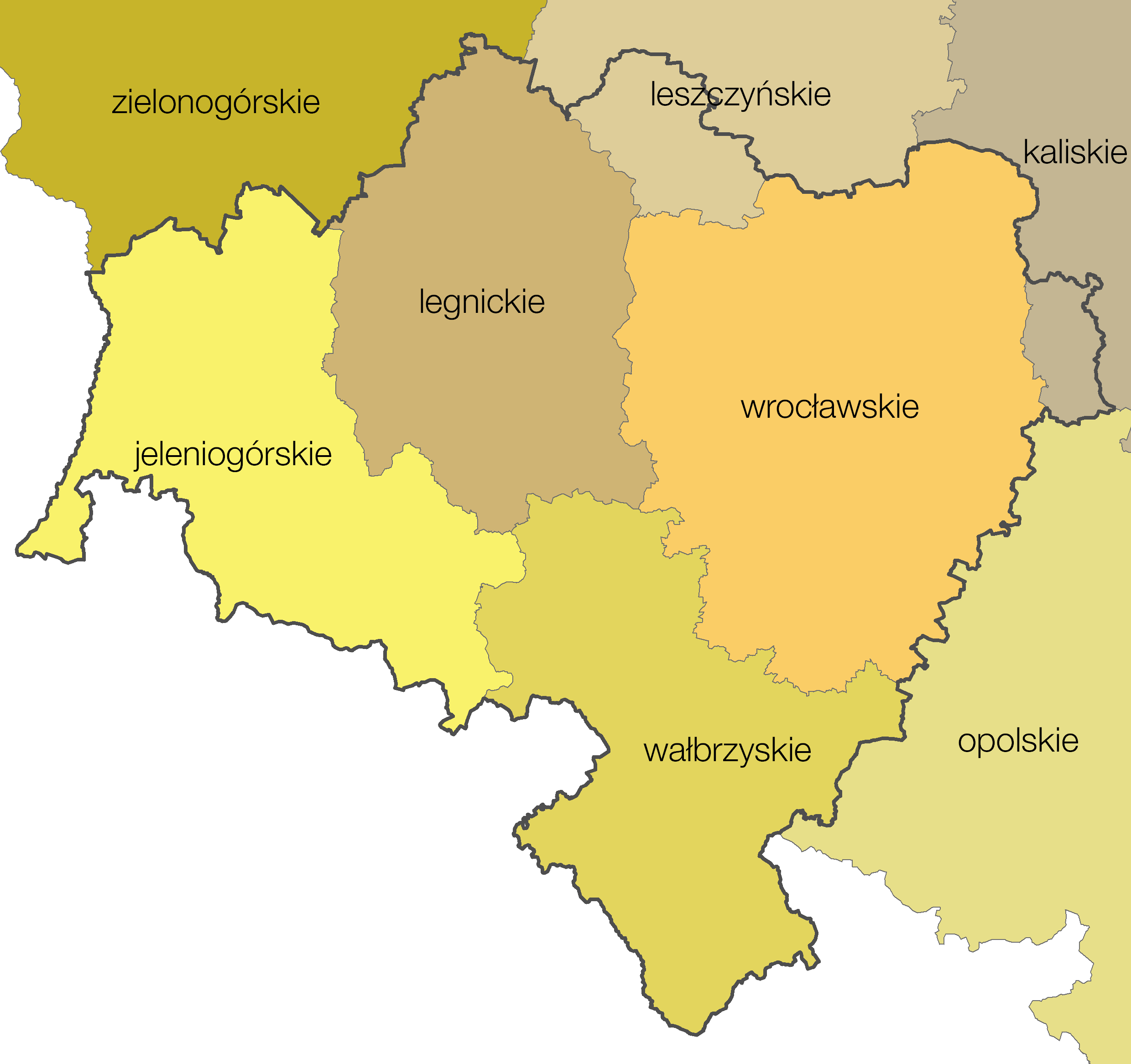
Województwa z lat 1975–1998 z granicą obecnego województwa dolnośląskiego

Województwo dolnośląskie zostało utworzone w 1999 roku z województw poprzedniego podziału administracyjnego:

- jeleniogórskiego (w całości)
- legnickiego (w całości)
- wałbrzyskiego (w całości)
- wrocławskiego (w całości)
- kaliskiego (gminy pow. oleśnickiego: Dziadowa Kłoda, Międzybórz, Syców)
- leszczyńskiego (gminy pow. górowskiego).

## Geografia

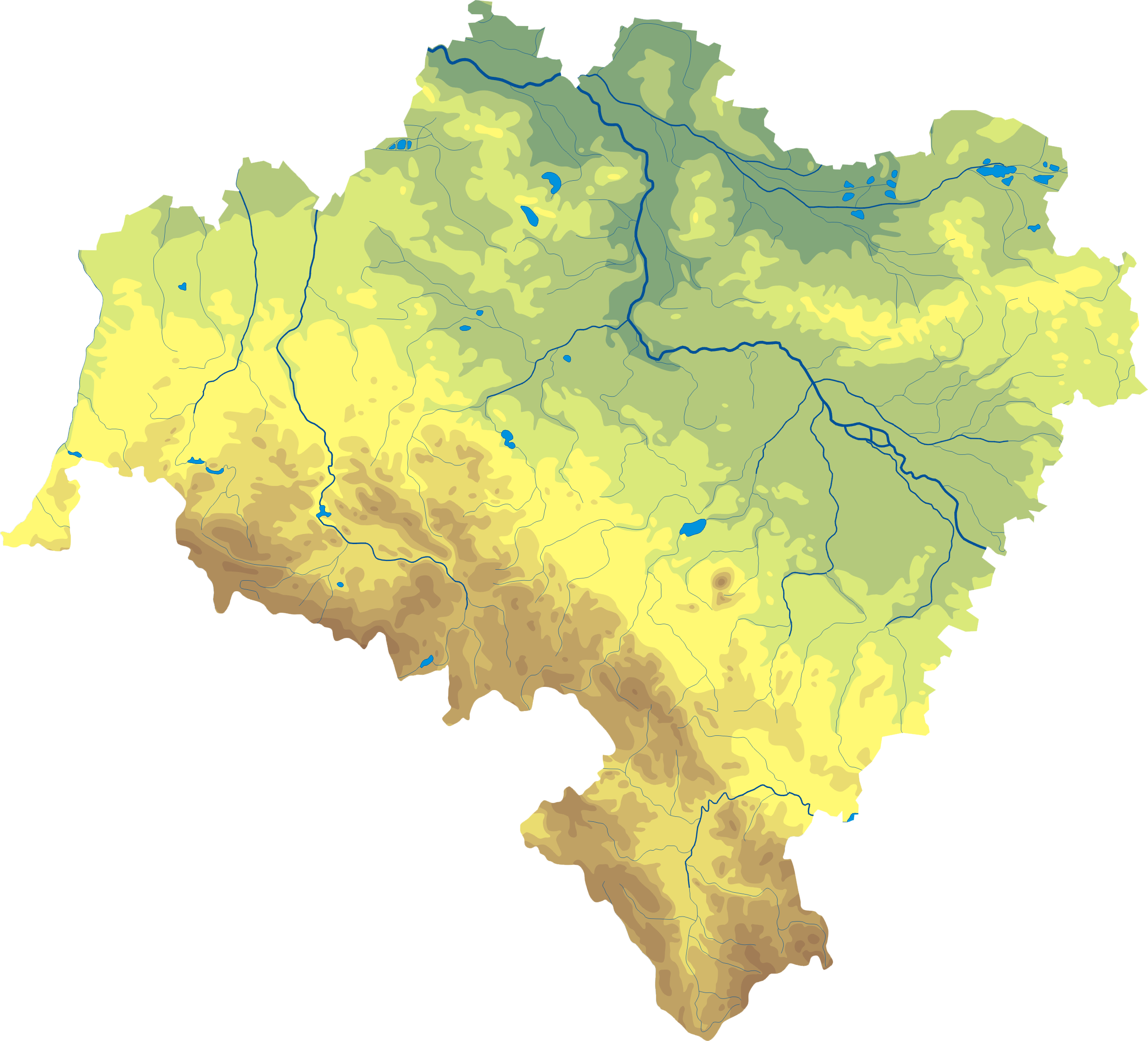
Mapa fizyczna województwa

Według danych z 1 stycznia 2024 r. powierzchnia województwa wynosiła 19 947,04 km², co stanowi 6,4% powierzchni Polski.
Według danych z 31 grudnia 2012 r. w woj. dolnośląskim lasy obejmowały powierzchnię 591,3 tys. ha, co stanowiło 29,6% jego powierzchni. 9,7 tys. ha lasów znajdowało się w obrębie parków narodowych.

### Położenie administracyjne
Województwo jest położone w południowo-zachodniej Polsce i graniczy z:
- Czechami (z krajami hradeckim, libereckim, ołomunieckim i pardubickim) na długości 410,8 km na południu
- Niemcami (z krajem związkowym Saksonią) na długości 76,0 km na zachodzie

oraz z województwami:
- lubuskim na długości 224,4 km na północnym zachodzie
- opolskim na długości 193,7 km na wschodzie
- wielkopolskim na długości 218,4 km na północy

### Położenie historyczne
Teren województwa obejmuje większą część Dolnego Śląska, ziemię kłodzką oraz wschodni skrawek Łużyc Górnych.

### Położenie fizycznogeograficzne

Śnieżka - najwyższy szczyt województwa

Województwo dolnośląskie obejmuje fragmenty Niziny Środkowoeuropejskiej (makroregiony: Nizina Śląsko-Łużycka, Nizina Południowowielkopolska, Obniżenie Milicko-Głogowskie, Wał Trzebnicki i Nizina Śląska) oraz Masywu Czeskiego (makroregiony: Przedgórze Sudeckie, Pogórze Zachodniosudeckie, Sudety Zachodnie, Sudety Środkowe i Sudety Wschodnie).

### Topografia

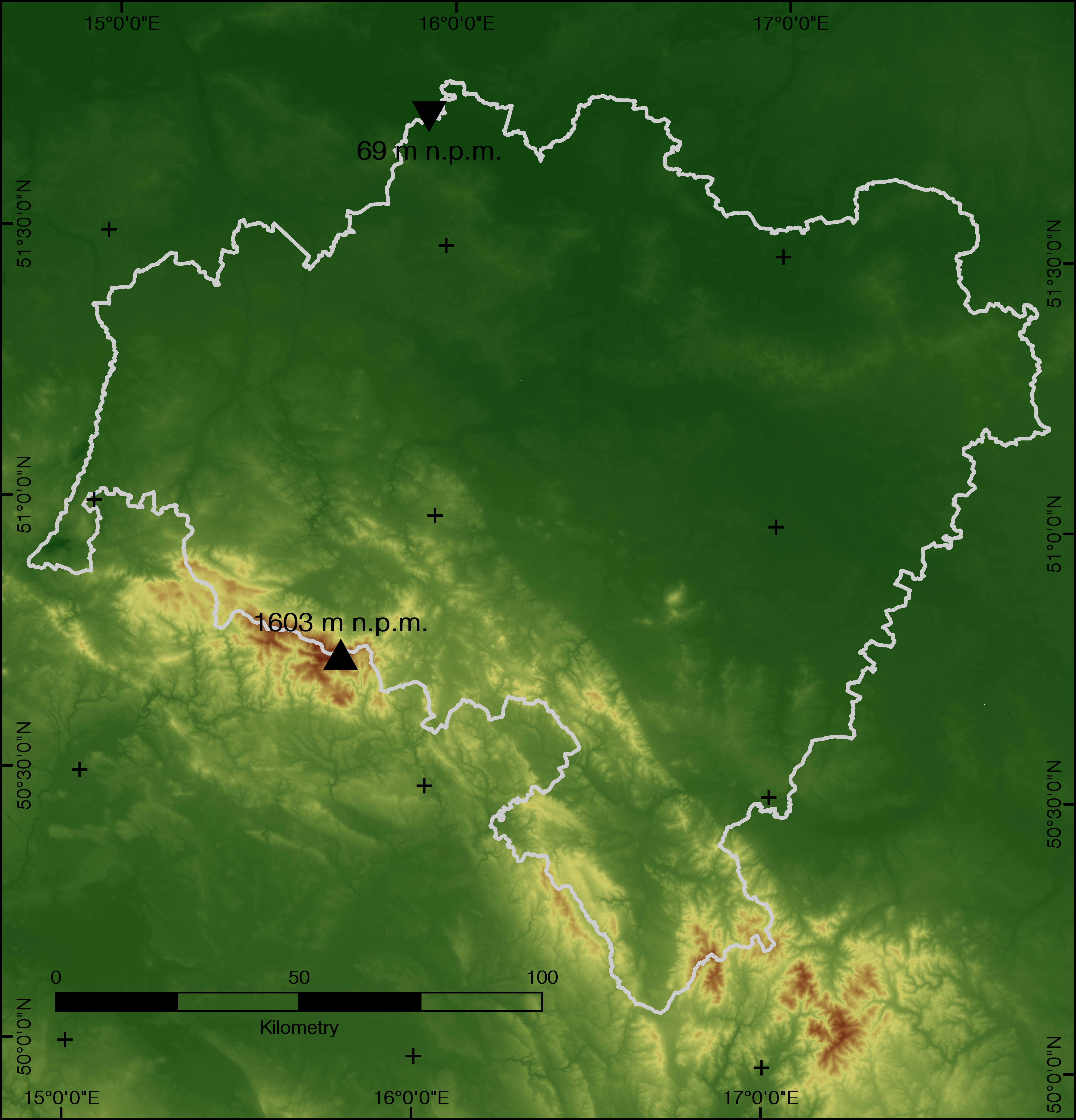
Topografia województwa

W wymiarze północ-południe województwo rozciąga się na długości 196 km, to jest około 1°40′. W wymiarze wschód-zachód rozpiętość województwa wynosi 211 km, co w mierze kątowej daje ok. 3°.
Współrzędne geograficzne skrajnych punktów:
- północny: 51°48′17″ szer. geogr. N – pn.-wsch. narożnik działki ewidencyjnej nr 612/263 (powiat głogowski),
- południowy: 50°05′46″ szer. geogr. N – słupek graniczny nr 88/2 (powiat kłodzki),
- zachodni: 14°49′02″ dług. geogr. E – łuk Nysy Łużyckiej pomiędzy słupkami granicznymi nr 3P a nr 4P (powiat zgorzelecki),
- wschodni: 17°47′42″ dług. geogr. E – wsch. narożnik działki ewidencyjnej nr 296/1 (powiat oleśnicki).

Ukształtowanie powierzchni ma charakter nizinny (średnia wysokość 248,4 m n.p.m.) – 74,7% województwa leży poniżej 300 m n.p.m., a 0,5% powyżej 1000 m n.p.m.
Najwyższym punktem jest wierzchołek Śnieżki – 1603 m n.p.m.

Najniższym punktem jest dno doliny Odry w okolicy Dobrzejowic koło Głogowa – 69 m n.p.m.

### Stosunki wodne

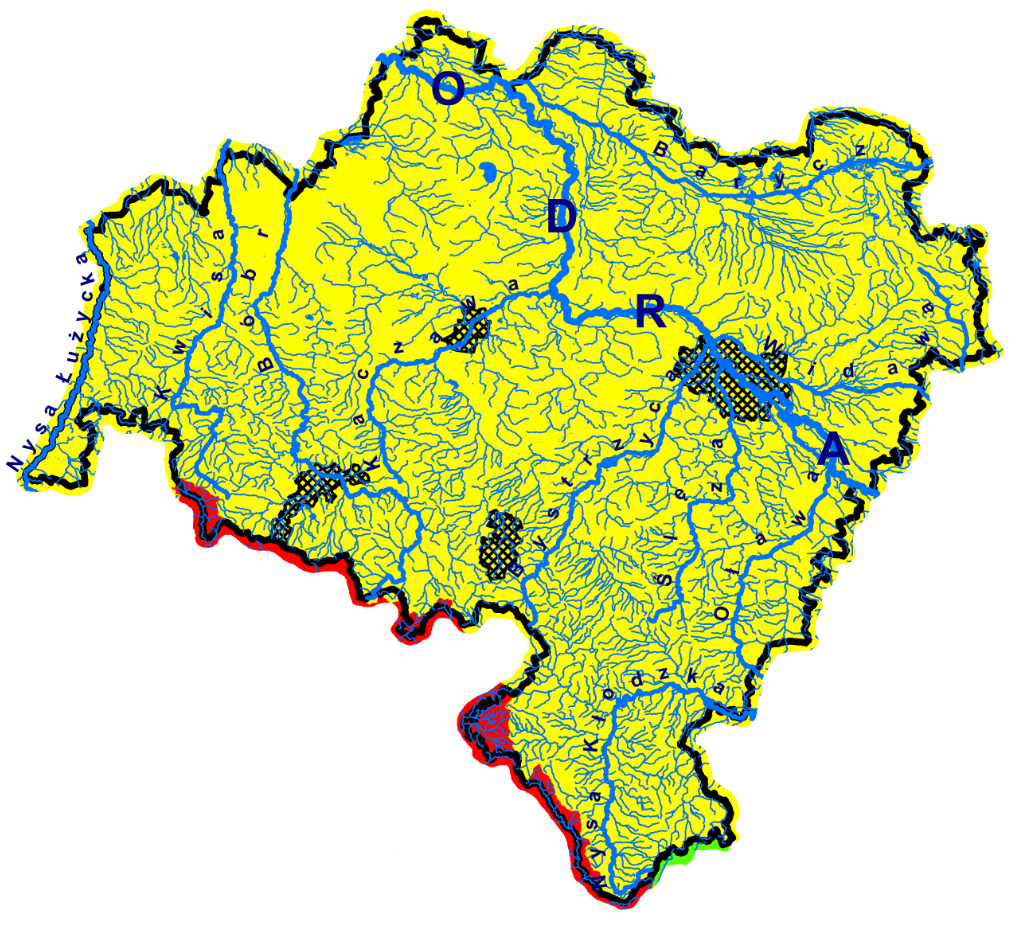
Sieć rzeczna województwa (kolor żółty – zlewisko M. Bałtyckiego, czerwony – M. Północnego, zielony – M. Czarnego)

Praktycznie w całości terytorium województwa dolnośląskiego położone jest w dorzeczu Odry (98,866% powierzchni województwa) należącej do zlewiska Morza Bałtyckiego. Pozostałe skrawki terytorium leżą w dorzeczu Łaby (1,130%) należącej do zlewiska Morza Północnego i dorzeczu Dunaju (0,004%) należącego do zlewiska Morza Czarnego.
Duże rzeki: Odra oraz jej dopływy Barycz, Bóbr z Kwisą, Bystrzyca, Kaczawa, Nysa Kłodzka, Nysa Łużycka, Oława, Ślęza i Widawa.
Największym jeziorem jest Jezioro Kunickie – 0,95 km² wchodzące w skład Pojezierza Legnickiego. Największym sztucznym zbiornikiem wodnym jest Jezioro Mietkowskie utworzone w 1986 roku na Bystrzycy – 9,29 km². W pn.-wsch. części województwa zlokalizowany jest wielki zespół Stawów Milickich – ok. 77 km² m.in. z Janem, Niezgodą, Rudym, Słonecznym Górnym Stawem, Stawem Słupickim Dużym i największym Grabownicą o powierzchni 2,83 km².

### Klimat

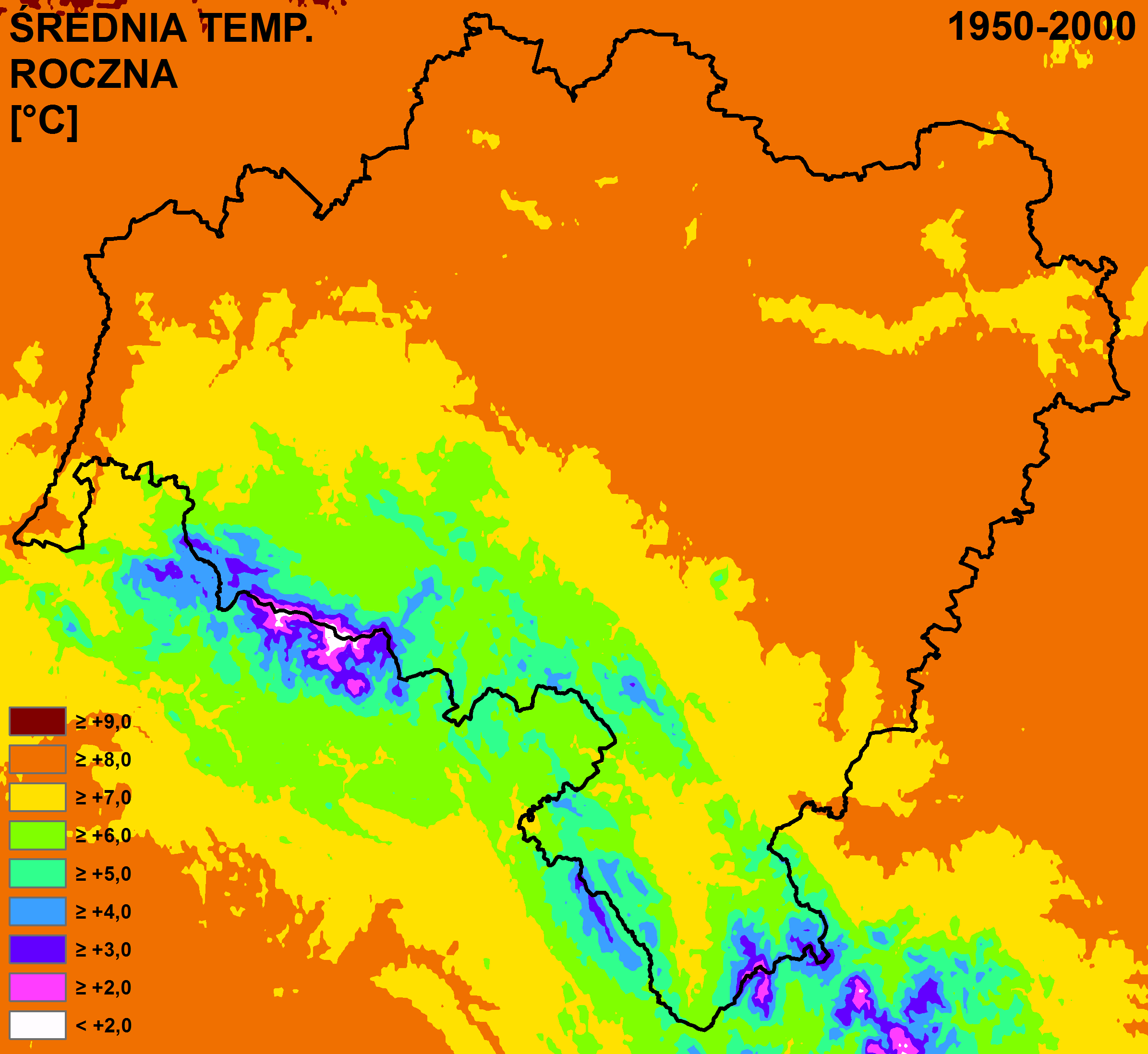
Średnia roczna temperatura
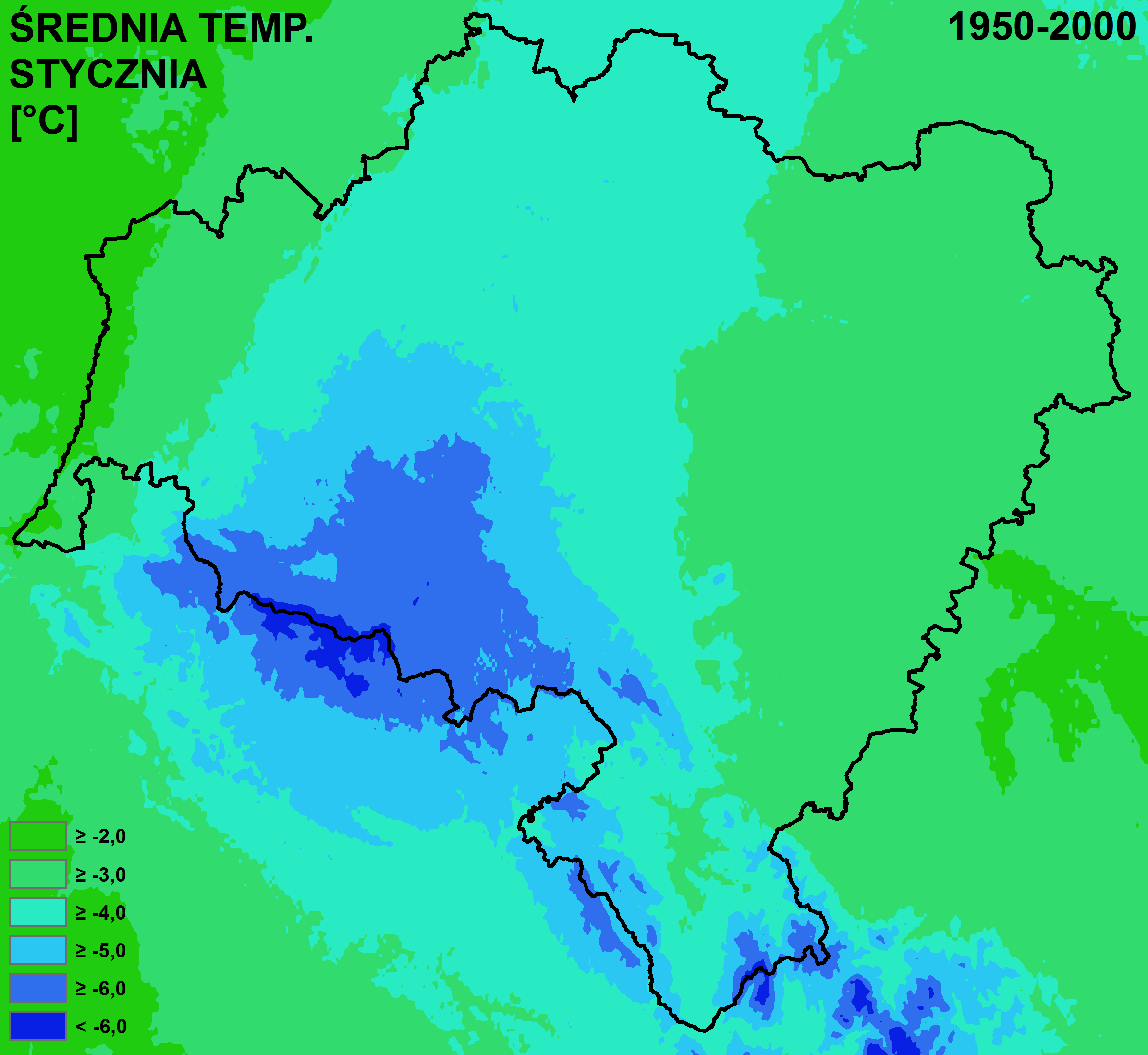
Średnia temperatura stycznia (najzimniejszego miesiąca)
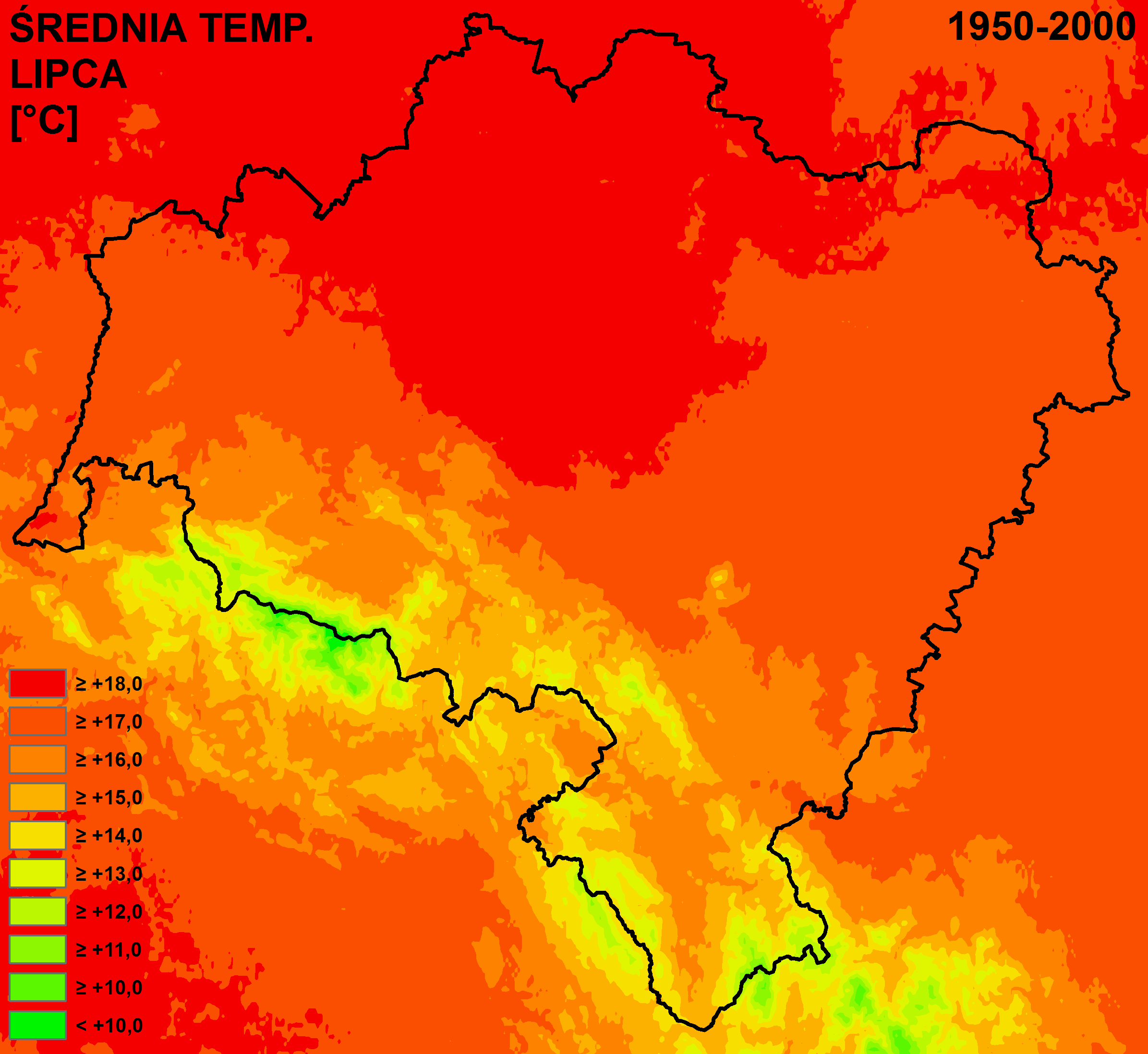
Średnia temperatura lipca (najcieplejszego miesiąca)

Średnia roczna temperatura w województwie wynosi 7,7 °C (biorąc pod uwagę wyłącznie część nizinną – do 300 m n.p.m. temperatura ta wzrasta do 8,2 °C). W najzimniejszym miesiącu (styczeń) temperatura średnia wynosi –3,2 °C (w części nizinnej –2,9 °C), a w najcieplejszym (lipiec) osiąga 17,3 °C (17,9 °C). Średnia roczna suma opadu atmosferycznego wynosi 595,2 mm (568,9 mm w części nizinnej). W najsuchszym miesiącu (styczeń) suma opadu wynosi 30,0 mm (28,9 mm), a w najwilgotniejszym (lipiec) osiąga 82,0 mm (79,0 mm). Średni roczny współczynnik suchości wynosi dla całego województwa 0,8, a dla części nizinnej 0,7.

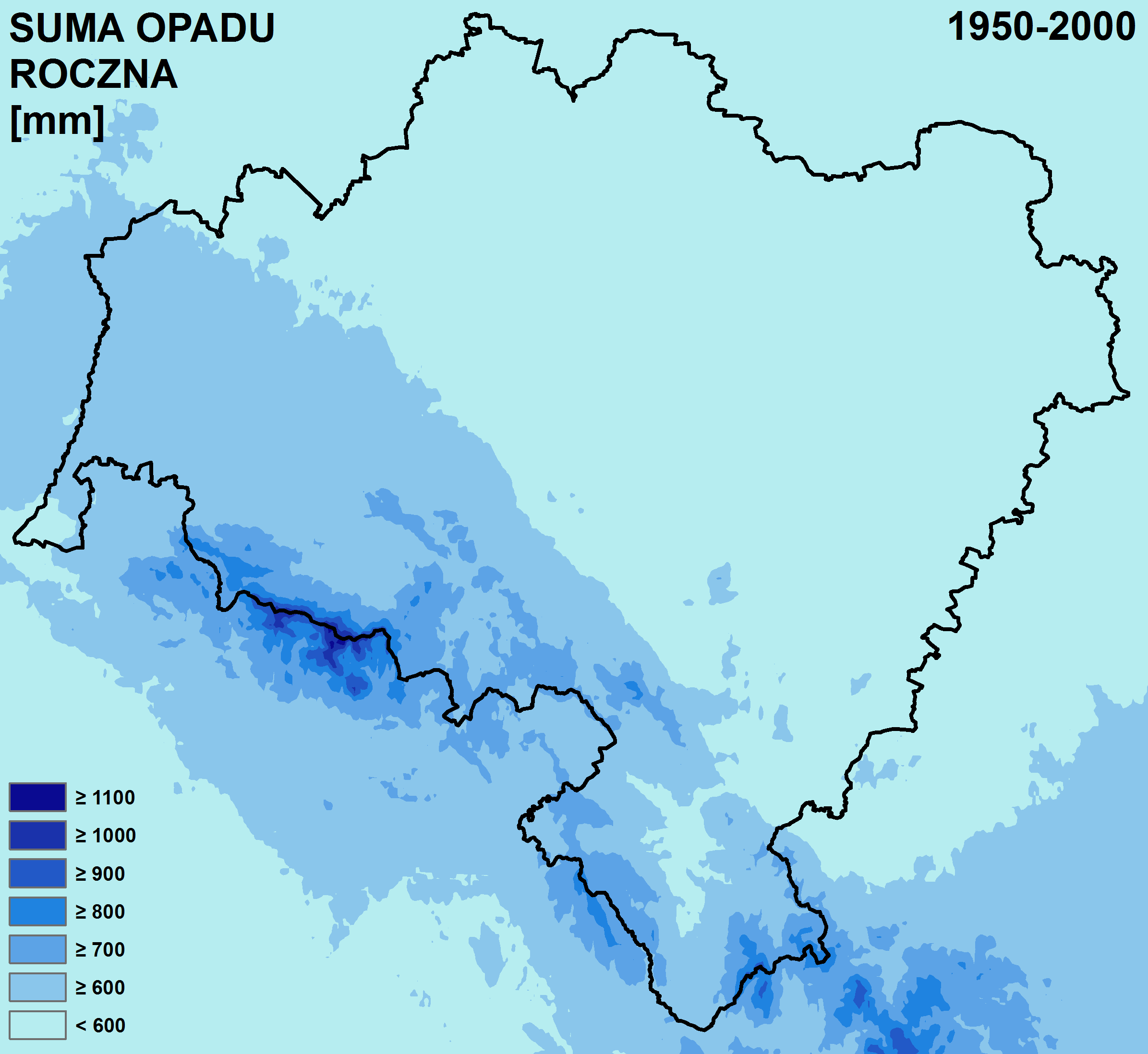
Średnia roczna suma opadu atmosferycznego
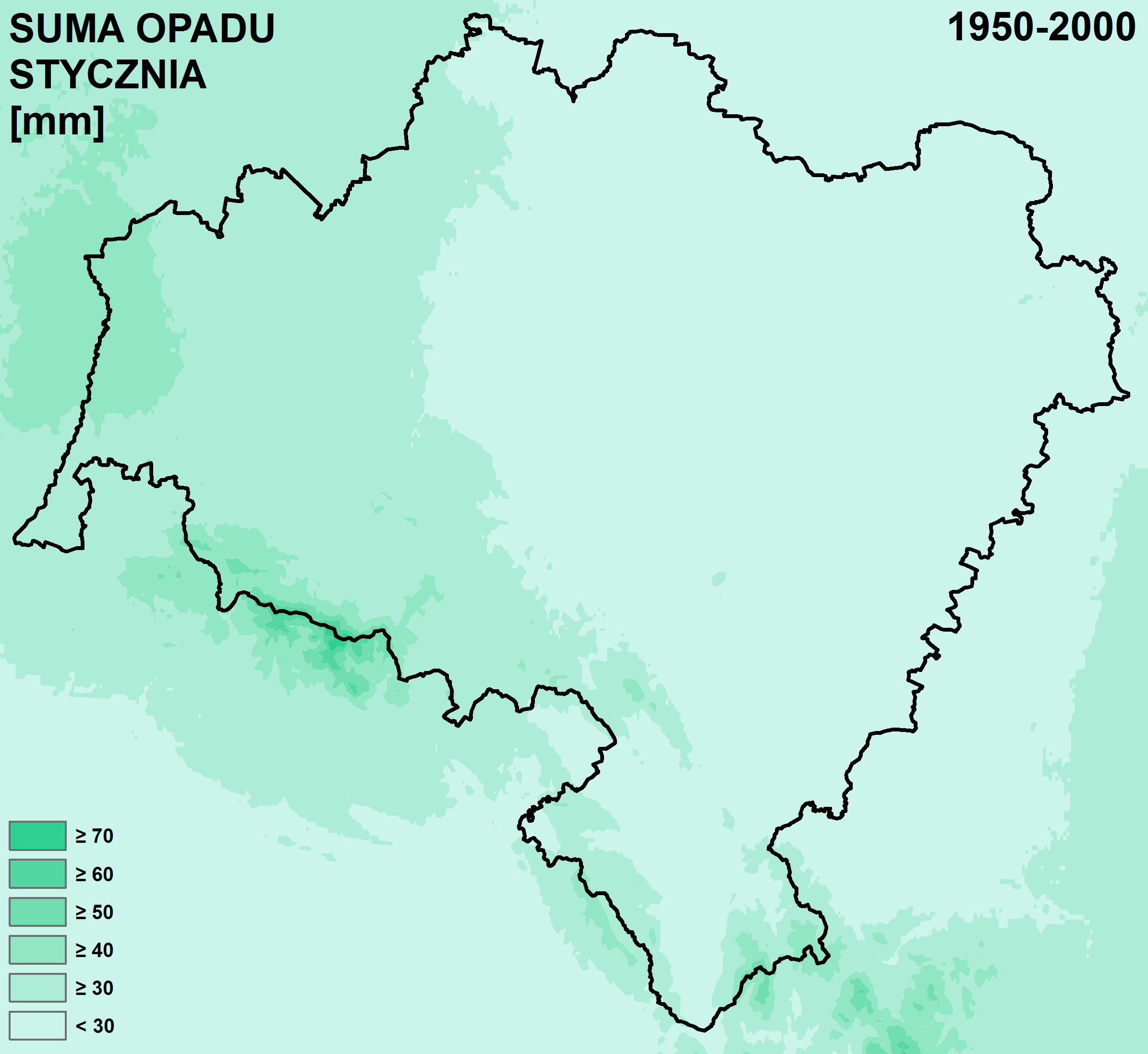
Średnia suma opadu atmosferycznego stycznia (najsuchszego miesiąca)
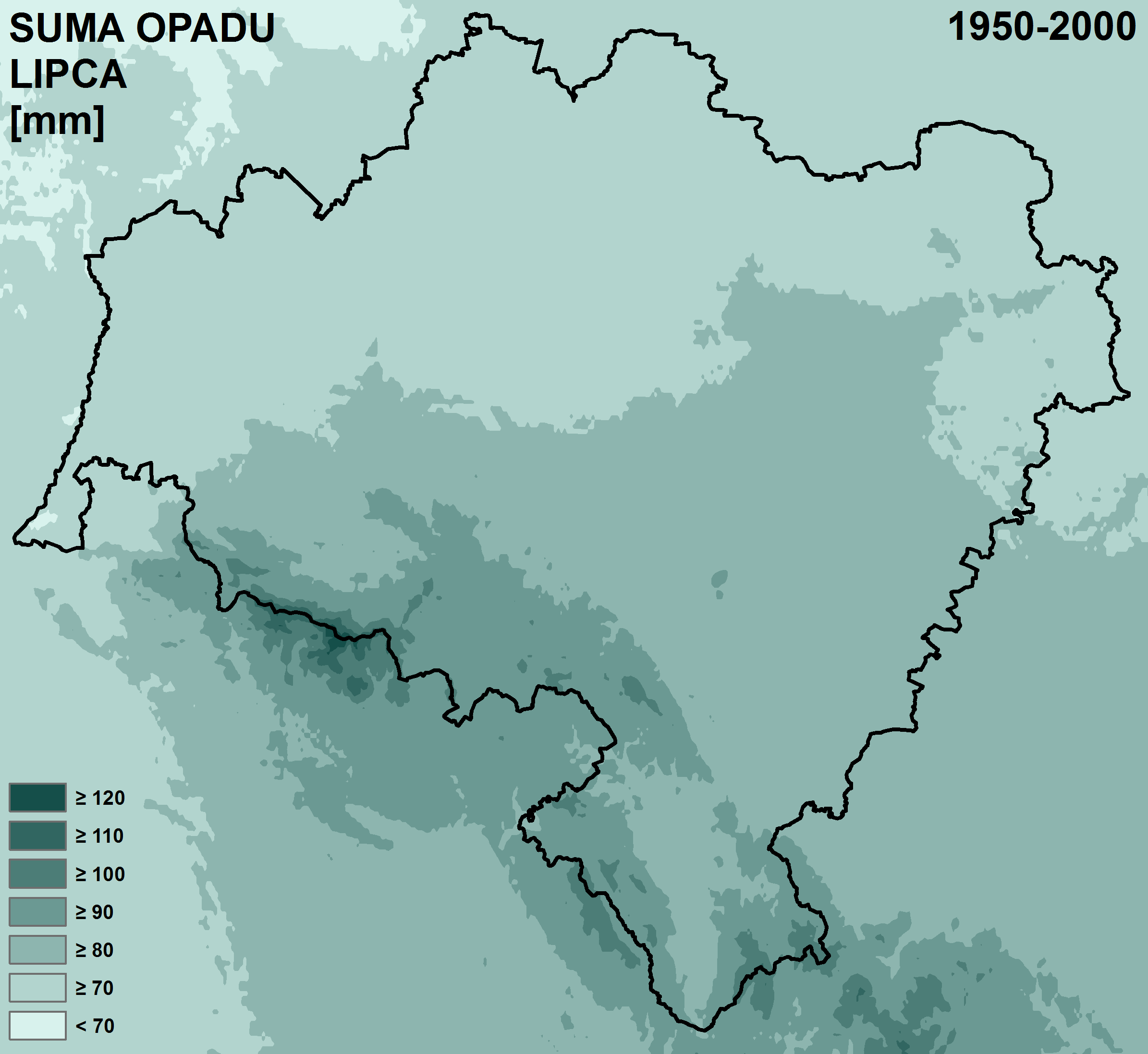
Średnia suma opadu atmosferycznego lipca (najwilgotniejszego miesiąca)
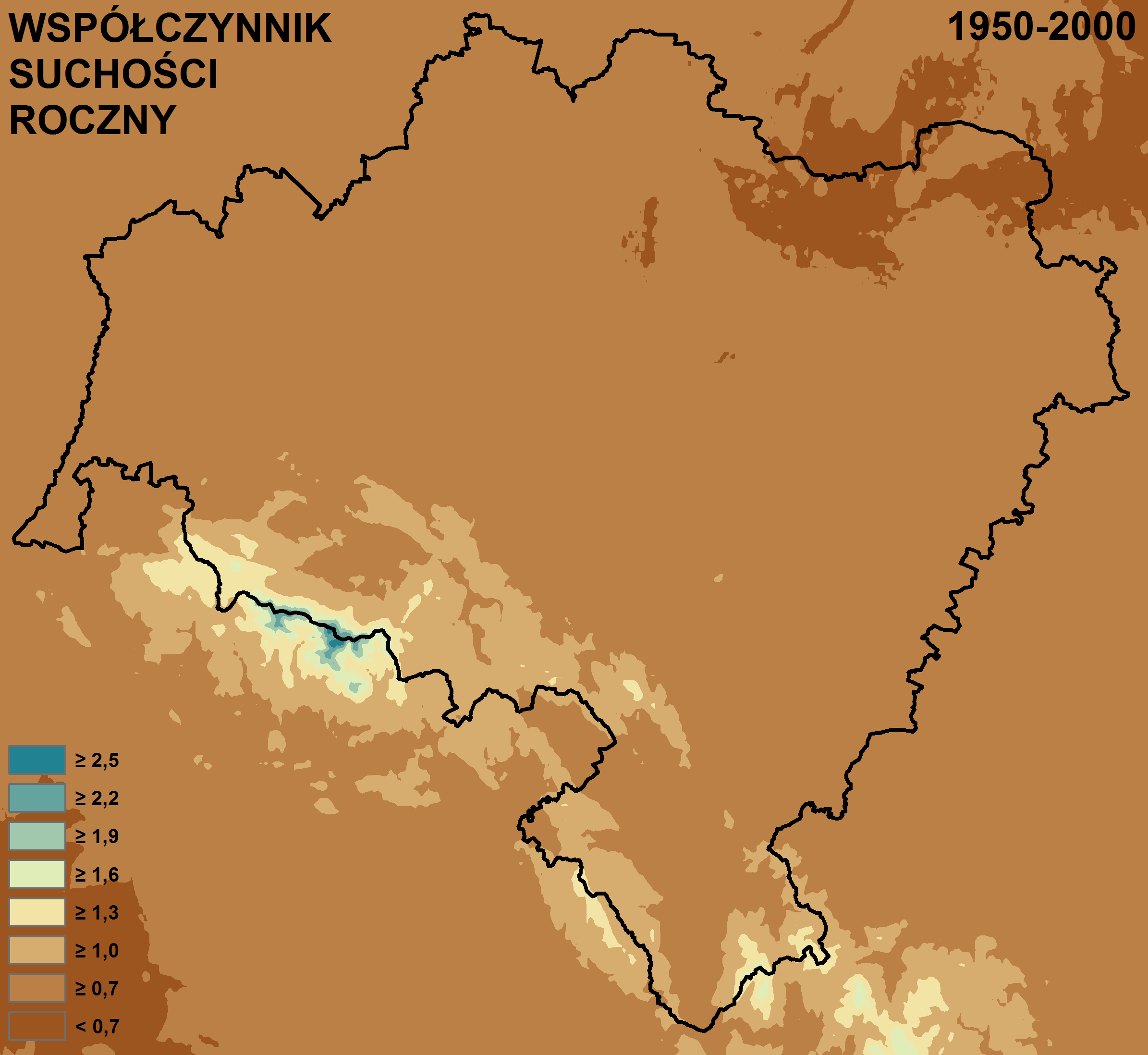
Średni roczny współczynnik suchości

### Bogactwa naturalne

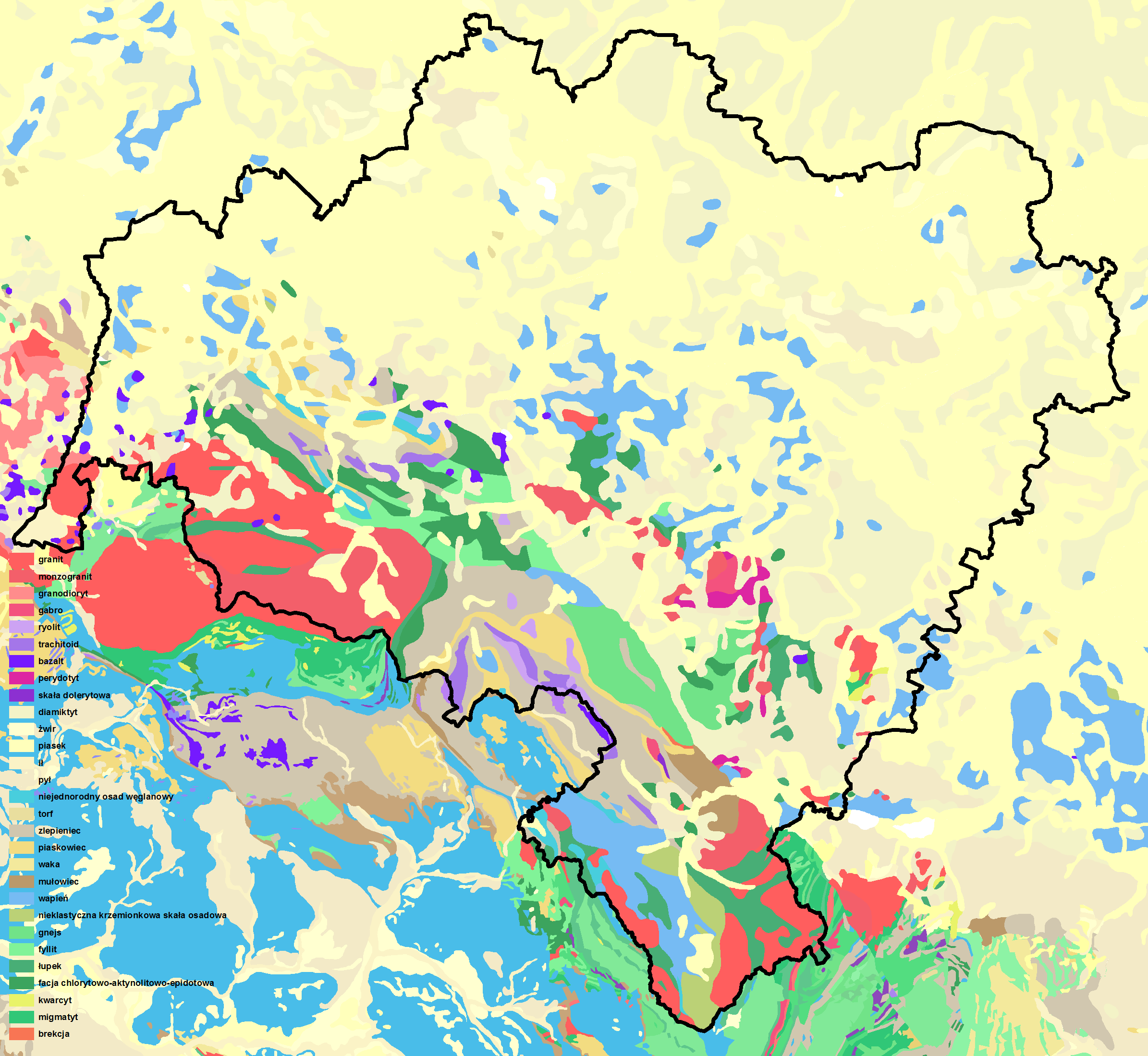
Skały powierzchniowe

Województwo jest jednym z bardziej zasobnych w surowce mineralne regionów Polski. Tradycje górnictwa sięgają początków XII w. Większość znanych z kraju rodzajów kopalin występuje właśnie tu co związane jest z mozaikową, urozmaiconą budową geologiczną Sudetów i ich przedgórza. Kopaliny województwa dolnośląskiego dzielą się na: energetyczne, metaliczne, chemiczne i skalne.
Kopaliny energetyczne

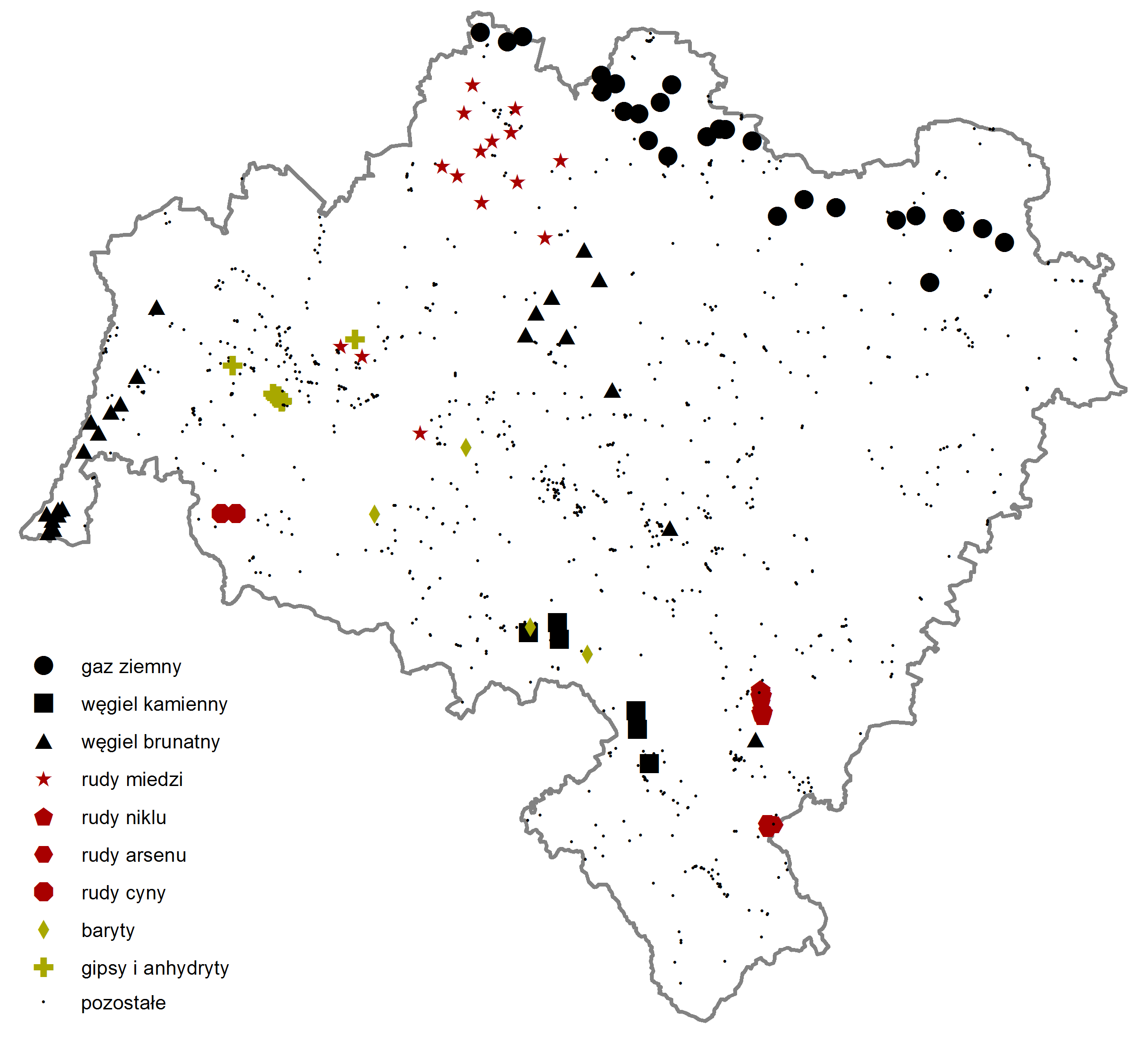
Złoża kopalin

Małe złoża gazu ziemnego eksploatowane są w regionie Góra – Żmigród – Milicz, złoża węgla kamiennego znajdujące się w Dolnośląskim Zagłębiu Węglowym przestano ostatecznie eksploatować w 2000 r., natomiast złoża węgla brunatnego położone są w zach. części województwa, a eksploatuje się je obecnie jedynie w Kopalni Węgla Brunatnego Turów.
Kopaliny metaliczne

Z udokumentowanych 14 złóż rud miedzi wydobycie prowadzi się w 6 z nich w Legnicko-Głogowskim Okręgu Miedziowym. Rudy niklu pozyskiwano z okolic Ząbkowic Śląskich i praktycznie są na wyczerpaniu, a ostatnie złoża przestano eksploatować w 1983 r. Złoto w Polsce pozyskiwano wyłącznie z terenu Dolnego Śląska z okolic Złotego Stoku, Lwówka Śląskiego, Złotoryi i Legnicy. Obecnie koncentracje złota mają minimalne znaczenie gospodarcze. Arsen z okolic Złotego Stoku zaprzestano wydobywać w 1960 r. Rudy cyny z Gór Izerskich ze względu na niską jakość rudy nie są obecnie eksploatowane.
Kopaliny chemiczne

Baryty i fluoryty nie są obecnie wydobywane, a ostatnie kopalnie tych minerałów zamknięto w końcu lat 90. XX w. Pokłady gipsów i anhydrytów udokumentowane w okolicach Lwówka Śląskiego i Bolesławca wydobywa się obecnie w dwóch kopalniach. Jedyne udokumentowane złoże halitu znajduje się w Sieroszowicach.
Kopaliny skalne

Obecnie eksploatuje się na potrzeby przemysłu kamieni budowlanych i drogowych magmowe skały plutoniczne (granitoidy, gabra) i wulkaniczne (bazalty, porfiry, melafiry), skały osadowe (piaskowce, szarogłazy, wapienie i dolomity) i skały metamorficzne (gnejsy, amfibolity, serpentynity, marmury). Jedynie w województwie dolnośląskim eksploatuje się bloczne granity, sjenity, gabra, melafiry, amfibolity, serpentynity, hornfelsy i marmury dolomityczne.
Granitoidy wydobywa się w masywie strzegomskim, strzelińskim, karkonoskim i strefie Niemczy. Wystąpienia gabra znajdują się w okolicach Sobótki, Braszowic i Nowej Rudy.

## Administracja i polityka

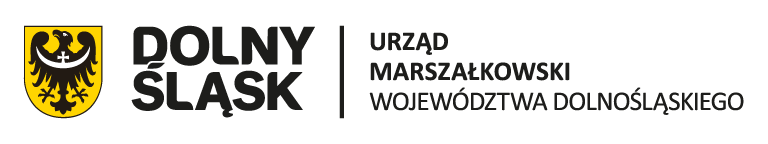
Logo Województwa Dolnośląskiego

### Samorząd
Organem uchwałodawczym jest Sejmik Województwa Dolnośląskiego, składający się z 36 radnych. Sejmik wybiera organ wykonawczy województwa, którym jest zarząd województwa, składający się z 5 członków z przewodniczącym mu marszałkiem. Siedzibą sejmiku województwa jest Wrocław.
Marszałkowie Województwa Dolnośląskiego:
| Nr | Marszałek województwa      | Okres urzędowania | Okres urzędowania |
| Nr | Marszałek województwa      | od                | do                |
| -- | -------------------------- | ----------------- | ----------------- |
| 1  | Jan Waszkiewicz (AWS)      | 01.01.1999        | 30.12.2001        |
| 2  | Emilian Stańczyszyn (UW)   | 30.12.2001        | 31.01.2003        |
| 3  | Henryk Gołębiewski (SLD)   | 31.01.2003        | 25.08.2004        |
| 4  | Paweł Wróblewski (PiS)     | 25.08.2004        | 07.12.2006        |
| 5  | Andrzej Łoś (PO)           | 07.12.2006        | 03.03.2008        |
| 6  | Marek Łapiński (PO)        | 03.03.2008        | 01.12.2010        |
| 7  | Rafał Jurkowlaniec (PO)    | 01.12.2010        | 12.02.2014        |
| 8  | Cezary Przybylski (PO, BS) | 13.02.2014        | 21.05.2024        |
| 9  | Paweł Gancarz (PSL-TD)     | 21.05.2024        | nadal             |

### Administracja rządowa

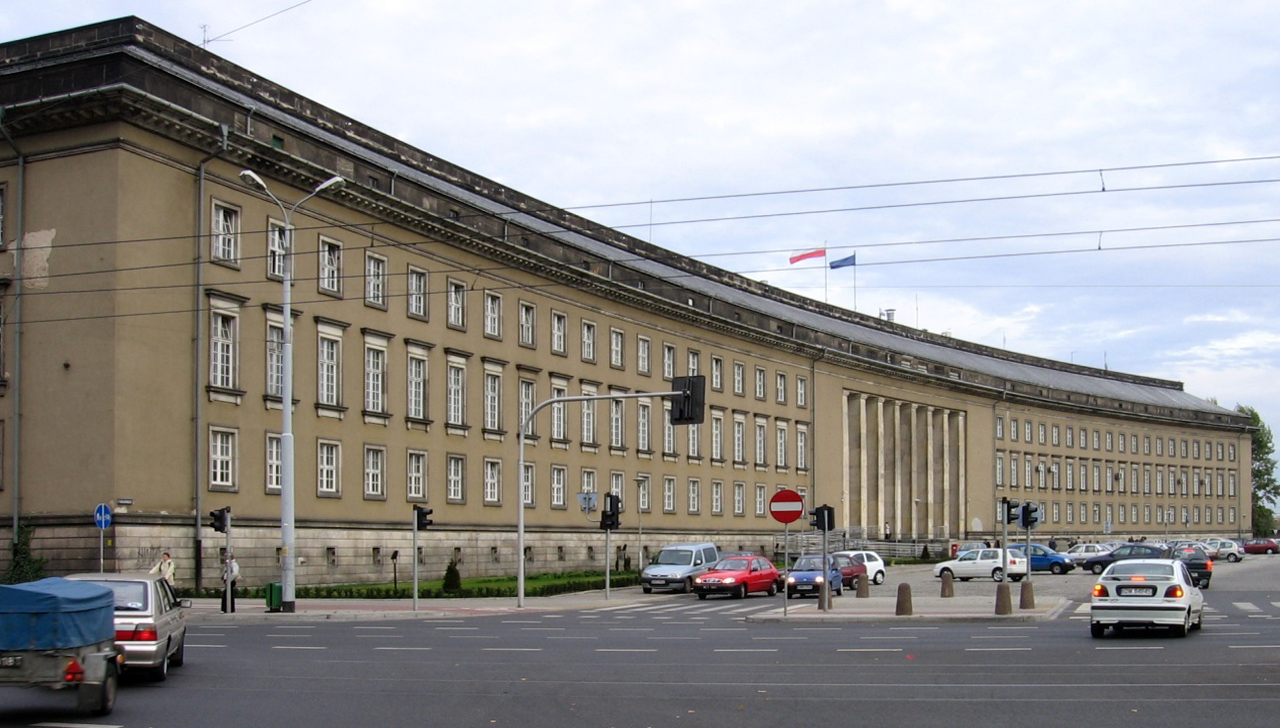
Budynek Dolnośląskiego Urzędu Wojewódzkiego we Wrocławiu

Organem administracji rządowej jest Wojewoda Dolnośląski, powoływany przez Prezesa Rady Ministrów. Siedzibą wojewody jest Wrocław, gdzie znajduje się Dolnośląski Urząd Wojewódzki we Wrocławiu. Działają także 3 delegatury urzędu w Jeleniej Górze, Legnicy i Wałbrzychu.
| Lp. | Rejonizacja delegatur administracji rządowej | Powiaty objęte delegaturą                                      |
| --- | -------------------------------------------- | -------------------------------------------------------------- |
| 1   | Wałbrzych                                    | świdnicki, kłodzki, dzierżoniowski, ząbkowicki                 |
| 2   | Legnica                                      | głogowski, jaworski, lubiński, polkowicki, złotoryjski         |
| 3   | Jelenia Góra                                 | bolesławiecki, kamiennogórski, lubański, lwówecki, zgorzelecki |

Rejonizacja delegatur Urzędu Województwa Dolnośląskiego obejmuje dawne tereny województwa:
1. wałbrzyskiego
2. legnickiego
3. jeleniogórskiego.

Wojewodowie Dolnośląscy:
| Nr | Wojewoda                  | Okres urzędowania | Okres urzędowania | Premier                           |
| Nr | Wojewoda                  | od                | do                | Premier                           |
| -- | ------------------------- | ----------------- | ----------------- | --------------------------------- |
| 1  | Witold Krochmal (-)       | 04.01.1999        | 22.10.2001        | Jerzy Buzek                       |
| 2  | Ryszard Nawrat (SLD-UP)   | 22.10.2001        | 21.03.2003        | Leszek Miller i Marek Belka       |
| 3  | Stanisław Łopatowski (-)  | 31.03.2003        | 21.12.2005        | Leszek Miller i Marek Belka       |
| 4  | Krzysztof Grzelczyk (PiS) | 21.12.2005        | 29.11.2007        | Kazimierz Marcinkiewicz           |
| 4  | Krzysztof Grzelczyk (PiS) | 21.12.2005        | 29.11.2007        | Jarosław Kaczyński                |
| 5  | Rafał Jurkowlaniec        | 29.11.2007        | 01.12.2010        | Donald Tusk                       |
| 6  | Aleksander Skorupa        | 28.12.2010        | 11.03.2014        | Donald Tusk                       |
| 7  | Tomasz Smolarz            | 12.03.2014        | 08.12.2015        | Donald Tusk                       |
| 7  | Tomasz Smolarz            | 12.03.2014        | 08.12.2015        | Donald Tusk i Ewa Kopacz          |
| 8  | Paweł Hreniak             | 08.12.2015        | 11.11.2019        | Beata Szydło i Mateusz Morawiecki |
| 9  | Jarosław Obremski         | 05.12.2019        | 22.12.2023        | Mateusz Morawiecki                |
| 10 | Maciej Awiżeń             | 22.12.2023        | 25.11.2024        | Donald Tusk                       |
| 11 | Anna Żabska               | 25.11.2024        | nadal             | Donald Tusk                       |

## Podział administracyjny
Województwo dolnośląskie jest podzielone na 26 powiatów oraz 4 miasta na prawach powiatu.
Dane dotyczące powiatów według stanu z 31 grudnia 2022 r. Wyróżniono miasta na prawach powiatu.

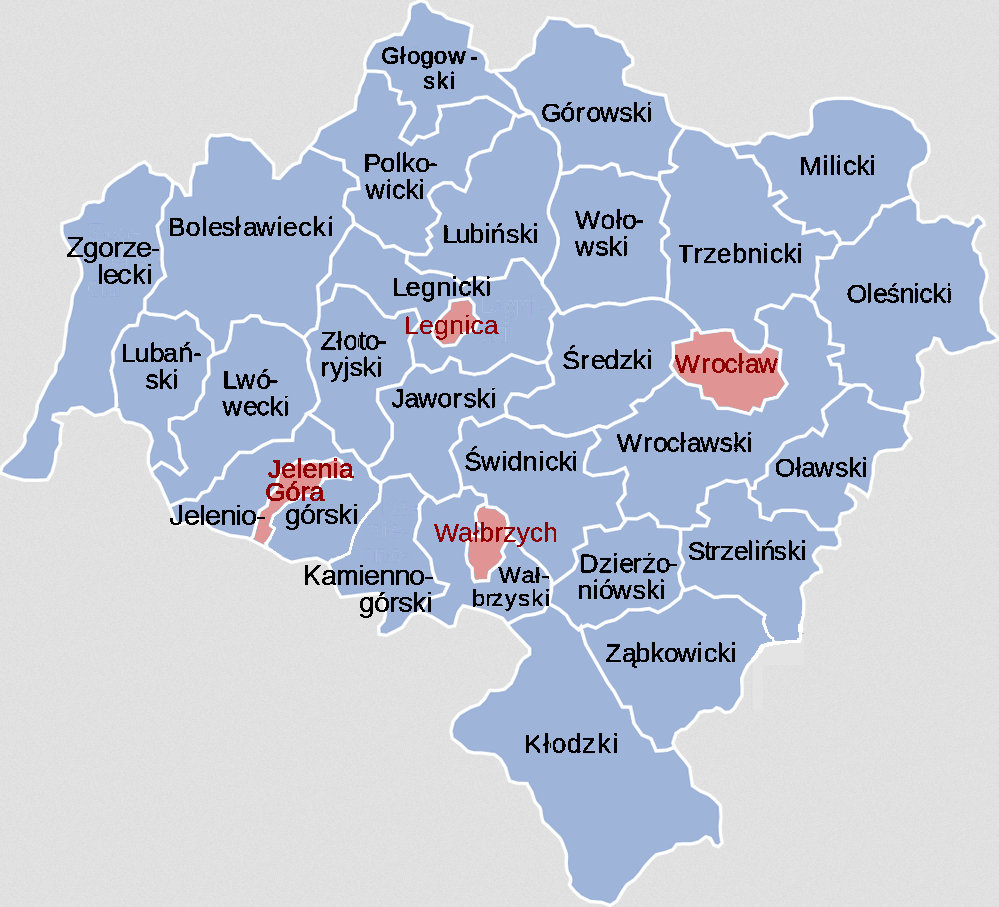
Mapa powiatów

| Herb                                | Flaga                                   | Powiat         | podregion statystyczny | Powierzchnia (km²) | Liczba ludności (31.12.2022) | Gęstość zaludnienia (osób/km²) | Ludność miejska (%) |
| ----------------------------------- | --------------------------------------- | -------------- | ---------------------- | ------------------ | ---------------------------- | ------------------------------ | ------------------- |
|                                     |                                         | bolesławiecki  | jeleniogórski          | 1303,26            | 87 922                       | 67,5                           | 47,1                |
|                                     |                                         | dzierżoniowski | wałbrzyski             | 478,34             | 95 863                       | 200,4                          | 78,2                |
|                                     |                                         | głogowski      | legnicko-głogowski     | 443,06             | 85 689                       | 193,4                          | 73,4                |
| Herb powiatu górowskiego            | Brak flagi                              | górowski       | legnicko-głogowski     | 738,11             | 32 738                       | 44,4                           | 41,1                |
|                                     |                                         | jaworski       | jeleniogórski          | 581,25             | 47 584                       | 81,9                           | 53,6                |
|                                     |                                         | Jelenia Góra   | jeleniogórski          | 109,22             | 75 794                       | 694                            | 100                 |
| Link=Herb powiatu kamiennogórskiego |                                         | kamiennogórski | jeleniogórski          | 396,13             | 40 786                       | 103                            | 56,4                |
|                                     |                                         | karkonoski     | jeleniogórski          | 628,21             | 61 016                       | 97,1                           | 42,5                |
|                                     |                                         | kłodzki        | wałbrzyski             | 1643,37            | 148 681                      | 90,5                           | 63,3                |
|                                     |                                         | Legnica        | legnicko-głogowski     | 56,29              | 93 040                       | 1653                           | 100                 |
|                                     |                                         | legnicki       | legnicko-głogowski     | 744,6              | 55 032                       | 73,9                           | 29                  |
|                                     |                                         | lubański       | jeleniogórski          | 428,3              | 51 886                       | 121,1                          | 61,9                |
|                                     |                                         | lubiński       | legnicko-głogowski     | 711,99             | 103 426                      | 145,3                          | 71,3                |
|                                     |                                         | lwówecki       | jeleniogórski          | 709,94             | 43 157                       | 60,8                           | 49,7                |
|                                     |                                         | milicki        | wrocławski             | 715,01             | 35 826                       | 50,1                           | 30,3                |
|                                     |                                         | oleśnicki      | wrocławski             | 1049,74            | 106 481                      | 101,4                          | 54,8                |
|                                     |                                         | oławski        | wrocławski             | 523,73             | 77 300                       | 147,6                          | 62,4                |
|                                     |                                         | polkowicki     | legnicko-głogowski     | 779,93             | 61 308                       | 78,6                           | 56,4                |
|                                     |                                         | strzeliński    | wrocławski             | 622,27             | 41 990                       | 67,5                           | 34                  |
|                                     | ink=Herb powiatu średzkiego (śląskiego) | średzki        | wrocławski             | 703,68             | 58 508                       | 83,1                           | 16,3                |
|                                     | Flaga powiatu świdnickiego              | świdnicki      | wałbrzyski             | 742,89             | 151 248                      | 203,6                          | 67,4                |
|                                     |                                         | trzebnicki     | wrocławski             | 1025,55            | 87 287                       | 85,1                           | 35,6                |
|                                     |                                         | Wałbrzych      | wałbrzyski             | 84,7               | 101 857                      | 1203                           | 100                 |
|                                     |                                         | wałbrzyski     | wałbrzyski             | 430,22             | 53 115                       | 123,5                          | 64,1                |
|                                     |                                         | wołowski       | wrocławski             | 675                | 45 728                       | 67,7                           | 53,9                |
|                                     |                                         | Wrocław        | wrocławski             | 293                | 674 079                      | 2301                           | 100                 |
|                                     |                                         | wrocławski     | wrocławski             | 1116,15            | 182 778                      | 163,8                          | 13,6                |
|                                     |                                         | ząbkowicki     | wałbrzyski             | 801,75             | 61 087                       | 76,2                           | 51,6                |
| Herb powiatu zgorzeleckiego         | Flaga powiatu zgorzeleckiego            | zgorzelecki    | jeleniogórski          | 838,11             | 85 898                       | 102,5                          | 67                  |
|                                     | Flaga powiatu złotoryjskiego            | złotoryjski    | jeleniogórski          | 575,45             | 40 929                       | 71,1                           | 48,5                |

### Podregiony statystyczne
Województwo dolnośląskie składa się z 5 podregionów statystycznych (GUS) – zgodnych ze standardem NUTS Unii Europejskiej:
- podregion jeleniogórski (kod 3.5.02.01) obejmuje 1 miasto na prawach powiatu i 8 powiatów: Jelenia Góra, powiat bolesławiecki, powiat jaworski, powiat kamiennogórski, powiat karkonoski, powiat lubański, powiat lwówecki, powiat zgorzelecki oraz powiat złotoryjski
- podregion legnicko-głogowski (kod 3.5.02.02) obejmuje 1 miasto na prawach powiatu i 5 powiatów: Legnica, powiat głogowski, powiat górowski, powiat legnicki, powiat lubiński oraz powiat polkowicki
- podregion wałbrzyski (kod 3.5.02.03) obejmuje 1 miasto na prawach powiatu i 5 powiatów: Wałbrzych, powiat dzierżoniowski, powiat kłodzki, powiat świdnicki, powiat wałbrzyski oraz powiat ząbkowicki
- podregion wrocławski (kod 3.5.02.04) obejmuje 8 powiatów: powiat milicki, powiat oleśnicki, powiat oławski, powiat strzeliński, powiat średzki, powiat trzebnicki, powiat wołowski oraz powiat wrocławski
- podregion m. Wrocław (kod 3.5.02.05) obejmuje 1 miasto na prawach powiatu: Wrocław

## Urbanizacja

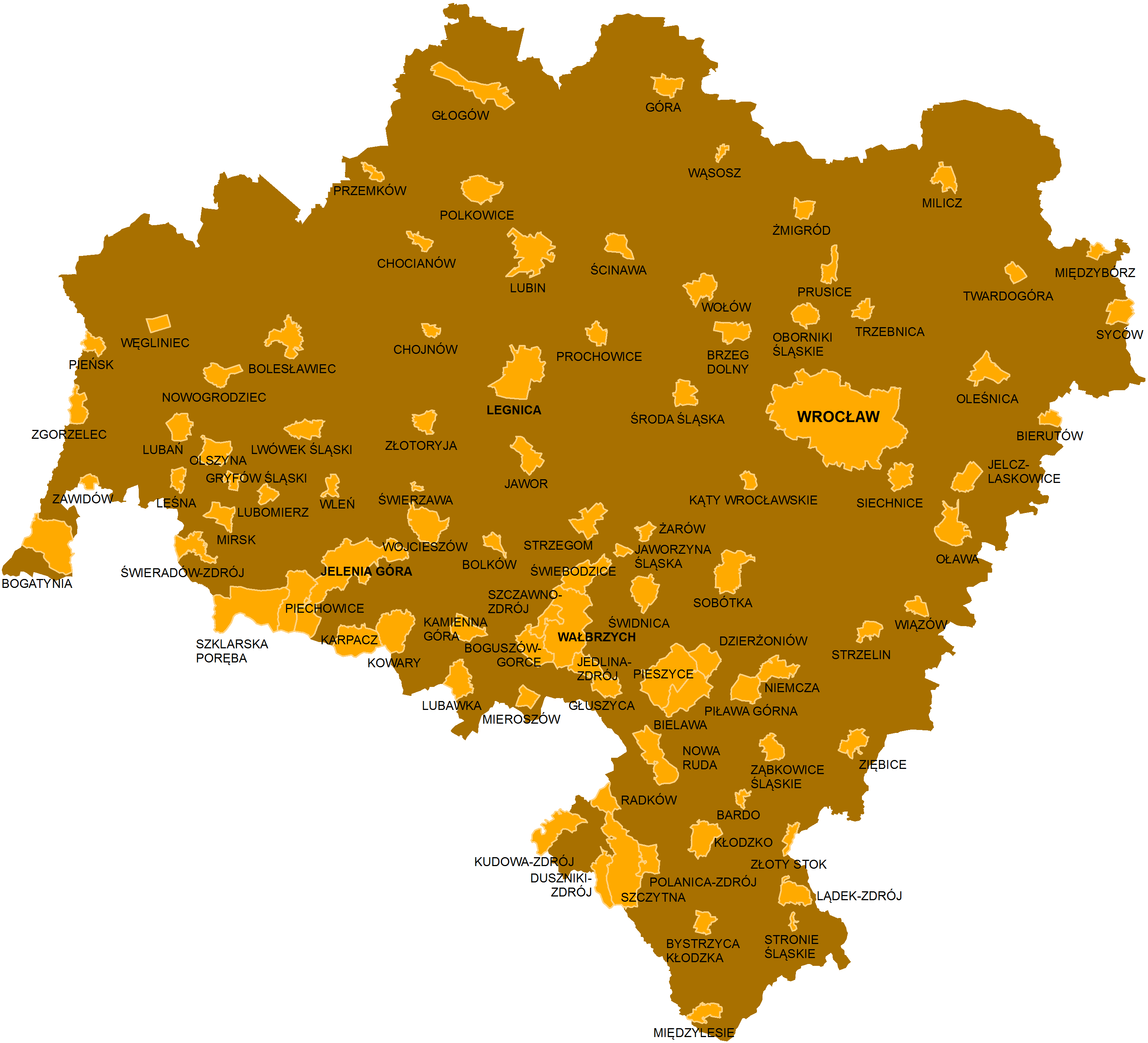
Miasta województwa dolnośląskiego w granicach administracyjnych

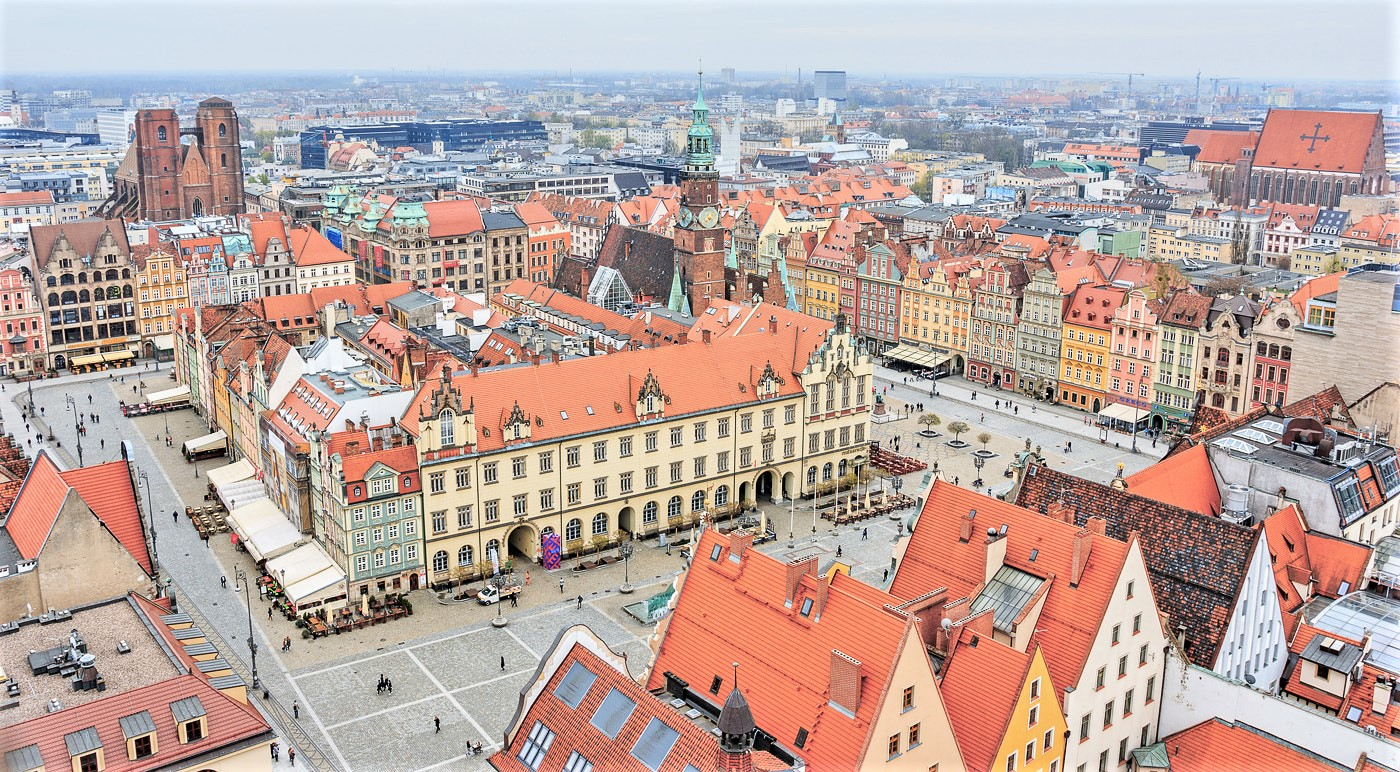
Rynek we Wrocławiu

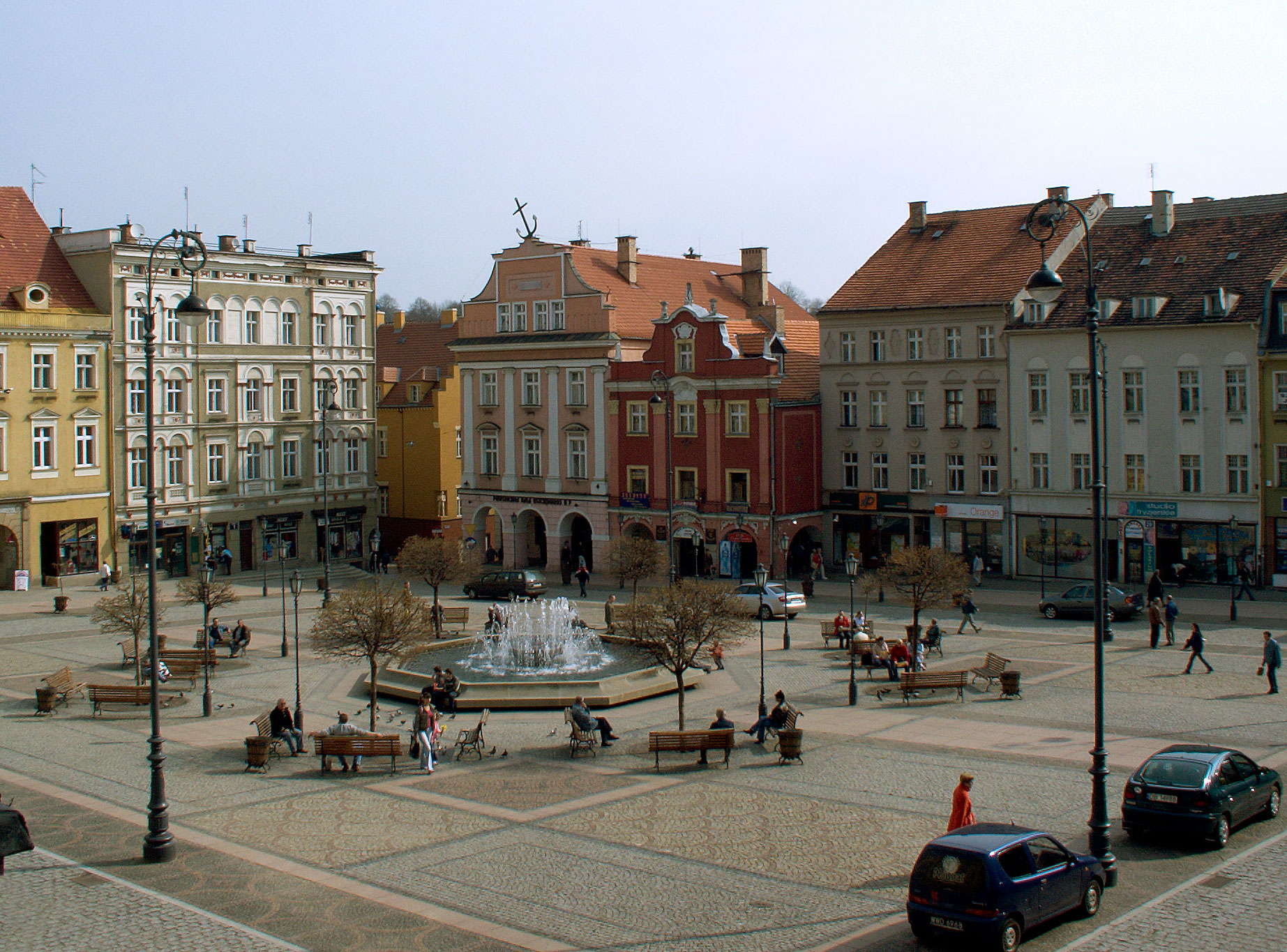
Rynek w Wałbrzychu

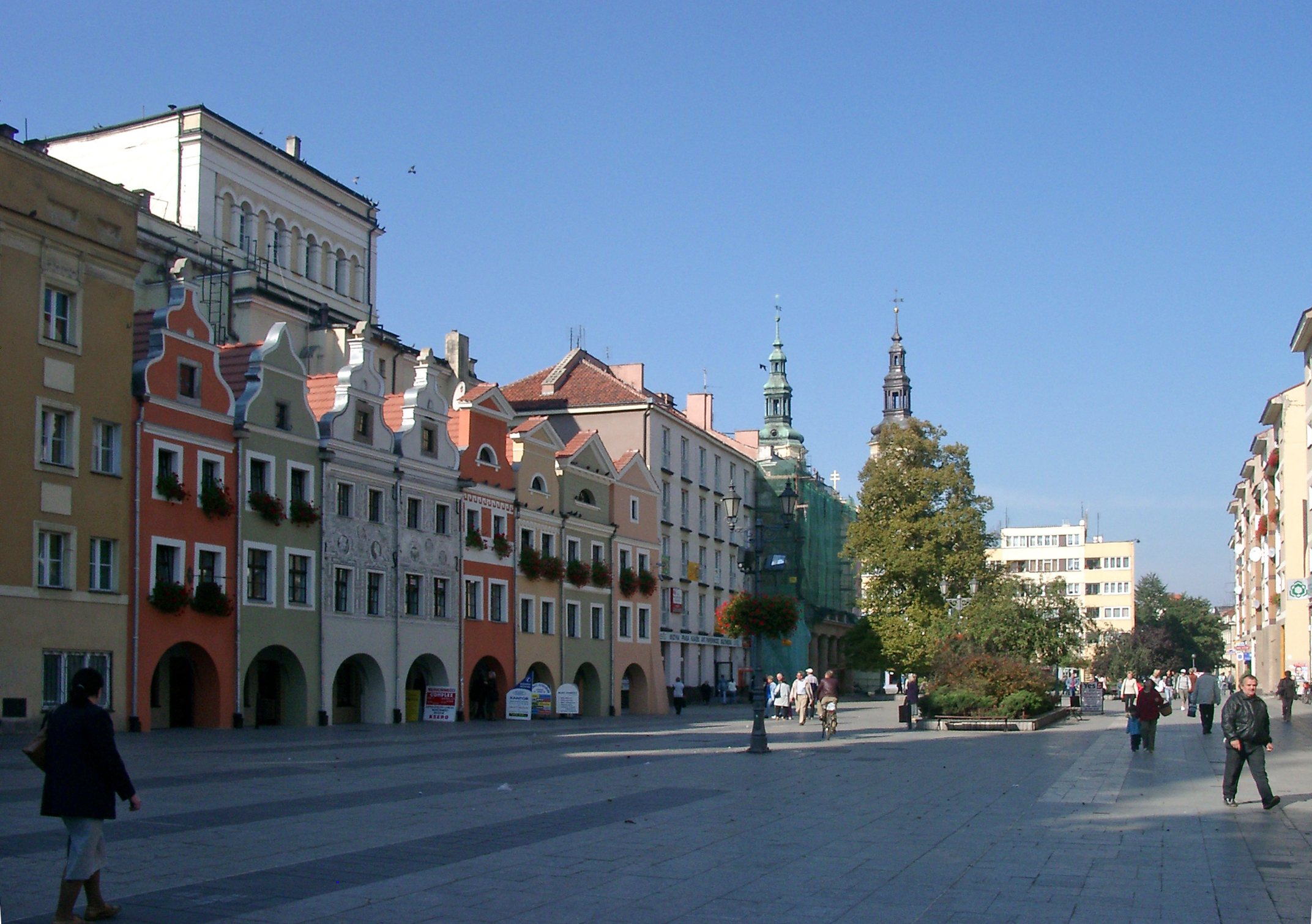
Rynek w Legnicy

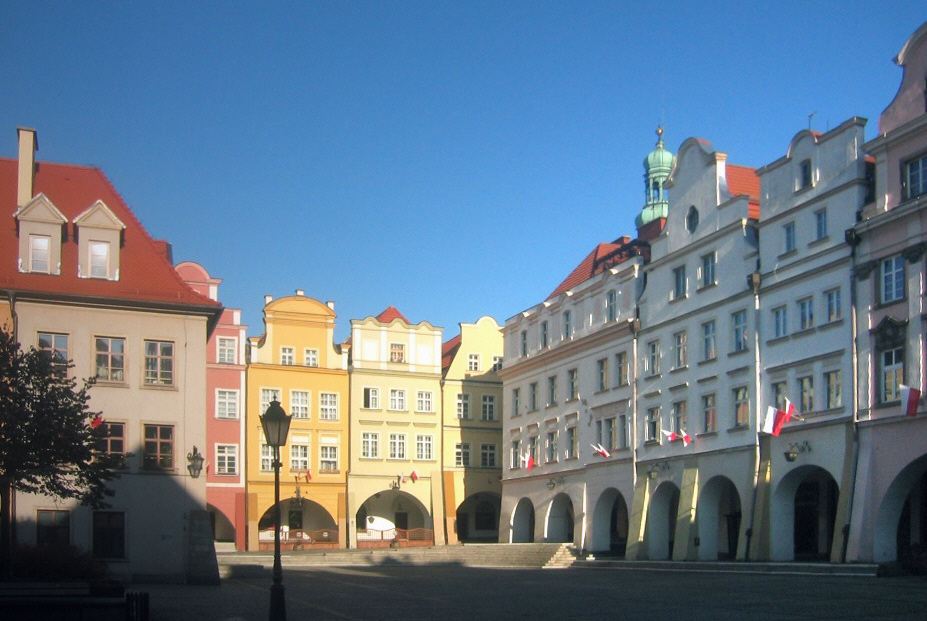
Rynek w Jeleniej Górze

W województwie dolnośląskim są 93 miasta, w tym 8 miast prezydenckich, w tym 4 miasta na prawach powiatu. W pierwszej części wymienione są miasta prezydenckie, wśród których kursywą zapisano nazwy miast na prawach powiatu, zaś gwiazdką oznaczono miasto wojewódzkie. W drugiej części wymienione są pozostałe miasta.
Miasta prezydenckie:

- Wrocław*
- Wałbrzych
- Legnica
- Jelenia Góra
- Lubin
- Głogów
- Świdnica
- Bolesławiec

Miasta pozostałe:

- Bardo
- Bielawa
- Bierutów
- Bogatynia
- Boguszów-Gorce
- Bolków
- Brzeg Dolny
- Bystrzyca Kłodzka
- Chocianów
- Chojnów
- Duszniki-Zdrój
- Dzierżoniów
- Głuszyca
- Góra
- Gryfów Śląski
- Jawor
- Jaworzyna Śląska
- Jedlina-Zdrój
- Jelcz-Laskowice
- Kamieniec Ząbkowicki
- Kamienna Góra
- Karpacz
- Kąty Wrocławskie
- Kłodzko
- Kowary
- Kudowa-Zdrój
- Lądek-Zdrój
- Leśna
- Lubań
- Lubawka
- Lubomierz
- Lwówek Śląski
- Mieroszów
- Międzybórz
- Międzylesie
- Miękinia
- Milicz
- Mirsk
- Niemcza
- Nowa Ruda
- Nowogrodziec
- Oborniki Śląskie
- Oleśnica
- Olszyna
- Oława
- Piechowice
- Pieńsk
- Pieszyce
- Piława Górna
- Polanica-Zdrój
- Polkowice
- Prochowice
- Prusice
- Przemków
- Radków
- Siechnice
- Sobótka
- Stronie Śląskie
- Strzegom
- Strzelin
- Syców
- Szczawno-Zdrój
- Szczytna
- Szklarska Poręba
- Ścinawa
- Środa Śląska
- Świebodzice
- Świeradów-Zdrój
- Świerzawa
- Trzebnica
- Twardogóra
- Wąsosz
- Węgliniec
- Wiązów
- Wleń
- Wojcieszów
- Wołów
- Zawidów
- Ząbkowice Śląskie
- Zgorzelec
- Ziębice
- Złotoryja
- Złoty Stok
- Żarów
- Żmigród

## Demografia

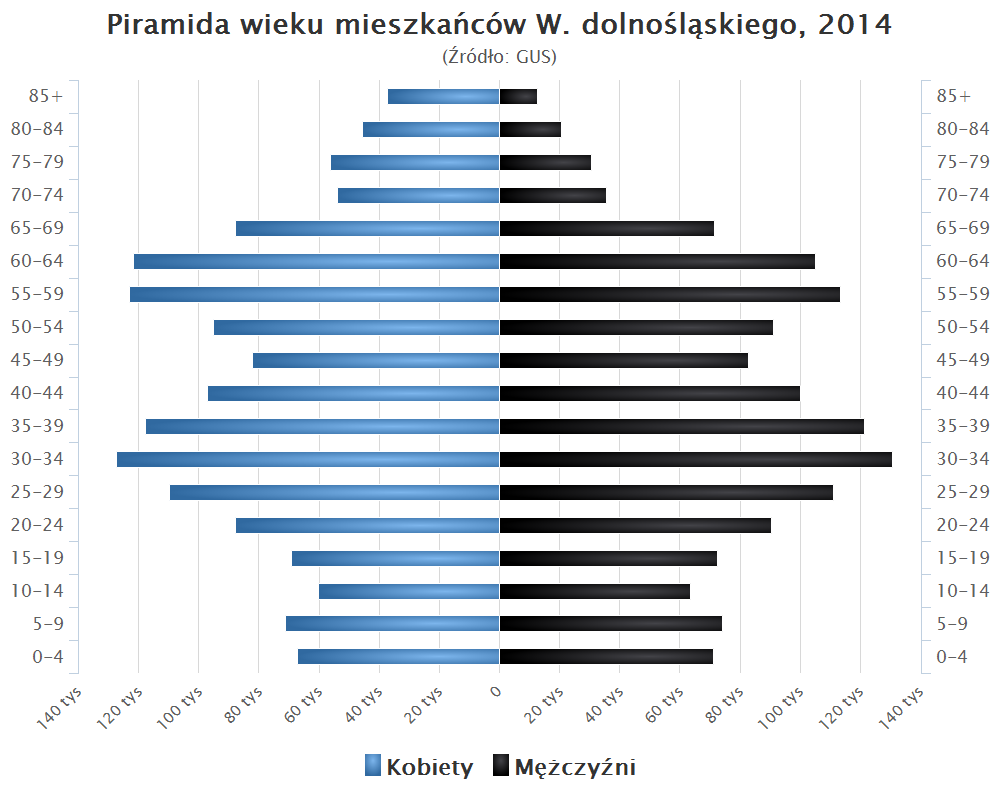
Piramida wieku mieszkańców W. dolnośląskiego w 2014 roku

Dane z 31 grudnia 2022 roku:
| Opis                              | Ogółem        | Ogółem        | Kobiety       | Kobiety       | Mężczyźni     | Mężczyźni     |
| --------------------------------- | ------------- | ------------- | ------------- | ------------- | ------------- | ------------- |
| jednostka                         | osób          | %             | osób          | %             | osób          | %             |
| populacja                         | 2 888 033     | 100           | 1 499 910     | 51,94         | 1 388 123     | 48,06         |
| powierzchnia                      | 19 946,74 km² | 19 946,74 km² | 19 946,74 km² | 19 946,74 km² | 19 946,74 km² | 19 946,74 km² |
| gęstość zaludnienia (mieszk./km²) | 144,8         | 144,8         | 75,2          | 75,2          | 69,6          | 69,6          |

1. Polacy (94.77%)
2. Ukraińcy (w tym łemkowie) (2.44%)
3. Białorusini (0.48%)
4. Niemcy (0.34%)
5. Anglicy (0.17%)
6. Inni (1.81%)

|                                      | Liczba    | Udział |
| ------------------------------------ | --------- | ------ |
| Polacy (Bez innych deklaracji)       | 2 842 518 | 97,85% |
| Inna niż polska                      | 62 376    | 2,14%  |
| Ukraińcy                             | 9 859     | 0,33%  |
| Niemcy                               | 8 978     | 0,30%  |
| Łemkowie                             | 5 491     | 0,20%  |
| Anglicy                              | 4 515     | 0,15%  |
| Ślązacy (polska grupa etnograficzna) | 4 098     | 0,14%  |
| Białorusini                          | 3 072     | 0,10%  |
| Włosi                                | 1 956     | 0,06%  |
| Amerykanie                           | 1 791     | 0,06%  |
| Rosjanie                             | 1 637     | 0,05%  |
| Żydzi                                | 1 482     | 0,05%  |
| Romowie                              | 1 475     | 0,05%  |
| Francuzi                             | 1 418     | 0,04%  |
| Grecy                                | 1 214     | 0,04%  |
| Irlandczycy                          | 1 162     | 0,04%  |
| Czesi                                | 1 029     | 0,03%  |
| pozostali                            | 13 199    | 0,45%  |
| Ludność ogółem                       | 2 904 894 | 100%   |

## Religia
|                             | Liczba    | Udział |
| --------------------------- | --------- | ------ |
| chrześcijaństwo             | 1 929 046 | 66,41% |
| katolicyzm                  | 1 899 268 | 65,38% |
| nurt badaczy pisma świętego | 12 203    | 0,42%  |
| protestantyzm               | 9 230     | 0,32%  |
| prawosławie                 | 7 427     | 0,26%  |
| buddyzm                     | 748       | 0,03%  |
| pogaństwo                   | 522       | 0,02%  |
| judaizm                     | 127       | 0,004% |
| hinduizm                    | 121       | 0,004% |
| inne religie i wierzenia    | 632       | 0,02%  |
| ateizm/odmowa odpowiedzi    | 973 380   | 33,51% |
| Ludność ogółem              | 2 904 894 | 100%   |

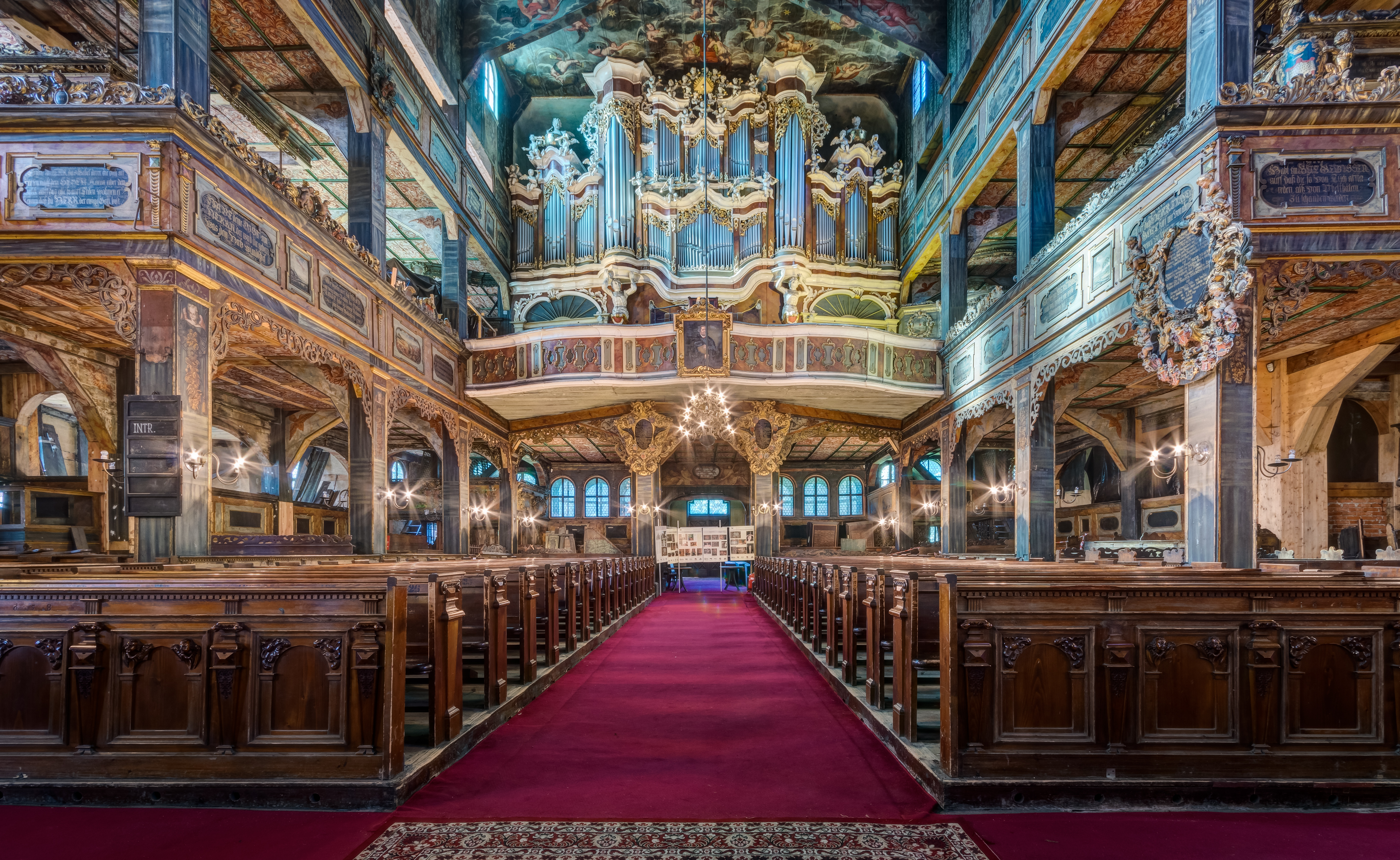
Wnętrze Kościoła Pokoju w Świdnicy

Na terenie województwa działalność prowadzą: Kościół Rzymskokatolicki, Kościół Greckokatolicki w Polsce, Kościół Polskokatolicki, Polski Narodowy Katolicki Kościół w RP, Katolicki Kościół Narodowy w Polsce, Polski Autokefaliczny Kościół Prawosławny, Kościół Ewangelicko-Augsburski, Kościół Chrześcijan Baptystów, Kościół Zielonoświątkowy, Chrześcijańska Wspólnota Zielonoświątkowa, Kościół Wolnych Chrześcijan, Kościół Ewangelicznych Chrześcijan, Kościół Ewangelicko-Metodystyczny, Kościół Ewangelicko-Reformowany, Kościół Adwentystów Dnia Siódmego, Kościół Chrystusowy, Kościół Chrześcijan Wiary Ewangelicznej, Kościół Boży w Chrystusie, Kościół Nowoapostolski, Świadkowie Jehowy, Świecki Ruch Misyjny „Epifania”, Kościół Jezusa Chrystusa Świętych w Dniach Ostatnich, Buddyjski Związek Diamentowej Drogi Linii Karma Kagyu, Związek Buddyjski Tradycji Karma Kamtzang, Drukpa Kagyu, Związek Buddyjski Khordong, Patrul Rinpocze, Szkoła Zen Kwan Um w Polsce, Taego, Misja Buddyjska, Sōtō, Stowarzyszenie Buddyjskie Kanzeon Sangha, Związek Buddystów Zen „Bodhidharma”, Związek Garuda w Polsce, Związek Gmin Wyznaniowych Żydowskich, Międzynarodowe Towarzystwo Świadomości Kryszny, Muzułmański Związek Religijny, Liga Muzułmańska w RP i Karaimski Związek Religijny.

## Mniejszości narodowe i etnograficzne w powiatach i gminach
|                          | Populacja | Ukraińcy      | Niemcy        | Łemkowie      |
| ------------------------ | --------- | ------------- | ------------- | ------------- |
| Województwo dolnośląskie | 2 904 894 | 9 859 (0,33%) | 8 978 (0,3%)  | 5 491 (0,2%)  |
| Wrocław                  | 672 929   | 5 163 (0,77%) | 2 212 (0,33%) | 715 (0,11%)   |
| Wałbrzych                | 104 401   | 164 (0,16%)   | 369 (0,35%)   | 12 (0,01%)    |
| Legnica                  | 94 878    | 633 (0,67%)   | 261 (0,28%)   | 756 (0,80%)   |
| Jelenia Góra             | 77 305    | 180 (0,23%)   | 315 (0,41%)   | 21 (0,03%)    |
| Powiat bolesławiecki     | 88 435    | 239 (0,27%)   | 313 (0,35%)   | 179 (0,2%)    |
| Powiat dzierżoniowski    | 97 721    | 101 (0,10%)   | 313 (0,32%)   | 11 (0,01%)    |
| Powiat głogowski         | 86 668    | 130 (0,15%)   | 196 (0,23%)   | 187 (0,22%)   |
| Powiat górowski          | 33 317    | 22 (0,07%)    | 71 (0,21%)    | 14 (0,04%)    |
| Powiat jaworski          | 48 503    | 64 (0,13%)    | 116 (0,24%)   | 62 (0,13%)    |
| Powiat kamiennogórski    | 41 660    | 30 (0,07%)    | 179 (0,43%)   | 4 (0,01%)     |
| Powiat karkonoski        | 61 745    | 95 (0,15%)    | 258 (0,42%)   | 27 (0,04%)    |
| Powiat kłodzki           | 151 962   | 166 (0,11%)   | 521 (0,34%)   | 14 (0,01%)    |
| Powiat legnicki          | 55 005    | 162 (0,29%)   | 144 (0,26%)   | 481 (0,87%)   |
| Powiat lubański          | 52 768    | 136 (0,26%)   | 224 (0,42%)   | 7 (0,01%)     |
| Powiat lubiński          | 104 442   | 188 (0,18%)   | 181 (0,17%)   | 1 283 (1,23%) |
| Powiat lwówecki          | 43 904    | 46 (0,1%)     | 148 (0,34%)   | 12 (0,03%)    |
| Powiat milicki           | 36 110    | 34 (0,09%)    | 74 (0,20%)    | 5 (0,01%)     |
| Powiat oleśnicki         | 106 673   | 229 (0,21%)   | 297 (0,28%)   | 86 (0,08%)    |
| Powiat oławski           | 77 412    | 342 (0,44%)   | 220 (0,28%)   | 128 (0,17%)   |
| Powiat polkowicki        | 61 530    | 120 (0,20%)   | 96 0,16%)     | 967 (1,57%)   |
| Powiat strzeliński       | 42 420    | 49 (0,12%)    | 139 (0,33%)   | 9 (0,02%)     |
| Powiat średzki           | 57 644    | 115 (0,20%)   | 148 (0,26%)   | 186 (0,32%)   |
| Powiat świdnicki         | 153 348   | 303 (0,20%)   | 405 (0,26%)   | 20 (0,01%)    |
| Powiat trzebnicki        | 86 917    | 163 (0,19%)   | 183 (0,21%)   | 44 (0,05%)    |
| Powiat wałbrzyski        | 53 929    | 43 (0,08%)    | 222 (0,41%)   | 9 (0,02%)     |
| Powiat wołowski          | 46 279    | 70 (0,15%)    | 113 (0,24%)   | 98 (0,21%)    |
| Powiat wrocławski        | 175 692   | 637 (0,36%)   | 448 (0,25%)   | 111 (0,06%)   |
| Powiat ząbkowicki        | 62 314    | 66 (0,11%)    | 181 (0,29%)   | 5 (0,01%)     |
| Powiat zgorzelecki       | 87 371    | 127 (0,15%)   | 525 (0,6%)    | 15 (0,02%)    |
| Powiat złotoryjski       | 41 612    | 42 (0,1%)     | 106 (0,25%)   | 23 (0,06%)    |

## Cudzoziemcy
| Kraj pochodzenia | liczba  |
| ---------------- | ------- |
| Ukraina          | 65 325  |
| Białoruś         | 11 448  |
| Gruzja           | 2 331   |
| Indie            | 2 122   |
| pozostałe        | 21 444  |
| łącznie          | 102 670 |

## Gospodarka

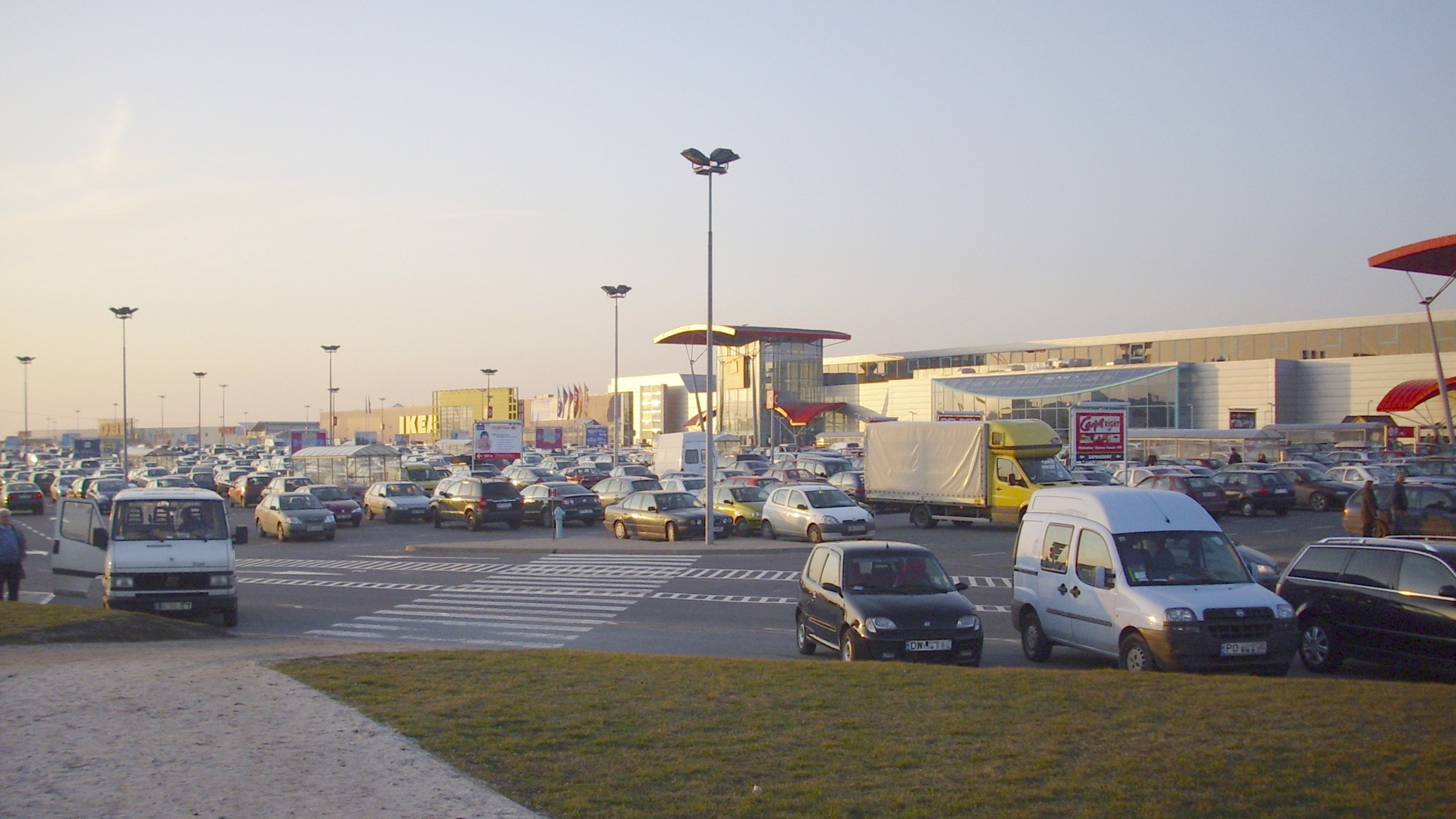
Największe centrum handlowe w Polsce – Aleja Bielany w Bielanach Wrocławskich

W 2012 roku produkt krajowy brutto woj. dolnośląskiego wynosił 138,3 mld zł, co stanowiło 8,2% PKB Polski. Produkt krajowy brutto na 1 mieszkańca wynosił 47,4 tys. zł (113,1% średniej krajowej), co plasowało dolnośląskie na 2. miejscu względem innych województw. Według Eurostat w 2009 r. PKB na 1 mieszkańca woj. dolnośląskiego, według zestandaryzowanego parytetu siły nabywczej, wynosiło 61,9% średniego PKB w Unii Europejskiej, natomiast PKB województwa bez uwzględnienia siły nabywczej stanowiło w 2009 r. 37,9% średniego PKB Unii (8900 euro na mieszkańca wobec średniej w Unii 23500 euro).
W 2010 produkcja sprzedana przemysłu w woj. dolnośląskim wynosiła 89,3 mld zł, co stanowiło 9,1% produkcji przemysłu Polski. Sprzedaż produkcji budowlano-montażowej w dolnośląskim wynosiła 13,0 mld zł, co stanowiło 8,1% tej sprzedaży Polski.
Przeciętne miesięczne wynagrodzenie mieszkańca woj. dolnośląskiego w 3. kwartale 2011 roku wynosiło 3584,44 zł brutto, co lokowało je na 4. miejscu względem wszystkich województw.
W końcu września 2019 roku liczba zarejestrowanych bezrobotnych w województwie obejmowała ok. 56,1 tys. mieszkańców, co stanowi stopę bezrobocia na poziomie 4,6% do aktywnych zawodowo, w końcu stycznia 2014 stopa bezrobocia wynosiła 13,8%, w końcu października 2014 – 10,6%, a w październiku 2017 – 6,1%.
Według danych z 2011 roku 4,7% mieszkańców w gospodarstwach domowych woj. dolnośląskiego miało wydatki poniżej granicy ubóstwa skrajnego (tzn. znajdowało się poniżej minimum egzystencji).
Na terenie województwa działają cztery specjalne strefy ekonomiczne: Kamiennogórska, Legnicka, Tarnobrzeska, Wałbrzyska.
W Bogatyni znajduje się Kopalnia Węgla Brunatnego „Turów” oraz Elektrownia Turów.
W Wierzchowicach znajduje się największy w Polsce podziemny magazyn gazu.
W województwie działa 35 browarów: Spiż, Stu Mostów, Profesja, Genius Loci, Pol A Czech, Złoty Pies, Prost, Solipiwko, Warsztat Piwowarski, Baba Jaga, wBrew, Wielka Wyspa we Wrocławiu, Caminus w Kątach Wrocławskich, Widawa w Chrząstawie Małej, Sancti Lucas w Siechnicach, Cześć Brat w Jelczu-Laskowicach, Cztery Ściany w Trzebnicy, Lwówek w Lwówku Śląskim, Zielone Wzgórze w Sulistrowiczkach, Browarnia w Sobótce-Górce, Wieżyca w Sobótce, Jamrozowa Polana w Dusznikach-Zdroju, Jedlinka w Jedlinie-Zdroju, Probus w Oławie, Miedzianka w Miedziance, Rebelia w Ząbkowicach Śląskich, Roch w Nowych Rochowicach, Craft Browar Świdnica w Świdnicy, Hoppy Lab w Żarowie, Browar Kamienica w Kamienicy, Staromiejski Piwowar w Legnicy, Browar Rzemieślniczy Sowie w Bielawie, Dolina BoBru we Wleniu, Wagabunda w Niechlowie, Browar Milicz w Miliczu.
We Wrocławiu znajduje się wytwórnia napojów alkoholowych – Akwawit-Polmos Wrocław.
W województwie dolnośląskim znajduje się największa w Polsce ilość upraw kukurydzy. Uprawia się także zboża, głównie pszenicę, jęczmień oraz pszenżyto, a także chmiel, rzepak, rzepik, jabłka, porzeczki, truskawki i tytoń. Na terenie województwa znajduje się 9 winnic.
Na liście produktów tradycyjnych znajdują się 44 produkty z województwa dolnośląskiego.

## Transport

### Transport drogowy

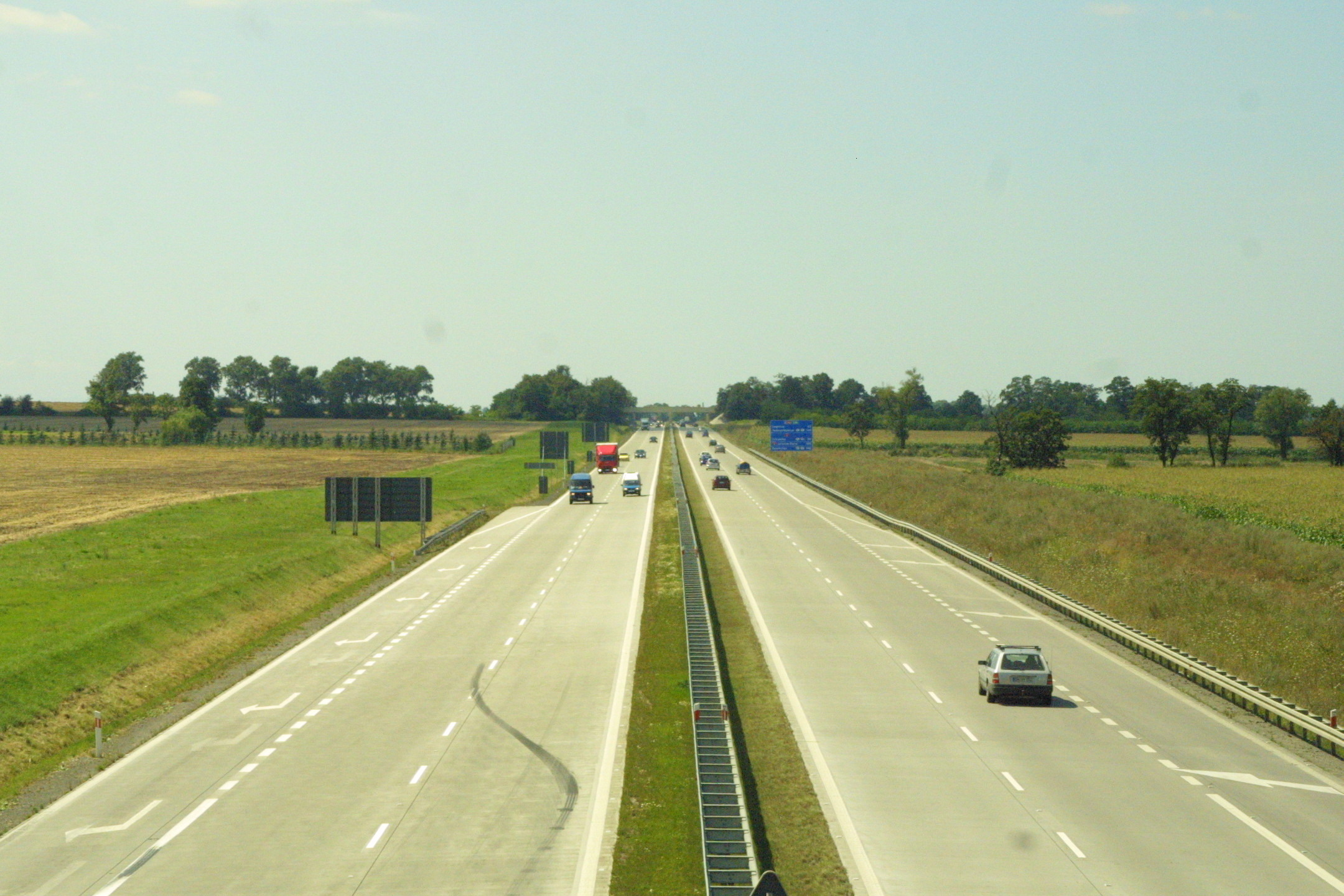
Autostrada A4 z wiaduktu zjazdu w Pietrzykowicach koło Kątów Wrocławskich w kierunku zachodnim

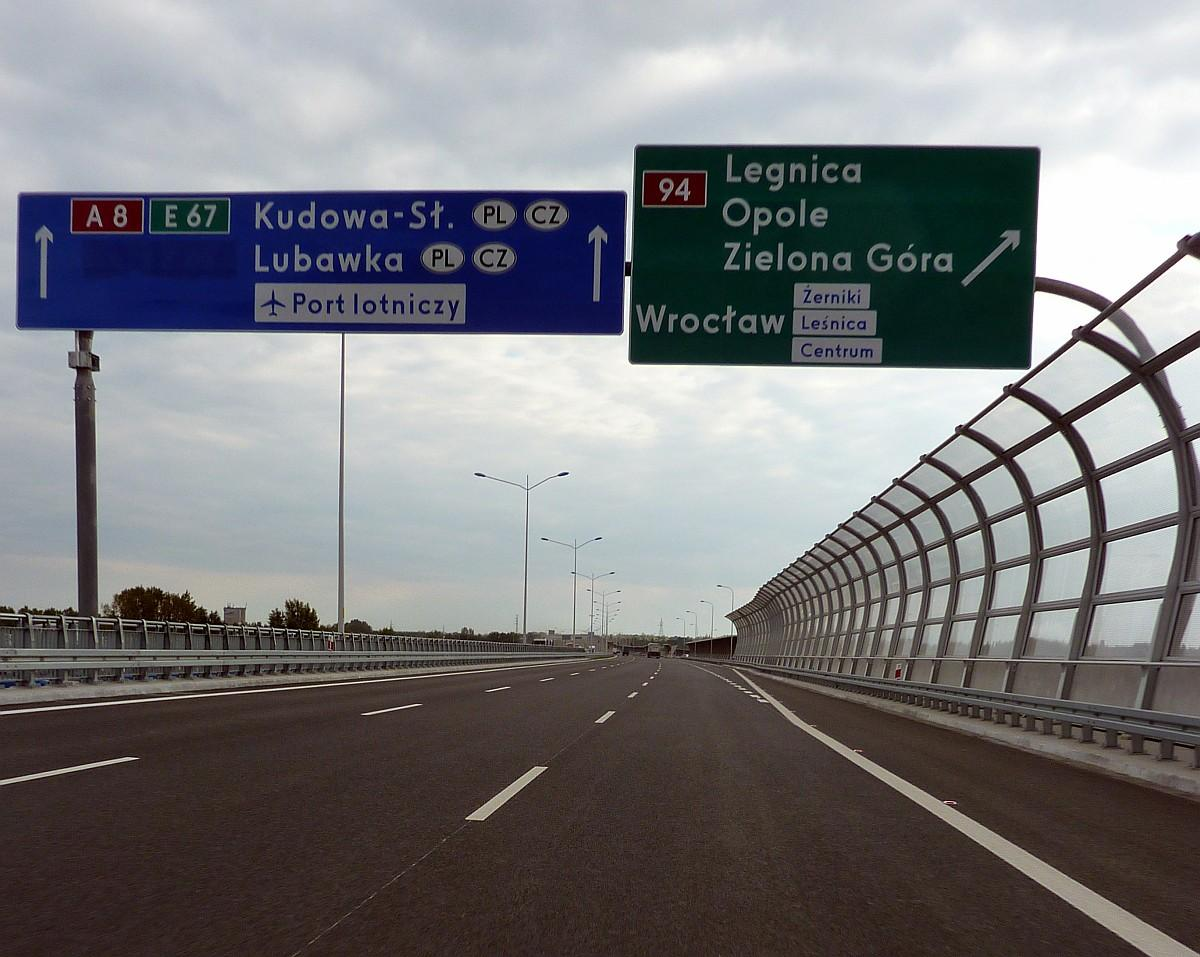
Autostrada A8

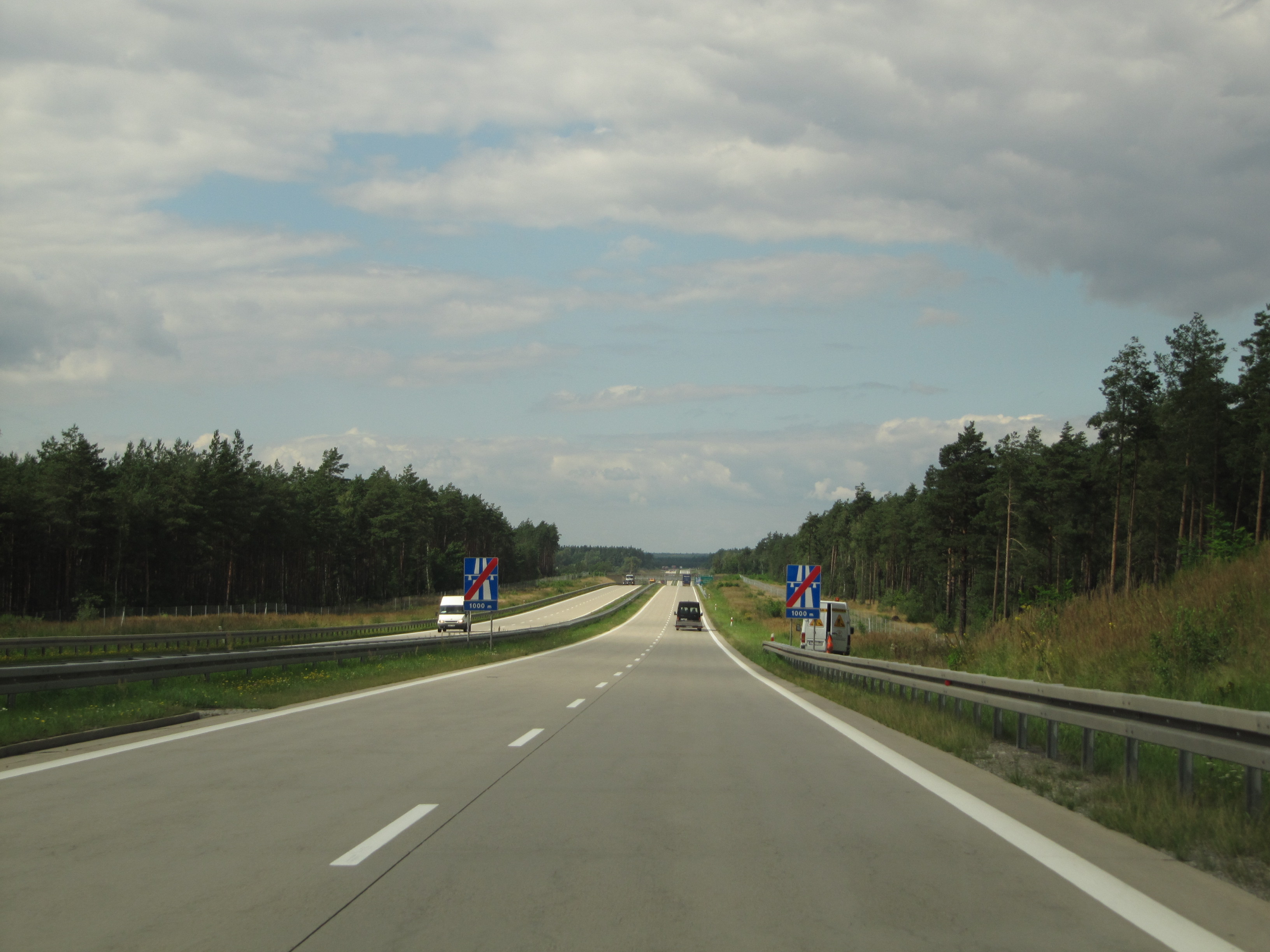
Autostrada A18

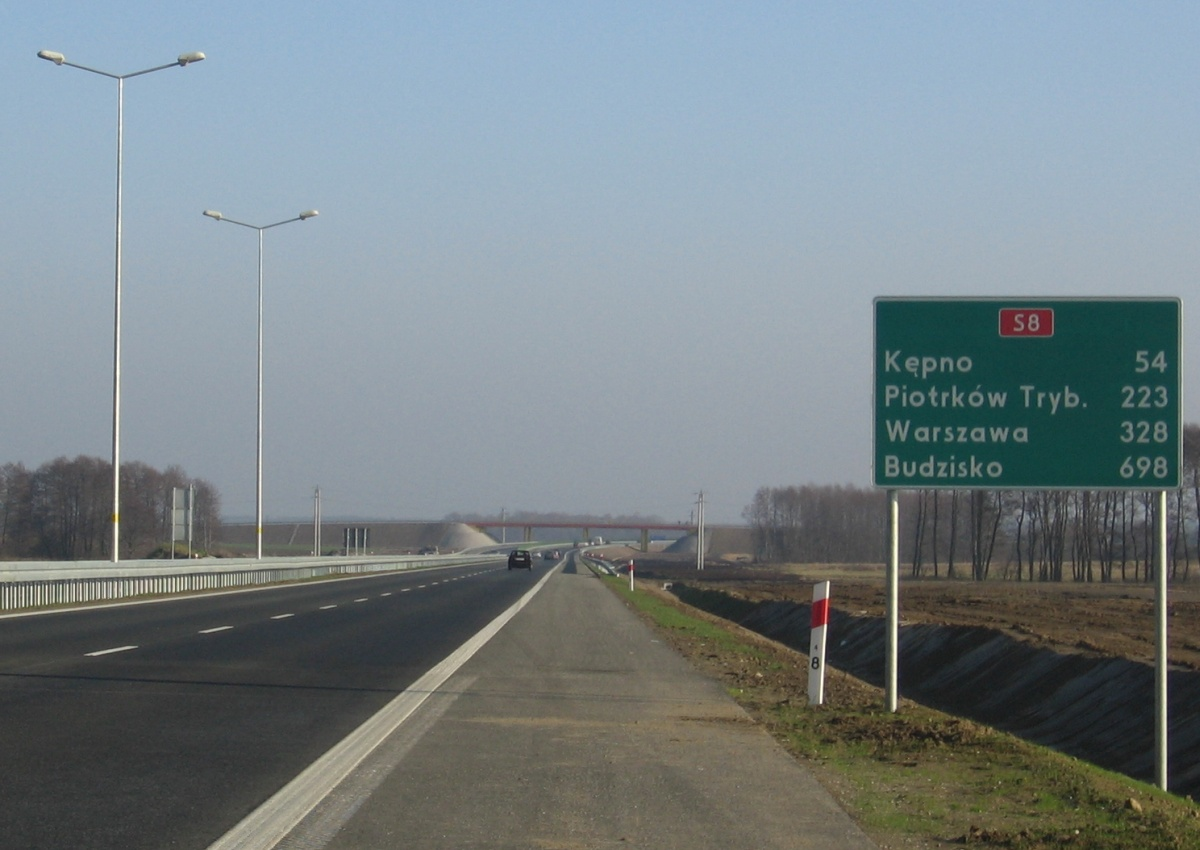
Droga ekspresowa S8 w okolicach Oleśnicy

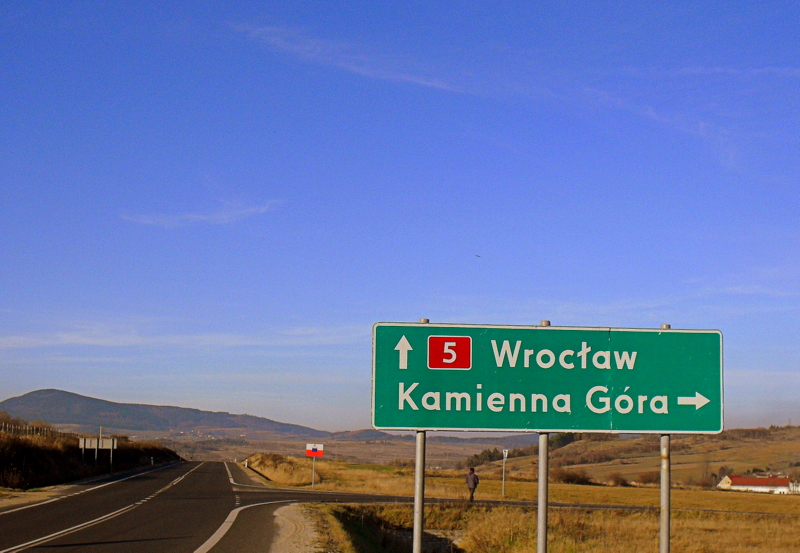
DK5 zjazd do Przedwojowa

| Droga  | Trasa | Obecna długość w województwie [km] | Uwagi                                                                          |
| ------ | --- | ---------------------------------- | ------------------------------------------------------------------------------ |
| 3E65   | Świnoujście – Szczecin – Gorzów Wielkopolski – Zielona Góra – Lubin – Legnica – Bolków – Jelenia Góra – Jakuszyce – granica państwa z Czechami | 169                                |                                                                                |
| S3E65  | Świnoujście – Goleniów – Szczecin A6 (węzeł „Rzęśnica”) – ... – A6 (Szczecin) – Gorzów Wielkopolski – Zielona Góra – A4 (Legnica) – Bolków – Lubawka – granica państwa z Czechami | 103                                | Objazd do Czech przez węzeł w Lubawce aż do wybudowania D11 w Czechach         |
| A4E40  | granica państwa z Niemcami – Jędrzychowice – Krzyżowa – Legnica – Wrocław – Opole – Gliwice – Katowice – Kraków – Tarnów – Rzeszów – Korczowa – granica państwa z Ukrainą | 194                                |                                                                                |
| 5      | 1 (Nowe Marzy) – Świecie – Bydgoszcz – Gniezno – Poznań (węzeł „Poznań Wschód” – węzeł „Poznań Komorniki”) – Leszno – Wrocław – Kostomłoty – Dobromierz – Bolków – Kamienna Góra – Lubawka – granica państwa z Czechami | 175                                |                                                                                |
| S5     | S7 (Ostróda) – A1 (Nowe Marzy) – Bydgoszcz – Poznań – Leszno – A8 (Wrocław) – ... – S8 (Sobótka) – Świdnica – S3 (Bolków) | 48                                 | istnieje odcinek od granicy woj. wielkopolskiego i dolnośląskiego do Wrocławia |
| 8E67   | granica państwa z Czechami – Kudowa-Zdrój – Kłodzko – Ząbkowice Śląskie – Wrocław – Oleśnica – Syców – Kępno – Złoczew – Sieradz – 1 (węzeł „Łódź Południe”) – Piotrków Trybunalski – Rawa Mazowiecka – Warszawa – Radzymin – Wyszków – Ostrów Mazowiecka – Zambrów – Białystok – Korycin – Augustów – Raczki – Suwałki – Budzisko – granica państwa z Litwą                                       | 115                                |                                                                                |
| A8E67  | autostradowa obwodnica Wrocławia na odcinku A4 – Psie Pole | 22                                 | cała w obrębie województwa                                                     |
| S8E67  | Kłodzko – Kobierzyce – A8 (Wrocław) – ... – Wrocław (Psie Pole) – Kępno – Sieradz – A1 (Łódź) – ... – A1 (Piotrków Trybunalski) – Rawa Mazowiecka – S2 (Opacz) – ... – S2 (Konotopa) – Warszawa – Ostrów Mazowiecka – Zambrów – S19 (Choroszcz) | 57                                 |                                                                                |
| 12     | granica państwa z Niemcami – Łęknica – Żary – Żagań – Szprotawa – Przemków – Radwanice – S3 (węzeł „Głogów Zachód") – Głogów – Szlichtyngowa – Wschowa – Leszno – Gostyń – Jarocin – Pleszew – Kalisz – Błaszki – Sieradz – Łask – Rzgów – Piotrków Trybunalski – Sulejów – Opoczno – Przysucha – Radom – Zwoleń – Puławy – Kurów – Lublin – Piaski – Chełm – Dorohusk – granica państwa z Ukrainą | 48                                 |                                                                                |
| 15     | Trzebnica – Milicz – Krotoszyn – Jarocin – Miąskowo – Miłosław – Września – Gniezno – Trzemeszno – Wylatowo – Strzelno – Inowrocław – Toruń – Brodnica – Lubawa – Ostróda | 49                                 |                                                                                |
| 18E36  | granica państwa z Niemcami – Olszyna – Golnice – Krzyżowa | 21                                 |                                                                                |
| A18E36 | granica państwa z Niemcami – Olszyna – A4 | 5                                  | południowa jezdnia w budowie                                                   |
| 25     | Bobolice – Biały Bór – Człuchów – Sępólno Krajeńskie – Koronowo – Bydgoszcz – Inowrocław – Strzelno – Ślesin – Konin – Kalisz – Ostrów Wielkopolski – Antonin – Oleśnica | 28                                 |                                                                                |
| 30     | 4 (węzeł „Zgorzelec”) – Lubań – Gryfów Śląski – Pasiecznik – Jelenia Góra | 67                                 | cała w obrębie województwa                                                     |
| 33     | Kłodzko – Międzylesie – Boboszów – granica państwa z Czechami | 45                                 | cała w obrębie województwa                                                     |
| 34     | Świebodzice – Dobromierz | 9                                  | cała w obrębie województwa                                                     |
| 35     | granica państwa z Czechami – Golińsk – Mieroszów – Wałbrzych – Świebodzice – Świdnica – 4 (węzeł „Bielany Wrocławskie”) | 91                                 | cała w obrębie województwa                                                     |
| 36     | Prochowice – Lubin – Ścinawa – Wińsko – Załęcze – Rawicz – Krotoszyn – Ostrów Wielkopolski | 70                                 |                                                                                |
| 39     | Łagiewniki – Strzelin – Biedrzychów – Owczary – Brzeg – Namysłów – Kępno | 41                                 |                                                                                |
| 46     | Kłodzko – Nysa – Pakosławice – Jaczowice – Niemodlin – Karczów – Opole – Lubliniec – Blachownia – Częstochowa – Janów – Szczekociny | 21                                 |                                                                                |
| 94     | 4 (węzeł „Zgorzelec”) – Bolesławiec – Krzywa – Chojnów – Legnica – Prochowice – Wrocław – Brzeg – Opole – Strzelce Opolskie – Toszek – Pyskowice – Bytom – Będzin – Sosnowiec – Dąbrowa Górnicza – Olkusz – 7 (węzeł „Modlniczka”) – ... – 4 (węzeł „Kraków Wieliczka”) – Tarnów – Rzeszów – Jarosław – Radymno – droga 1698R                                                                      | 214                                |                                                                                |

### Transport kolejowy

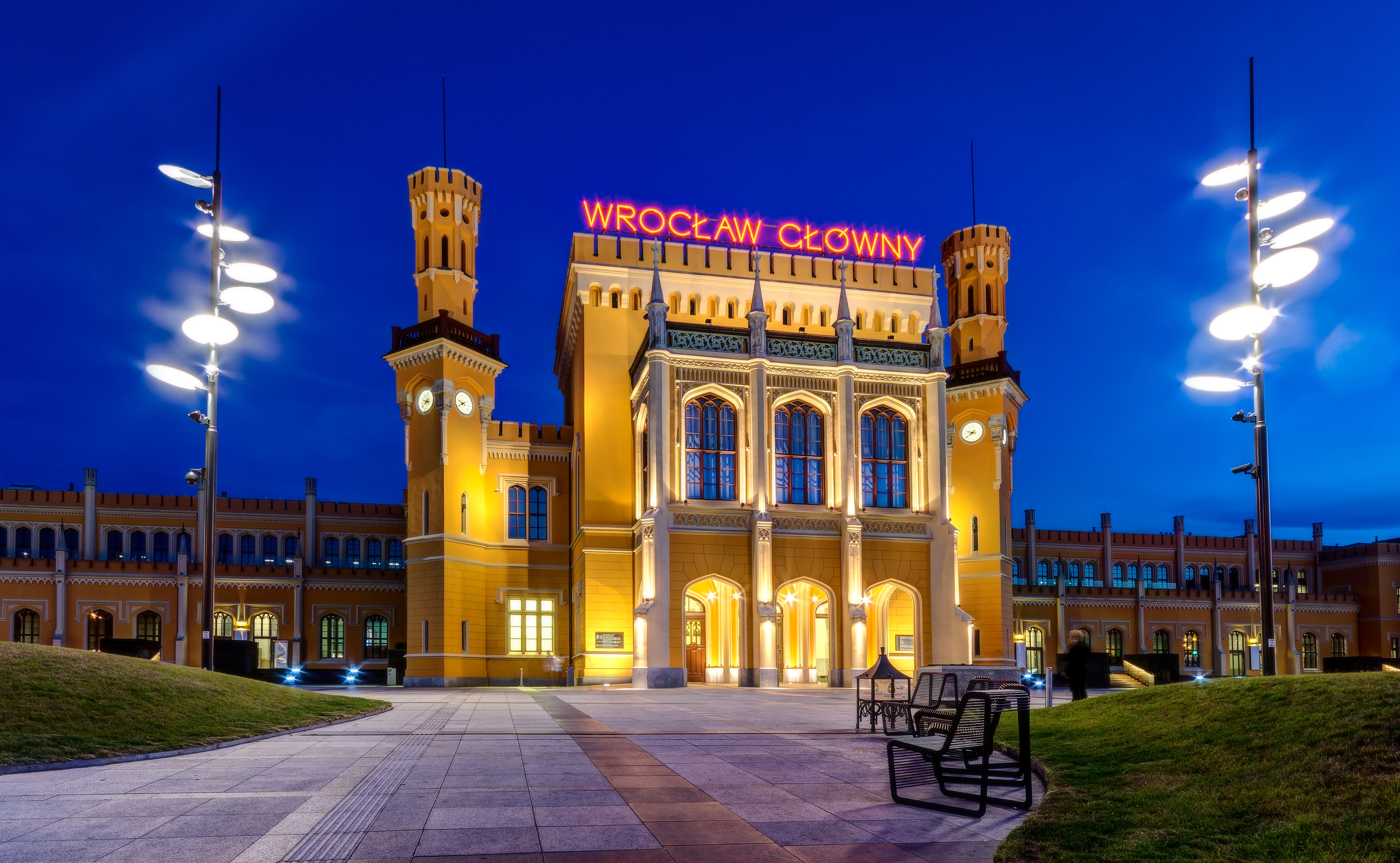
Dworzec kolejowy Wrocław Główny

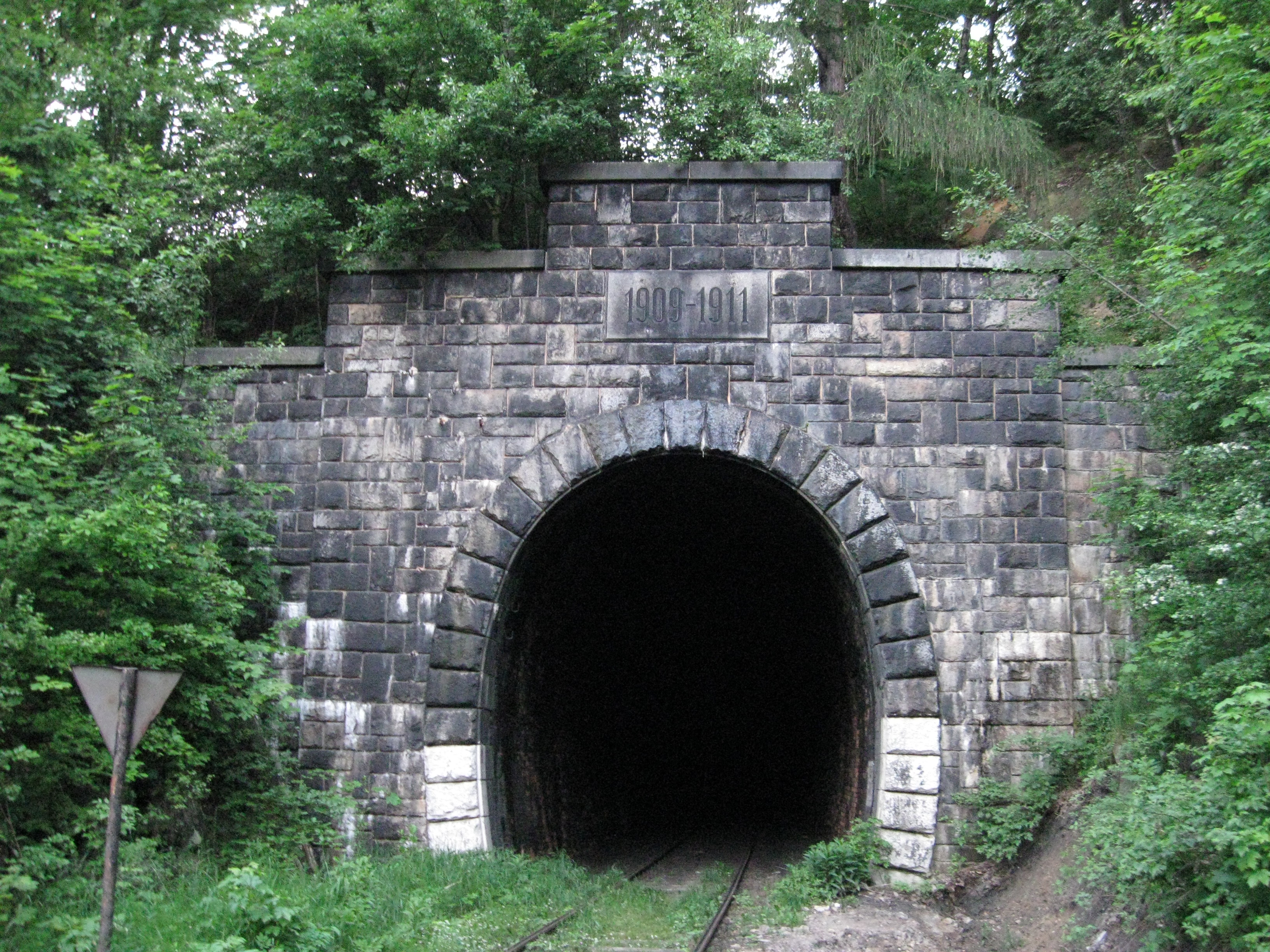
Tunel pod Małym Wołowcem, widok od strony Jedliny Zdroju

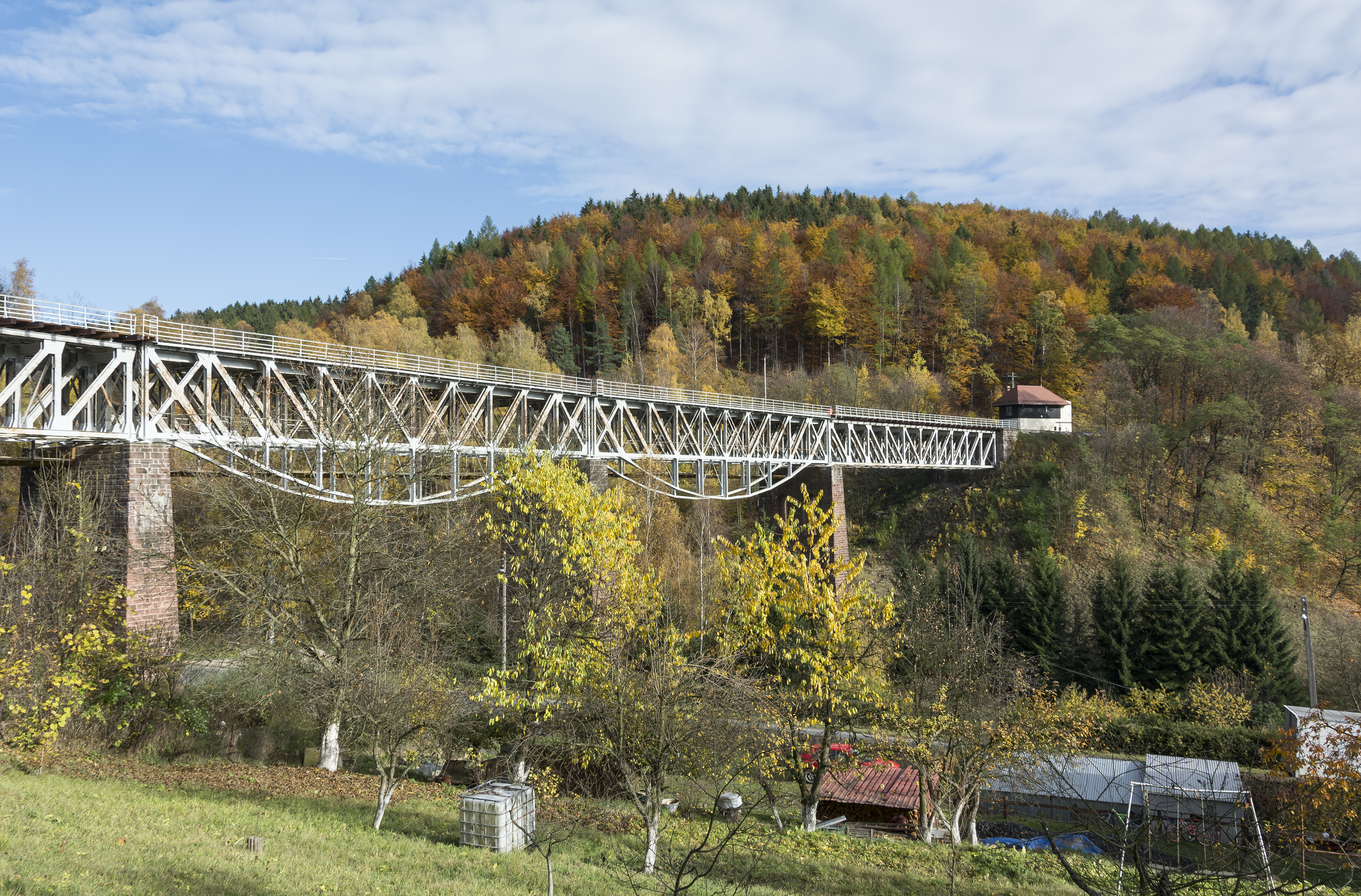
Wiadukt kolejowy w Ludwikowicach Kłodzkich

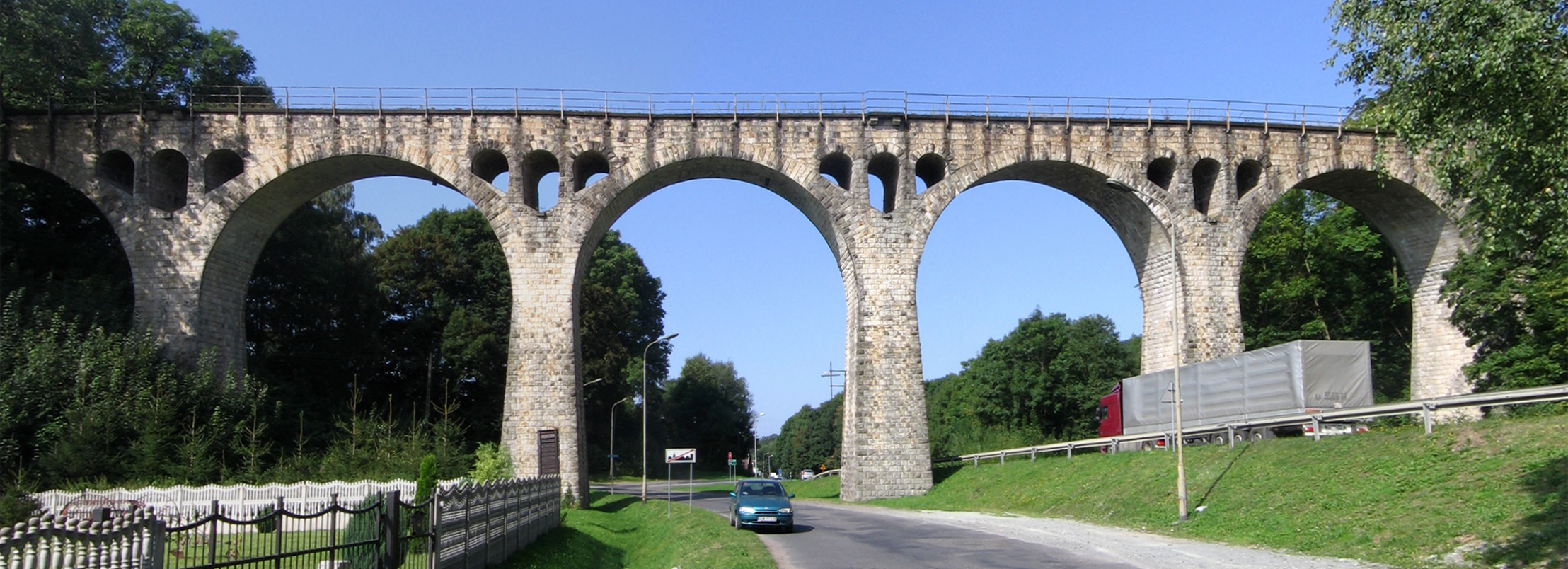
Wiadukt kolejowy w Lewinie Kłodzkim

Największą stacją pasażerską jest Wrocław Główny, stanowiący punkt Wrocławskiego węzła kolejowego.
Na trasach kolejowych w Sudetach znajdują się obiekty inżynieryjne, np. Tunel pod Małym Wołowcem, Tunel pod Sajdakiem, Tunel w Świerkach, Czarny Most w Nowej Rudzie, wiadukt w Ludwikowicach Kłodzkich, wiadukt kolejowy w Lewinie Kłodzkim.
W 2017 roku statystyczny mieszkaniec województwa dolnośląskiego jechał 8,6 raza pociągiem.

#### Linie kolejowe (normalnotorowe) czynne
Uwaga: długość linii i lata budowy podane kursywą dotyczą wyłącznie odcinka w granicach województwa dolnośląskiego
- Linia kolejowa E 30
- 14 Łódź – Głogów – Forst (dł. 36,8 km; bud. w latach 1846–1858)
- 132 Bytom – Wrocław (dł. 29,3 km; bud. 1842–1856)
- 137 Katowice – Legnica (dł. 114,8 km; bud. 1844–1874)
- 143 Kalety – Wrocław (bud. 1868–1884)
- 181 Herby Nowe – Oleśnica (bud. 1871–1926)
- 271 Wrocław – Poznań (uruchomiona w październiku 1856)
- 273 Wrocław – Szczecin (bud. 1844–1877)
- 274 Wrocław – Görlitz (dł. 201,0 km; bud. 1842–1868)
- 275 Wrocław – Gubinek (bud. 1844-1875)
- 276 Wrocław – Lichkov (dł. 136,1 km; bud. 1871–1926)
- 277 Opole – Wrocław (uruchomiona w październiku 1909)
- 278 Węgliniec – Zgorzelec (dł. 26,1 km; bud. 1846–1847)
- 279 Lubań Śląski – Węgliniec (dł. 21,1 km; uruchomiona we wrześniu 1865)
- 281 Oleśnica – Chojnice (bud. 1875–1894)
- 282 Miłkowice – Jasień (bud. 1845-1900)
- 285 Wrocław – Jedlina-Zdrój (dł. 82,2 km; bud. 1884–1904)
- 286 Wałbrzych – Kłodzko
- 289 Legnica – Rudna Gwizdanów (dł. 39,1 km; bud. 1869–1871)
- 290 Mikułowa – Bogatynia (dł. 32,5 km; bud. 1875–1962)
- 291 Wałbrzych – Meziměstí
- 292 Jelcz – Wrocław (dł. 28,8 km; bud. 1912–1922)
- 295 Węgliniec – Horka (dł. 12,9 km; uruchomiona w czerwcu 1874)
- 308 Jelenia Góra – Kamienna Góra
- 311 Jelenia Góra – Jakuszyce
- 326 Wrocław – Trzebnica (dł. 19,7 km; uruchomiona w grudniu 1886)
- 349 Święta Katarzyna–Wrocław (dł. 18,8 km; uruchomiona w styczniu 2000, linia towarowa)
- 355 Ostrów Wlkp. – Grabowno Wielkie (bud. 1912–1922)

#### Koleje wąskotorowe(nieczynne)

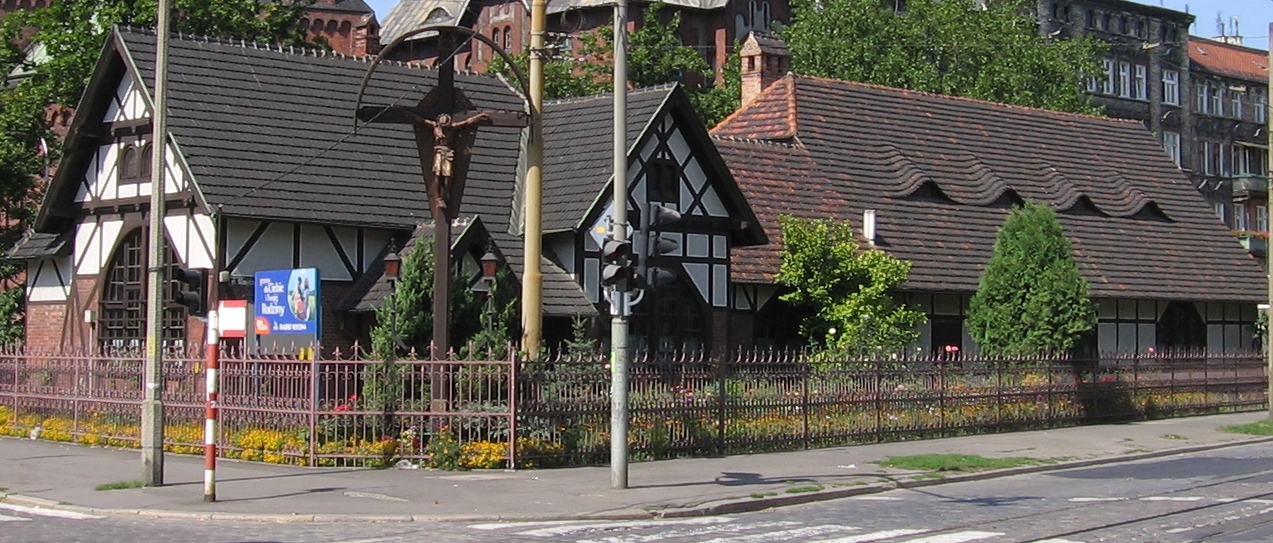
Dawna stacja kolei wąskotorowej we Wrocławiu.

- Zittau – Bogatynia Wąskotorowa – Heřmanicé 15,8 km; 750 mm; 1 tor; bud. 1884; rozebrana 2004
- Przedkowice – Milicz Wąskotorowa – Sulmierzyce 23,1 km; 750 mm; 1 tor; bud. 1894; rozebrana 2004
- Żmigród Wąskotorowa – Przedkowice 7,5 km; 750 mm; 1 tor; bud. 1894; rozebrana 2004
- Trzebnica Gaj – Przedkowice 18,6 km; 750 mm; 1 tor; bud. 1895; rozebrana 2004
- Wrocław Wąskotorowy  – Trzebnica Gaj 26,0 km; 750 mm; 1 tor; bud. 1898; rozebrana 1970
- Kamieniec Ząbkowicki – Byczeń – Złoty Stok 11,8 km; 1000 mm; 1 tor; bud. 1900; normalnotorowa od 1911
- Bogatynia Wąskotorowa – Turoszów Wąskotorowa 6,0 km; 750 mm; 1 tor; bud. 1910; rozebrana 2004

#### Tabor kolejowy

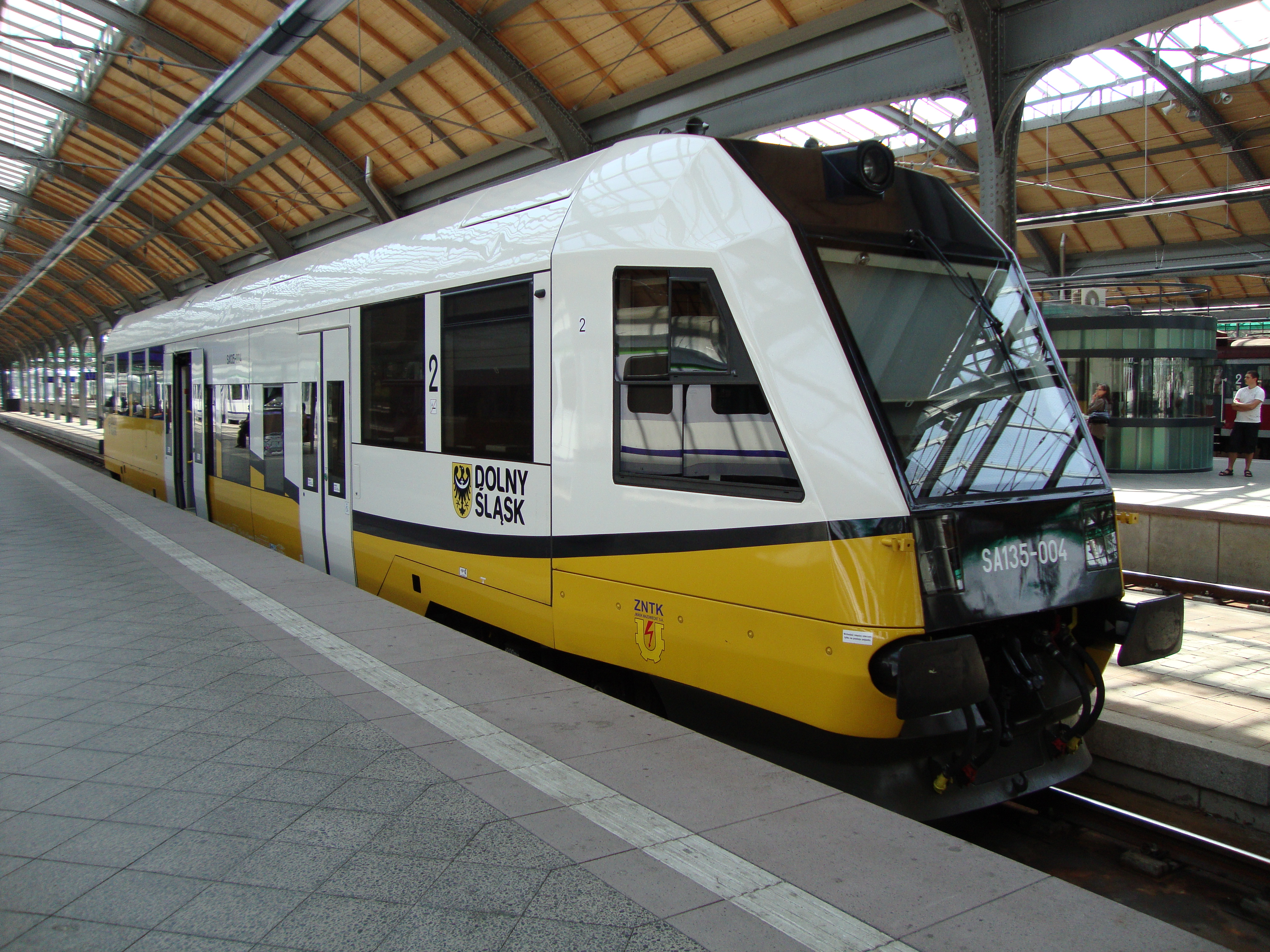
SA135 w barwach Kolei Dolnośląskich na dworcu Wrocław Główny

Województwo dolnośląskie wraz z samorządową spółką Koleje Dolnośląskie jest właścicielem 57 pojazdów zakupionych przez Urząd Marszałkowski oraz Koleje Dolnośląskie.
| Seria   | Typ   | Numery               | Liczba | Producent               |                     | Użytkownik          | Źródło        |
| ------- | ----- | -------------------- | ------ | ----------------------- | ------------------- | ------------------- | ------------- |
| EN57    | 5B/6B | 1703Pafawag          | 1      | Pafawag                 | UM                  | Koleje Dolnośląskie | [ 37 ]        |
| EN57AL  | 5B/6B | 1501, 1542, 1938     | 3      |                         | UM                  | Koleje Dolnośląskie | [ 38 ]        |
| EN57AKD | 5B/6B | 1937                 | 1      | Pafawag                 | UM                  | Koleje Dolnośląskie | [ 38 ]        |
| 31WE    | 31WE  | 001 ÷ 005, 020 ÷ 024 | 10     | Newag                   | Koleje Dolnośląskie | Koleje Dolnośląskie |               |
| 36WEa   | 36WEa | 011 ÷ 016            | 6      | Newag                   | Koleje Dolnośląskie | Koleje Dolnośląskie |               |
| 45WE    | 45WE  | 019 ÷ 029            | 11     | Newag                   | Koleje Dolnośląskie | Koleje Dolnośląskie |               |
| 36WEh   | 36WEh | 012 ÷ 014            | 3 z 6  | Newag                   | Koleje Dolnośląskie | Koleje Dolnośląskie | [ 39 ] [ 40 ] |
| SA109   | 212M  | 003 ÷ 004            | 2      | Kolzam                  | UM                  | Koleje Dolnośląskie | [ 41 ] [ 42 ] |
| SA106   | 214M  | 011                  | 1      | Pesa                    | UM                  | Koleje Dolnośląskie | [ 41 ] [ 42 ] |
| SA135   | 214Mb | 001 ÷ 003            | 9      | Pesa                    | UM                  | Koleje Dolnośląskie | [ 41 ] [ 42 ] |
| SA135   | 214Mb | 004 ÷ 009            | 9      | ZNTK „Mińsk Mazowiecki” | UM                  | Koleje Dolnośląskie | [ 41 ] [ 42 ] |
| SA132   | 218Ma | 002                  | 1      | Pesa                    | UM                  | Koleje Dolnośląskie | [ 41 ] [ 42 ] |
| SA134   | 218Md | 003 ÷ 007            | 8      | Pesa                    | UM                  | Koleje Dolnośląskie | [ 41 ] [ 42 ] |
| SA134   | 218Md | 023                  | 8      | ZNTK „Mińsk Mazowiecki” | UM                  | PKP SKM Trójmiasto  | [ 43 ]        |
| SA134   | 218Md | 024 ÷ 025            | 8      | ZNTK „Mińsk Mazowiecki” | UM                  | Koleje Dolnośląskie | [ 41 ] [ 42 ] |
| SA139   | 223M  | 011 ÷ 014            | 4      | Pesa                    | Koleje Dolnośląskie | Koleje Dolnośląskie | [ 44 ]        |

### Transport lotniczy

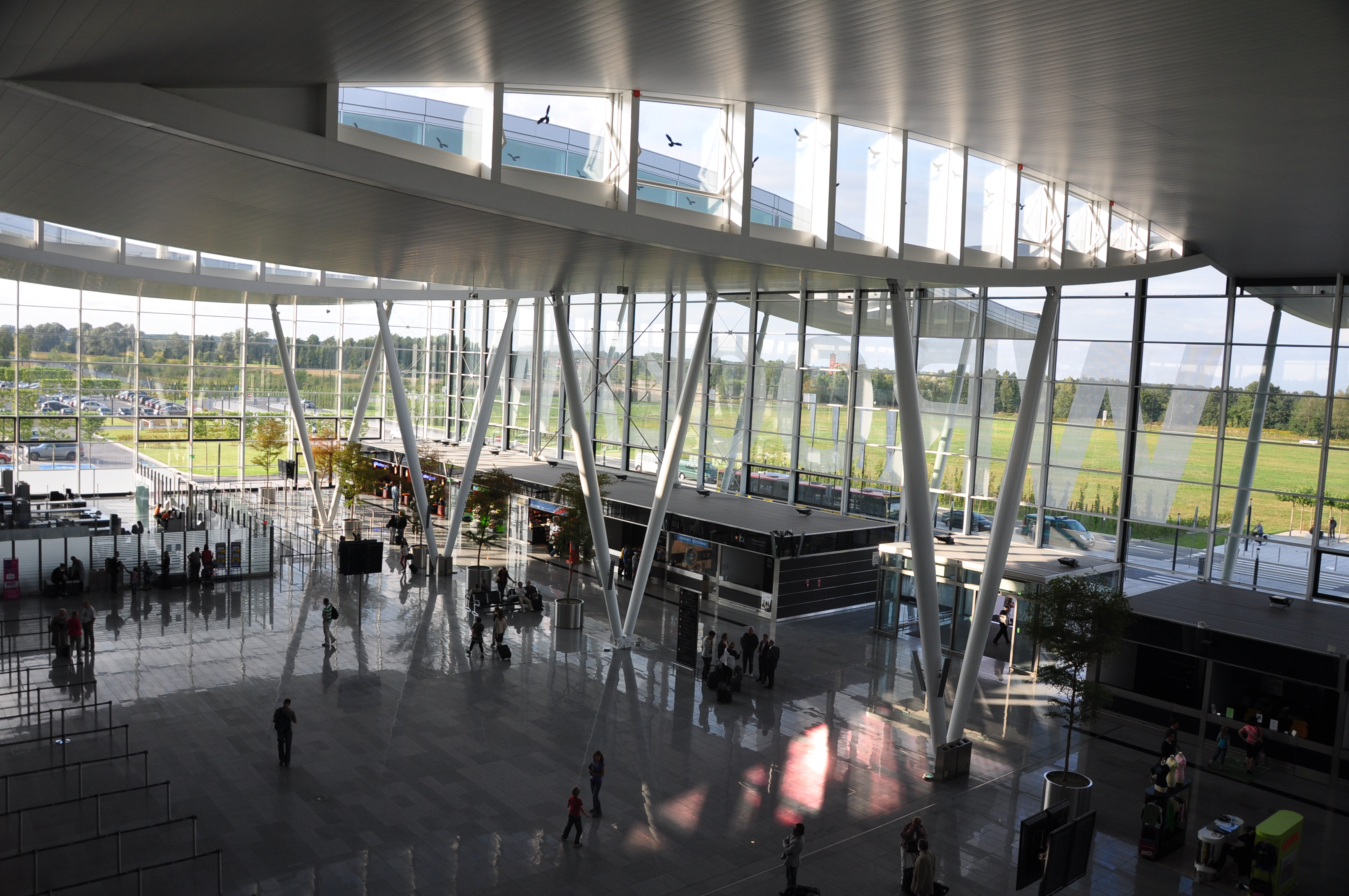
Hala strefy ogólnodostępnej w terminalu T2 Portu Lotniczego Wrocław

Głównym i największym lotniskiem województwa jest międzynarodowy Port Lotniczy Wrocław z pasem 2500/45 m i ILS II.
Poza tym w województwie znajduje się kilka małych lotnisk i lądowisk należących do aeroklubów:
- Lądowisko Wrocław-Szymanów
- Lądowisko Mirosławice
- Lotnisko Lubin
- Lądowisko Krzywa
- Lotnisko Jelenia Góra
- Lotnisko Jeżów Sudecki

## Telekomunikacja
Strefa numeracyjna; numer kierunkowy.
- Wrocław – 71
- Wałbrzych – 74
- Jelenia Góra – 75
- Legnica – 76

## Bezpieczeństwo publiczne
W województwie dolnośląskim działa centrum powiadamiania ratunkowego, które znajduje się we Wrocławiu i które obsługuje zgłoszenia alarmowe kierowane do numerów alarmowych 112, 997, 998 i 999.

## Flora i fauna

### Flora

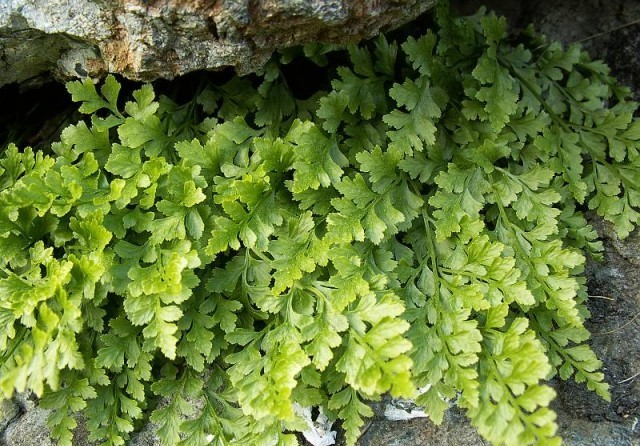
Zanokcica klinowata

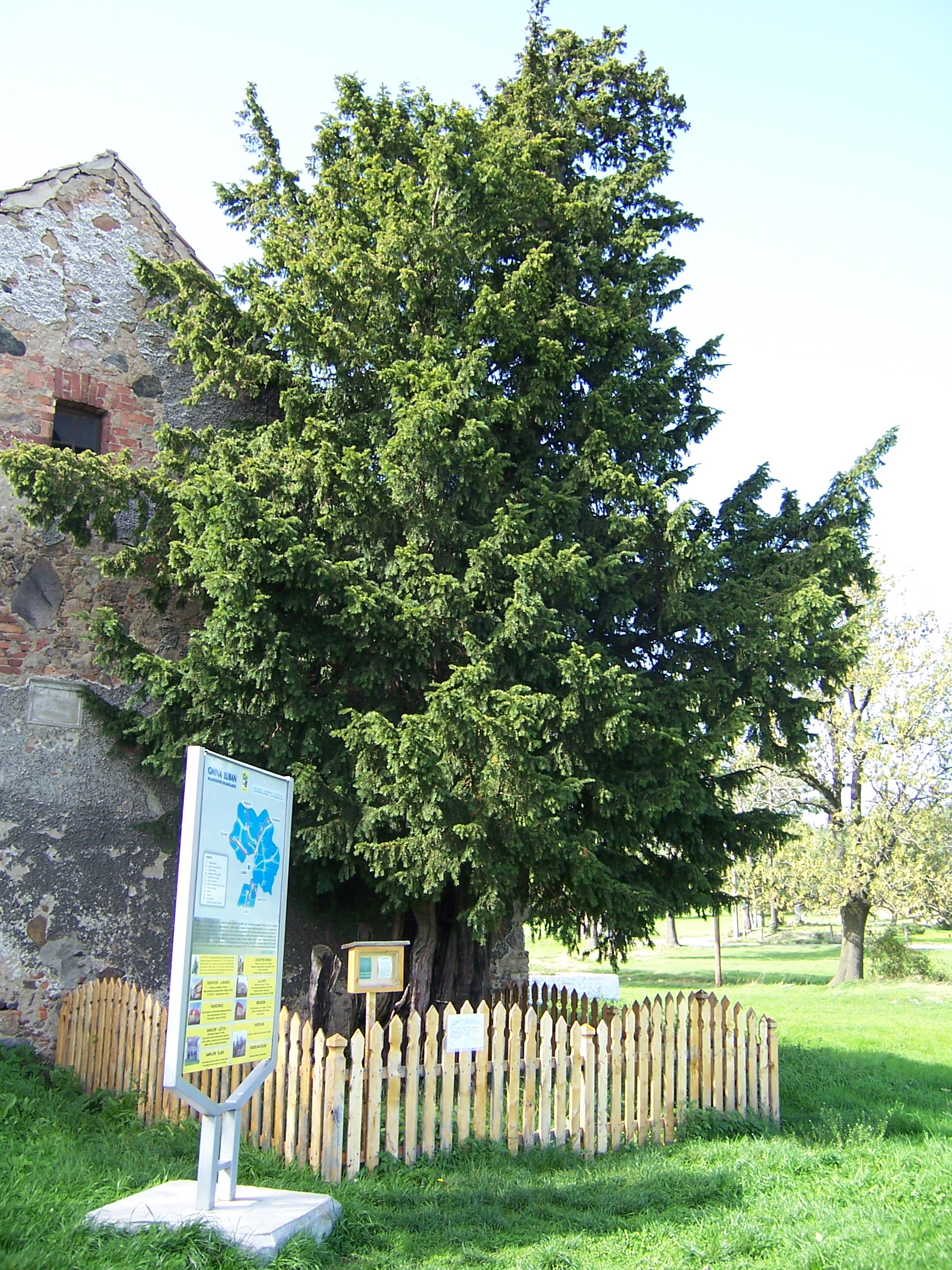
Cis Henrykowski – najstarsze drzewo w Polsce

Bogata szata roślinna obejmuje swym zasięgiem zarówno niżowe typy środowisk jak grądy, bory sosnowe, acydofilne dąbrowy, jak i górskie i podgórskie zbiorowiska roślinne (murawy kserotermiczne, łąki halne, ciepłolubne buczyny storczykowe, jaworzyny). Na terenie województwa występuje szereg roślin, mających tu jedyne stanowiska w kraju. Są to: dzwonek brodaty, tojad sudecki, skalnica bazaltowa, dzwonek karkonoski, gnidosz sudecki, przytulia sudecka, zanokcica ciemna, zanokcica serpentynowa, zanokcica klinowata, koleantus delikatny, zmienka górska, turzyca patagońska, cyklamen purpurowy, mieczyk błotny. Oprócz tego, szereg gatunków ma w województwie swoje centrum występowania w kraju. Są to: szafirek miękkolistny, śnieżyca wiosenna, przytulia stepowa, lindernia mułowa, kruszczyk Muellera, kruszczyk połabski, kruszczyk siny, śniedek cienkolistny, zdrojek błyszczący, kukułka bzowa i zaraza bladokwiatowa

#### Paprotniki
Widłaki:

widłakowce – wroniec widlasty, widłaczek torfowy, widłak goździsty, widłak jałowcowaty, widlicz alpejski, widlicz spłaszczony, widlicz Isslera, widlicz Zeillera, widlicz cyprysowy

widliczkowce – widliczka ostrozębna

porybliny – poryblin jeziorny.
Skrzypy:

skrzypowce – skrzyp olbrzymi, skrzyp leśny, skrzyp łąkowy, skrzyp polny, skrzyp bagienny, skrzyp błotny, skrzyp gałęzisty, skrzyp zimowy, skrzyp pstry, skrzyp pośredni.
Paprocie:

nasięźrzałowce – nasięźrzał pospolity, podejźrzon rutolistny, podejźrzon księżycowy, podejźrzon marunowy

długoszowce – długosz królewski

rozpłochowate – włosocień delikatny

paprotkowce – zmienka górska; orlica pospolita; zaproć górska, zachylnik błotny, zachyłka oszczepowata; zanokcica północna, zanokcica skalna, zanokcica zielona, zanokcica serpentynowa, zanokcica murowa, zanokcica klinowata, zanokcica ciemna, zanokcica kończysta, zanokcica niemiecka, zanokcica języcznik; wietlica samicza, wietlica alpejska, paprotnica krucha, paprotnica sudecka, rozrzutka alpejska, rozrzutka brunatna, pióropusznik strusi; paprotnik ostry, paprotnik kolczysty, paprotnik Brauna, nerecznica grzebieniasta, nerecznica samcza, nerecznica krótkoostna, nerecznica pośrednia, nerecznica górska, nerecznica szerokolistna, cienistka trójkątna, cienistka Roberta; podrzeń żebrowiec; paprotka zwyczajna, paprotka przejściowa, paprotka Mantona

salwiniowce – salwinia pływająca; azolla karolińskai, azolla paprotkowai.

#### Nasienne
Iglaste:

sosnowce – jodła pospolita, daglezja zielonai, świerk pospolity, modrzew japońskii, modrzew europejskii, sosna Banksai, sosna wejmutkai, sosna czarnai, sosna zwyczajna, sosna błotna, kosodrzewina; cyprysik groszkowyi, cyprysik Lawsonai, żywotnik zachodnii, jałowiec pospolity

cisowce – cis pospolity.
Okrytonasienne:

grzybieniowce – grzybienie białe, grzybienie północne†, grążel żółty

pieprzowce – kopytnik pospolity, kokornak powojnikowy

rogatkowce – rogatek sztywny, rogatek krótkoszyjkowy

jaskrowce – mak piaskowy, mak wątpliwy, mak polny, mak lekarskii, kokorycz pusta, kokorycz wątła, kokorycz drobna†, kokorycz pełna, dymnica pospolita, dymnica różowa, dymnica drobnokwiatowa; berberys pospolity, mahonia pospolitai; ciemiernik białyi, ciemiernik zielonyi, rannik zimowyi, czarnuszka damasceńskai, czarnuszka polnai, czarnuszka siewnai, pełnik europejski, zdrojówka rutewkowata, czerniec gronkowy, knieć błotna, tojad pstry, ostróżeczka polnai, ostróżeczka ogrodowai, ostróżeczka wschodniai†, zawilec koronowyi, zawilec wielkokwiatowy, zawilec gajowy, zawilec żółty, przylaszczka pospolita, sasanka otwarta, sasanka wiosenna, sasanka łąkowa, sasanka zwyczajna, powojnik prosty, powojnik pnącyi, miłek szkarłatnyi, miłek letnii, miłek jesiennyi, włosienicznik wodny, włosienicznik tarczowaty, włosienicznik pędzelkowaty, włosienicznik krążkolistny, włosienicznik skąpopręcikowy, włosienicznik rzeczny, ziarnopłon wiosenny, jaskier wielki, jaskier płomiennik, jaskier bulwkowy, jaskier jadowity, jaskier polnyi, jaskier rozłogowy, jaskier sardyński, jaskier wielokwiatowy, jaskier gajowy, jaskier kaszubski, jaskier różnolistny, jaskier kosmaty, jaskier ostry, mysiurek drobny, orlik pospolity, rutewka orlikolistna, rutewka mniejsza, rutewka wąskolistna, rutewka żółta

skalnicowce – grubosz wodny, rojownik pospolity, rozchodnik alpejski, rozchodnik białyi, rozchodnik kaukaskii, rozchodnik ostry, rozchodnik owłosiony, rozchodnik ościsty, rozchodnik sześciorzędowy, rozchodnik wielki, różeniec górski; wywłócznik kłosowy, wywłócznik okółkowy; porzeczka agresti, porzeczka alpejska, porzeczka czarna, porzeczka zwyczajnai, porzeczka dzika, porzeczka skalna; tawułka Dawidai, śledziennica naprzeciwlistna, śledziennica skrętolistna, skalnica darniowa, skalnica mchowata, skalnica naprzeciwlistna, skalnica śnieżna, skalnica trójpalczasta, skalnica ziarenkowata, skalnica zwodnicza

winoroślowce – winobluszcz zaroślowyi, winorośl właściwai

dławiszowce – trzmielina brodawkowata, trzmielina pospolita, dziewięciornik błotny

### Fauna

#### Bezkręgowce

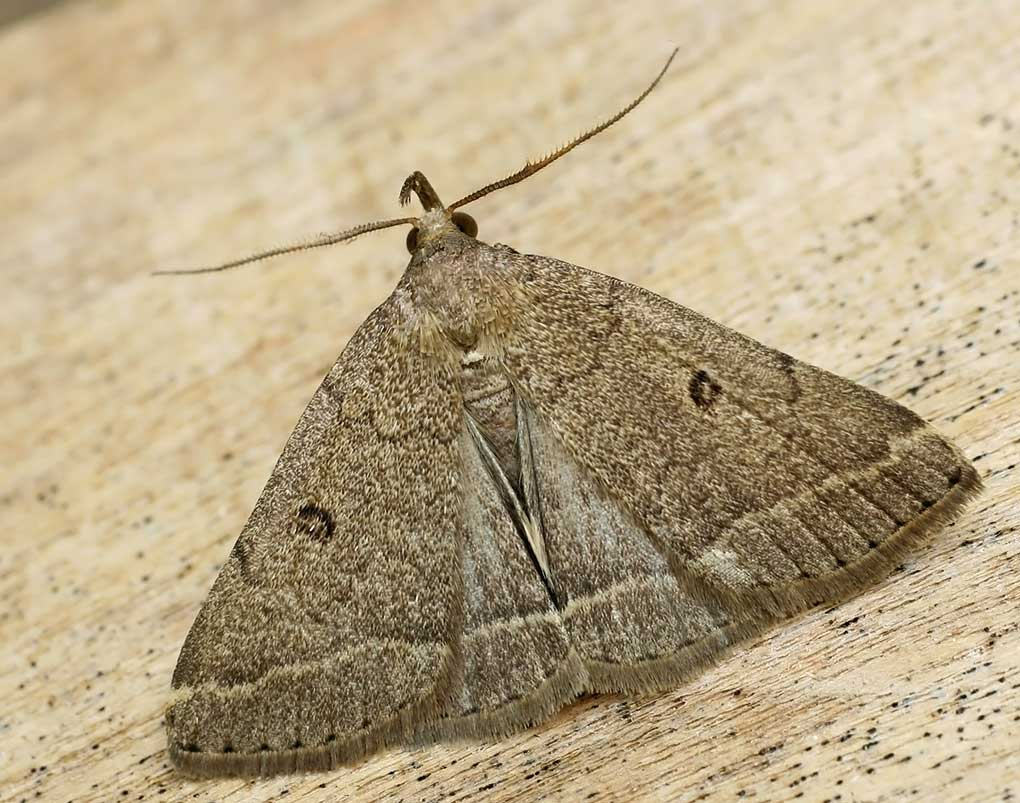
Zanclognatha zelleralis

Przez teren województwa przechodzą granice zasięgów wielu gatunków, i tak: północne, izolowane populacje tworzą pająk Chiracanthium elegans, świdrzyk łamliwy, wij Glomeris guttata, obrostka murówka – prawdopodobnie wymarła, pomrowiec nakrapiany i modraszek dafnid. Południowe populacje tworzą gatunki arktyczne, m.in. poczwarówka północna – prawdopodobnie wymarła i muchówka Rhamphomya caudata. Z reliktów glacjalnych należy wymienić motyla Ectoedemia woolhopiella spotykanego w Karkonoszach i Górach Izerskich. Z gatunków karpackich, osiągających w Sudetach Wschodnich zachodnie granice swoich zasięgów należą, m.in. 8 gatunków ślimaków, np. pomrów błękitny i ślimak Lubomirskiego, czy biegacz Pterostichus negligens. Z bezkręgowców wapniolubnych wymienić należy równonoga skuliczka gładkiego Cylisticus convexus, piramidkę naskalną znalezioną na Miłku i świdrzyka ozdobnego z kamieniołomów w okolicach Żelazna. Do gatunków, znanych jedynie z pojedynczych stanowisk należą m.in. motyle Zanclognatha zelleralis i Aplota kadeniella z Ostrzycy, ryjkowce Ceutorhynchus niyazzi spod Głogowa i Ceutorhynchus leprieuri z Wrocławia i Masywu Śnieżnika, chrząszcz Anommatus pannonicus z Wrocławia oraz prapierścienica jaskiniowa z Jaskini Radochowskiej. Stwierdzono także nieliczne endemity jak owad bezskrzydły Onychiurus paxi z Gór Bystrzyckich, skąposzczet Trichodrilus spelaeus i obunóg Crangonyx paxi znane jedynie spod Kletna oraz skoczogonek Oncopodura reyersdorfensis stwierdzony jedynie w Jaskini Radochowskiej. Warto również wspomnieć o gatunkach o ograniczonym zasięgu w Polsce, które na terenie województwa wymarły – perłoródka rzeczna czy niepylak apollo.

#### Kręgowce

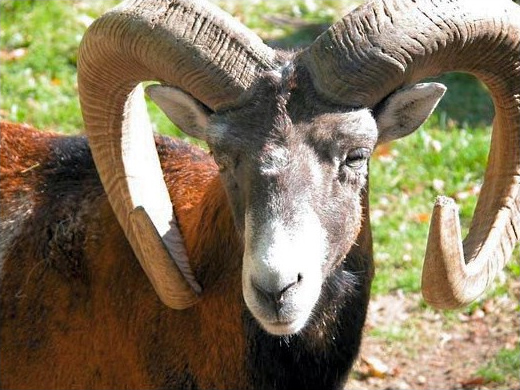
Muflon

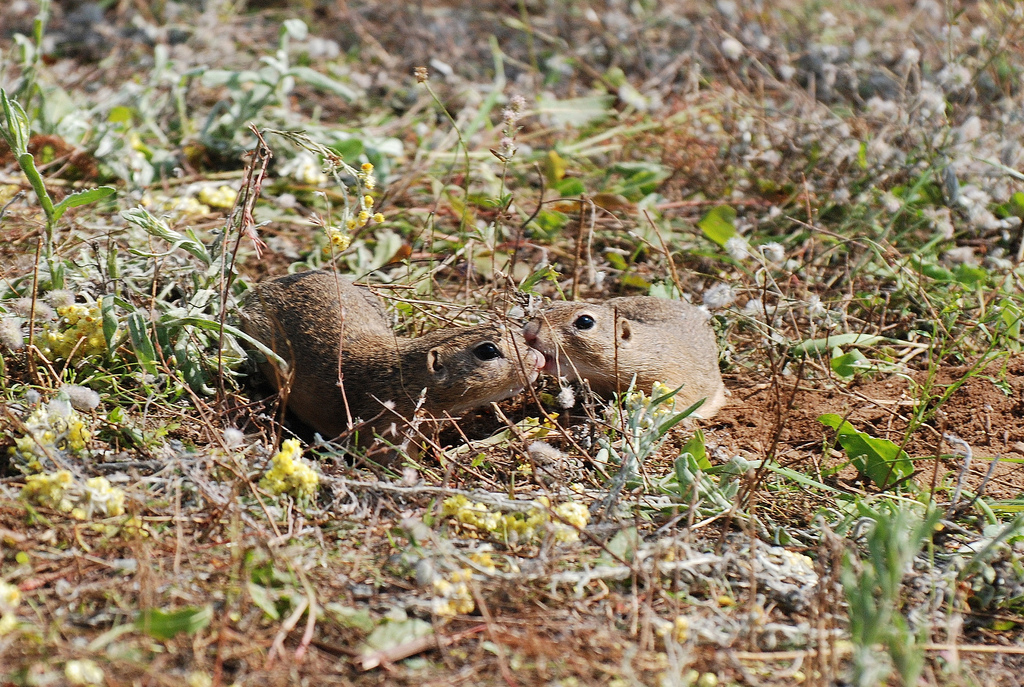
Suseł moręgowany

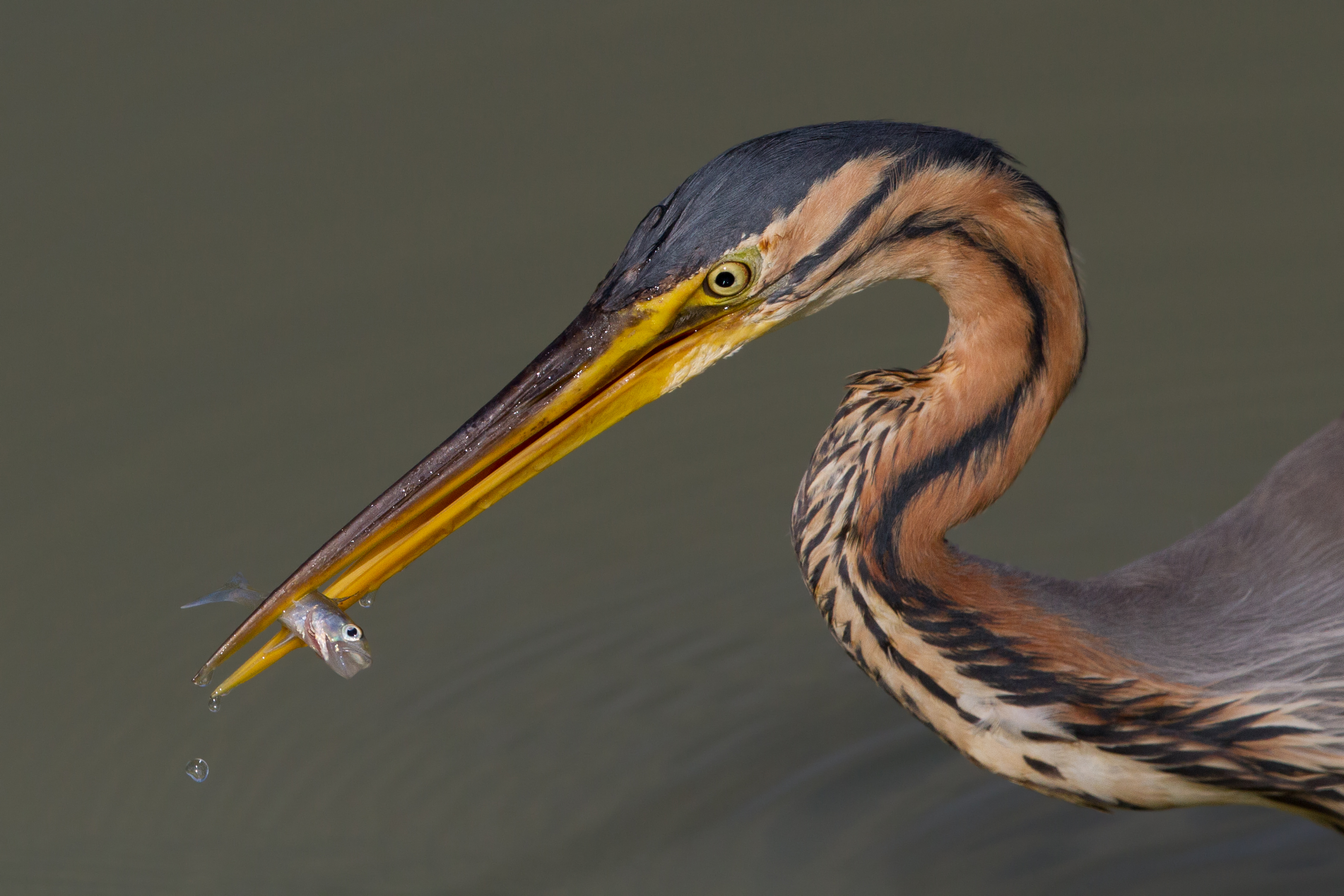
Czapla purpurowa

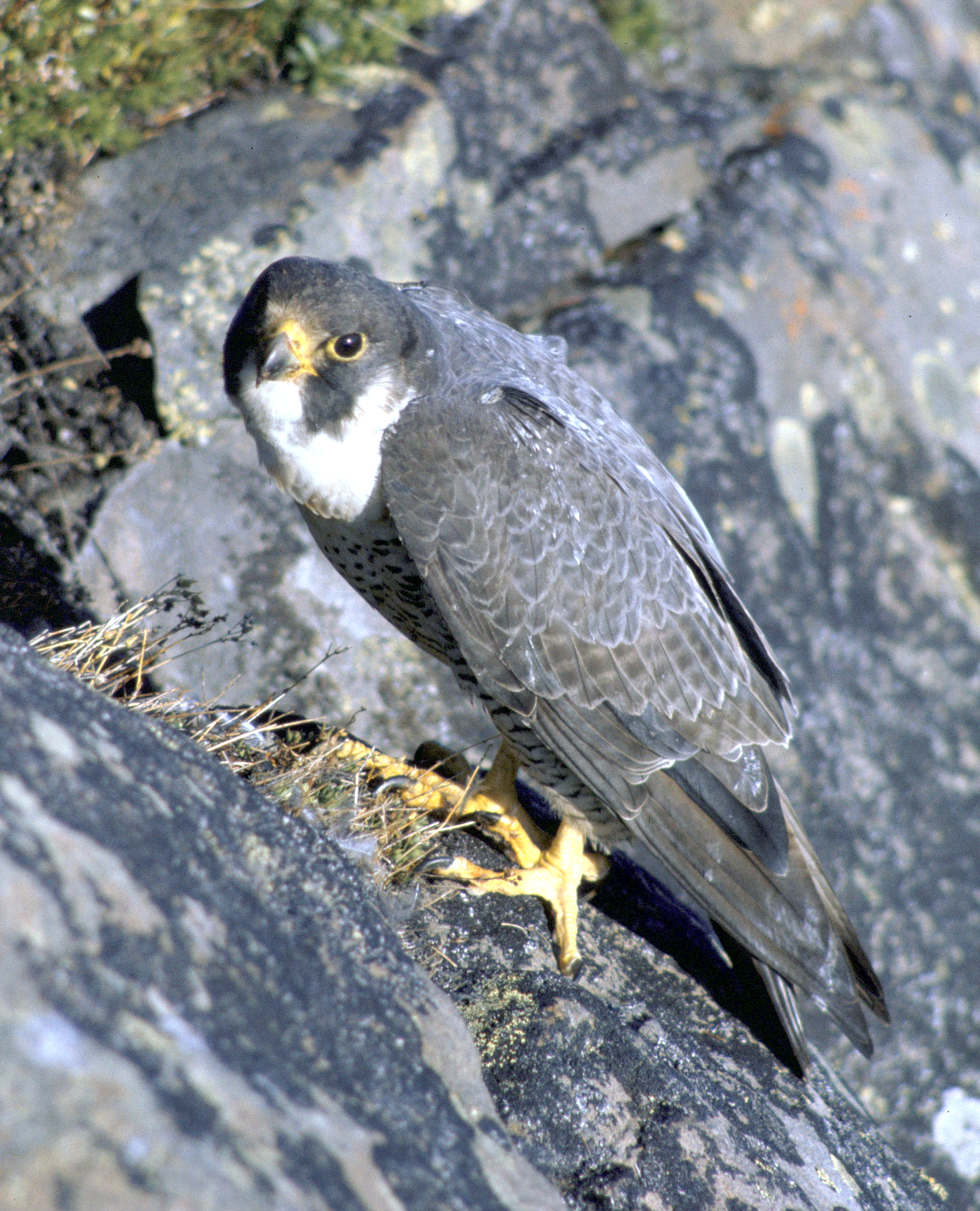
Sokół wędrowny

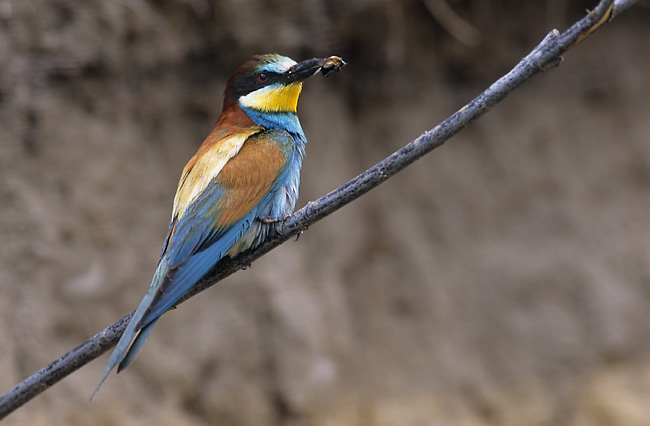
Żołna zwyczajna

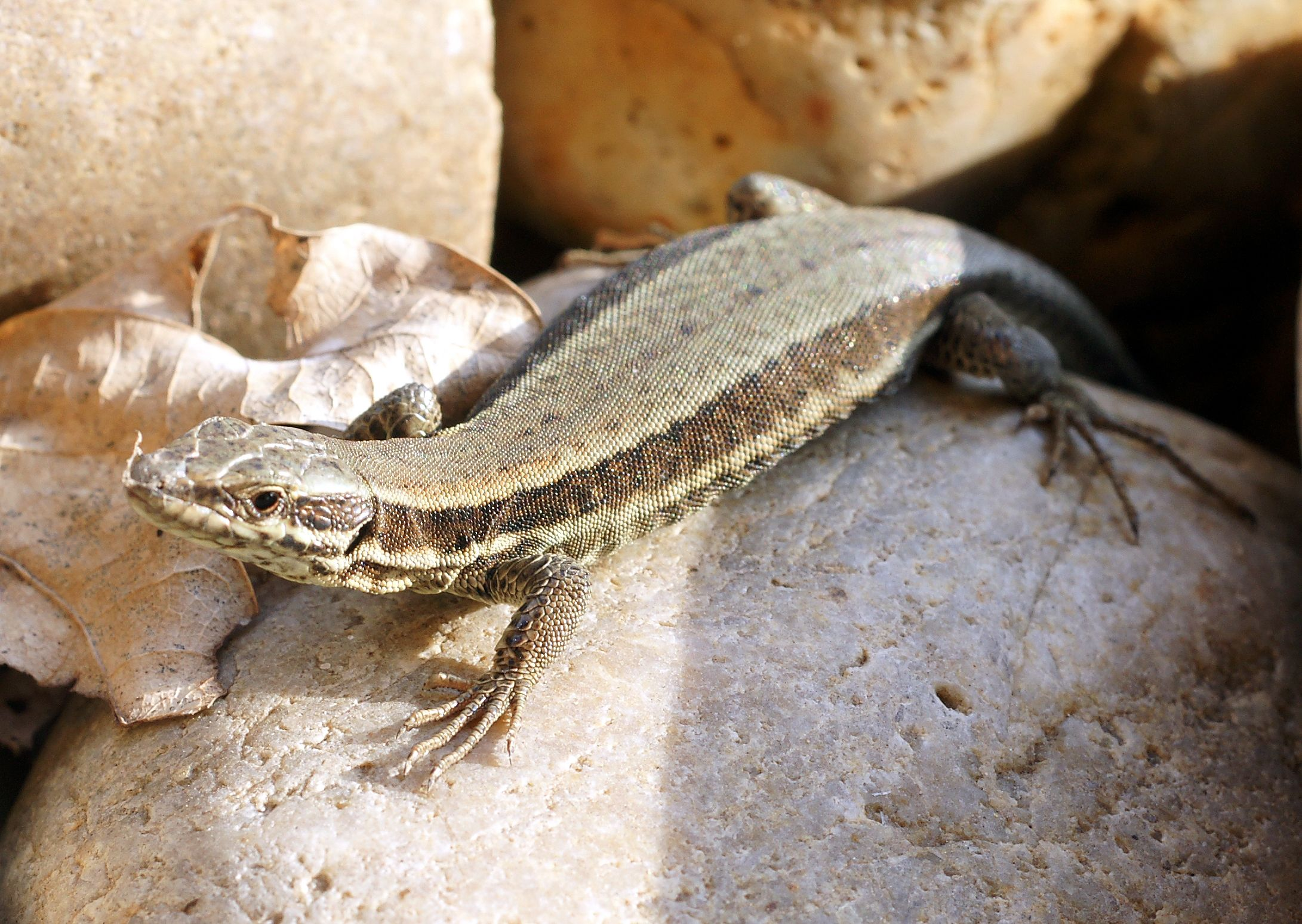
Jaszczurka murowa

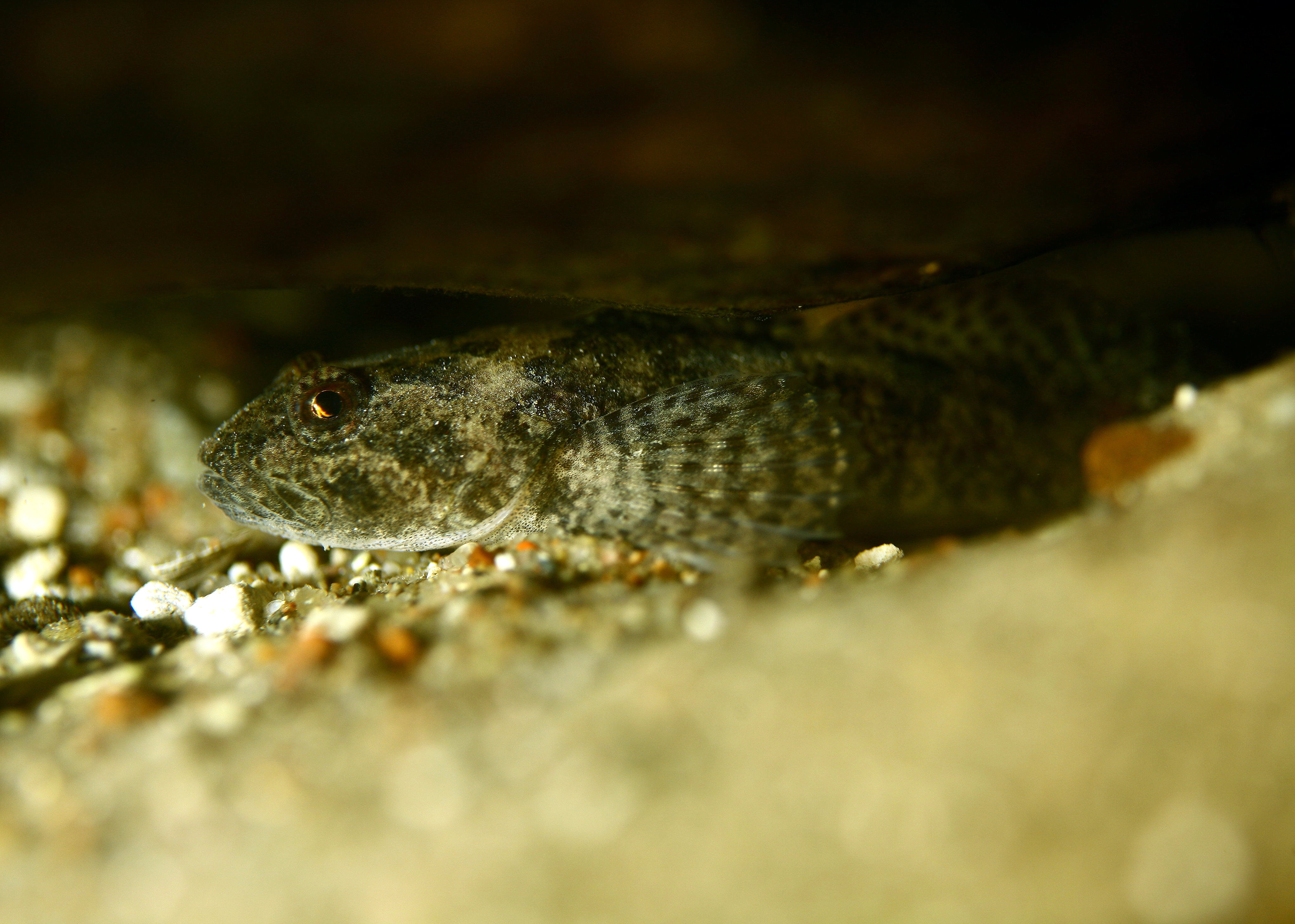
Głowacz pręgopłetwy

Kręgowce województwa dolnośląskiego są bogato reprezentowane. Występuje tu 77 gatunków ssaków (w tym 21 gatunków nietoperzy), 360 gatunków ptaków (z czego 200 gatunków tu gniazduje, a 29 gatunków ptaków występujących w województwie to gatunki zagrożone wyginięciem wpisane do polskiej Czerwonej Księgi), 9 gatunków gadów, 15 gatunków płazów i 52 gatunki ryb (w tym 11 introdukowanych).

gatunek:
† – wymarły, r – reintrodukowany, i – introdukowany, zawleczony, kursywą oznaczono gatunki nierozradzające się (w tym ptaki nielęgowe), małą czcionką gatunki rzadko, nieregularnie zalatujące/zachodzące
Ssaki:

owadożerne – jeż wschodni, jeż zachodni; kret europejski; zębiełek karliczek, rzęsorek mniejszy, rzęsorek rzeczek, ryjówka aksamitna, ryjówka górska, ryjówka malutka

nietoperze – podkowiec mały; mopek zachodni, mroczek pozłocisty, mroczek późny, nocek Alkatoe, nocek Bechsteina, nocek Brandta, nocek duży, nocek łydkowłosy, nocek Natterera, nocek orzęsiony, nocek rudy, nocek wąsatek, borowiaczek, borowiec wielki, karlik drobny, karlik malutki, karlik większy, gacek brunatny, gacek szary, mroczak posrebrzany

gryzonie – wiewiórka pospolita, suseł moręgowanyr; smużka leśna; bóbr europejskir; chomik europejski; nutriai; karczownik ziemnowodny, karczownik górski (karczownik mniejszy), nornica ruda, nornik bury, nornik północny, nornik zwyczajny, darniówka pospolita, piżmaki; koszatka leśna, popielica szara, orzesznica leszczynowa; mysz polna, mysz leśna, mysz zielna, mysz zaroślowa, badylarka pospolita, mysz domowai, szczur śniadyi, szczur wędrownyi

zajęczaki – królik europejskii, zając szarak

drapieżne – wilk szary, jenot azjatyckii, lis rudy; niedźwiedź brunatny; wydra europejska, kuna domowa, kuna leśna, borsuk europejski, łasica pospolita, gronostaj europejski, norka europejska†, norka amerykańskai, tchórz zwyczajny; szop praczi; ryś euroazjatyckir, żbik†

parzystokopytne – mufloni, kozica północnai; dzik; łoś euroazjatycki, sarna europejska, jeleń szlachetny, danieli.
Ptaki:

nury – nur rdzawoszyi, nur czarnoszyi, nur lodowiec

perkozy – perkozek zwyczajny, perkoz dwuczuby, perkoz rdzawoszyi, perkoz rogaty, perkoz zausznik

rurkonose – nawałnik burzowy, nawałnik duży

pelikanowe – pelikan różowy, pelikan kędzierzawy; bąk zwyczajny, bączek zwyczajny, ślepowron zwyczajny, czapla modronosa, czapla złotawa, czapla nadobna, czapla biała, czapla siwa, czapla purpurowa; ibis kasztanowaty, warzęcha zwyczajna; kormoran zwyczajny, kormoran mały; bocian czarny, bocian biały

flamingowe – flaming różowy

blaszkodziobe – łabędź niemy, łabędź czarnodzioby, łabędź krzykliwy, gęś zbożowa, gęś krótkodzioba, gęś białoczelna, gęś mała, gęgawa, śnieżyca mała, bernikla kanadyjskai, bernikla białolica, bernikla obrożna, bernikla rdzawoszyja, kazarka egipskai, kazarka rdzawa, ohar, mandarynkai, świstun zwyczajny, krakwa, cyraneczka zwyczajna, cyraneczka karolińska, krzyżówka, rożeniec zwyczajny, cyranka zwyczajna, płaskonos zwyczajny, hełmiatka zwyczajna, głowienka zwyczajna, czerniczka, podgorzałka zwyczajna, czernica, ogorzałka zwyczajna, edredon zwyczajny, lodówka, markaczka zwyczajna, uhla zwyczajna, gągoł, bielaczek, szlachar, nurogęś, sterniczka zwyczajna, sterniczka jamajskai

szponiaste – trzmielojad zwyczajny, kania czarna, kania ruda, bielik zwyczajny, ścierwnik, sęp płowy, sęp kasztanowaty, gadożer zwyczajny, błotniak stawowy, błotniak zbożowy, błotniak stepowy, błotniak łąkowy, jastrząb zwyczajny, krogulec zwyczajny, myszołów zwyczajny, kurhannik, myszołów włochaty, orlik krzykliwy, orlik grubodzioby, orzeł cesarski, orzeł przedni, orzełek włochaty; rybołów zwyczajny

sokołowe – pustułka zwyczajna, kobczyk zwyczajny, drzemlik, kobuz, sokół skalny, raróg zwyczajny, białozór, sokół wędrowny

grzebiące – jarząbek zwyczajny, cietrzew zwyczajny, głuszec zwyczajnyr, kuropatwa zwyczajna, przepiórka zwyczajna, bażant zwyczajnyi

żurawiowe – wodnik zwyczajny, kropiatka, zielonka, derkacz zwyczajny, kokoszka zwyczajna, łyska zwyczajna; żuraw zwyczajny, żuraw stepowy

dropie – strepet, hubara arabska, drop zwyczajny

siewkowe – ostrygojad zwyczajny; szczudłak zwyczajny, szablodziób zwyczajny; kulon zwyczajny; żwirowiec łąkowy, żwirowiec stepowy; sieweczka rzeczna, sieweczka obrożna, mornel, siewka złota, siewnica, czajka towarzyska, czajka zwyczajna; biegus rdzawy, piaskowiec, biegus malutki, biegus mały, biegus długoskrzydły, biegus arktyczny, biegus krzywodzioby, biegus morski, biegus zmienny, biegus płaskodzioby, biegus płowy, batalion, bekasik, bekas kszyk, bekas dubelt, szlamiec długodzioby, słonka zwyczajna, rycyk, szlamnik zwyczajny, kulik mniejszy, kulik cienkodzioby, kulik wielki, brodziec śniady, krwawodziób, brodziec pławny, kwokacz, brodziec piegowaty, samotnik, łęczak, terekia, brodziec piskliwy, brodziec plamisty, kamusznik zwyczajny, płatkonóg szydłodzioby, płatkonóg płaskodzioby; wydrzyk tęposterny, wydrzyk ostrosterny, wydrzyk długosterny, wydrzyk wielki; mewa orlica, mewa czarnogłowa, mewa mała, mewa obrożna, mewa śmieszka, mewa delawarska, mewa siwa, mewa żółtonoga, mewa srebrzysta, mewa białogłowa, mewa romańska, mewa blada, mewa siodłata, mewa trójpalczasta, rybitwa krótkodzioba, rybitwa wielkodzioba, rybitwa czubata, rybitwa różowa, rybitwa rzeczna, rybitwa popielata, rybitwa białoczelna, rybitwa białowąsa, rybitwa czarna, rybitwa białoskrzydła

stepówki – pustynnik zwyczajny

gołębiowe – gołąb skalnyi, siniak, grzywacz, sierpówka, turkawka zwyczajna

kukułkowe – kukułka czubata, kukułka zwyczajna

sowy – płomykówka zwyczajna; syczek zwyczajny, puchacz zwyczajny, puchacz śnieżny, sowa jarzębata, sóweczka zwyczajna, pójdźka zwyczajna, puszczyk zwyczajny, puszczyk uralski†, uszatka zwyczajna, uszatka błotna, włochatka zwyczajna

lelkowe – lelek zwyczajny; jerzyk zwyczajny

kraskowe – zimorodek zwyczajny; żołna zwyczajna; kraska zwyczajna†

dzioborożcowe – dudek

dzięciołowe – krętogłów zwyczajny, dzięcioł zielonosiwy, dzięcioł zielony, dzięcioł czarny, dzięcioł duży, dzięcioł białoszyi, dzięcioł średni, dzięcioł białogrzbiety, dzięciołek, dzięcioł trójpalczasty

wróblowe – kalandra szara, skowrończyk krótkopalcowy, dzierlatka zwyczajna, lerka, skowronek zwyczajny, górniczek zwyczajny; brzegówka zwyczajna, dymówka, oknówka zwyczajna; świergotek polny, świergotek drzewny, świergotek łąkowy, świergotek rdzawogardły, siwerniak, świergotek nadmorski, pliszka żółta, pliszka cytrynowa, pliszka górska, pliszka siwa, pliszka brytyjska; jemiołuszka zwyczajna; pluszcz zwyczajny; strzyżyk zwyczajny; płochacz pokrzywnica, płochacz halny; drozdaczek ciemny, drozd obrożny, kos zwyczajny, drozd oliwkowy, drozd rdzawy, drozd rdzawogardły, drozd czarnogardły, kwiczoł, drozd śpiewak, droździk, paszkot; rudzik, słowik szary, słowik rdzawy, podróżniczek, modraczek zwyczajny, kopciuszek zwyczajny, pleszka zwyczajna, pokląskwa, kląskawka zwyczajna, białorzytka zwyczajna, nagórnik zwyczajny, muchołówka szara, muchołówka mała, muchołówka białoszyja, muchołówka żałobna; pokrzewka aksamitna, jarzębatka, piegża, cierniówka, gajówka, kapturka; wójcik, świstunka żółtawa, świstunka górska, świstunka leśna, pierwiosnek, świstunka iberyjska, piecuszek; mysikrólik zwyczajny, zniczek; świerszczak zwyczajny, strumieniówka, brzęczka; tamaryszka, wodniczka, rokitniczka, łozówka, trzcinniczek zwyczajny, trzciniak zwyczajny, zaroślówka, zaganiacz zwyczajny, zaganiacz mały; wąsatka; raniuszek zwyczajny; sikora uboga, czarnogłówka zwyczajna, czubatka europejska, sosnówka, modraszka zwyczajna, sikora lazurowa, bogatka zwyczajna; kowalik zwyczajny; pomurnik; pełzacz leśny, pełzacz ogrodowy; remiz zwyczajny; wilga zwyczajna; gąsiorek, dzierzba czarnoczelna, srokosz, dzierzba rudogłowa†; sójka zwyczajna, sroka zwyczajna, orzechówka zwyczajna, wieszczek, kawka zwyczajna, gawron, wrona siwa, czarnowron, kruk zwyczajny; szpak zwyczajny, pasterz; wróbel zwyczajny, mazurek, wróbel skalny†, śnieżka zwyczajna; zięba zwyczajna, jer, kulczyk zwyczajny, osetnik zwyczajny, dzwoniec zwyczajny, szczygieł, czyż zwyczajny, makolągwa zwyczajna, rzepołuch, czeczotka zwyczajna, czeczotka tundrowa, krzyżodziób modrzewiowy, krzyżodziób świerkowy, dziwonia zwyczajna, łuskowiec, gil zwyczajny, grubodziób zwyczajny; trznadel zwyczajny, cierlik, głuszek, ortolan, trznadel czubaty, trznadelek, potrzos zwyczajny, trznadel czarnogłowy, potrzeszcz; poświerka zwyczajna, śnieguła zwyczajna.
Gady:

żółwie – żółw błotnyr, żółw ozdobnyi

łuskonośne – jaszczurka zwinka, jaszczurka żyworodna, jaszczurka murowai; padalec zwyczajny; zaskroniec zwyczajny, gniewosz plamisty; żmija zygzakowata.
Płazy:

płazy ogoniaste – salamandra plamista, traszka grzebieniasta, traszka zwyczajna, traszka górska

płazy bezogonowe – kumak nizinny; grzebiuszka ziemna; ropucha szara, ropucha zielona, ropucha paskówka; rzekotka drzewna; żaba jeziorkowa, żaba wodna, żaba śmieszka, żaba trawna, żaba moczarowa.
Ryby:

minogokształtne – minóg morski†, minóg rzeczny, minóg strumieniowy

jesiotrokształtne – jesiotr ostronosy†

węgorzokształtne – węgorz europejski

śledziokształtne – aloza†

karpiokształtne – brzana pospolita, karpi, karaś pospolity, karaś srebrzystyi, amur białyi, kiełb pospolity, kiełb białopłetwy, lin, różanka pospolita, leszcz, krąp, rozpiór, certa, płoć, wzdręga, świnka pospolita, tołpyga białai, tołpyga pstrai, boleń pospolity, słonecznica pospolita, strzebla potokowa, jelec pospolity, jaź, kleń, ciosa†, ukleja pospolita, piekielnica†, czebaczek amurskii; koza pospolita, koza dunajska, koza złotawa, piskorz; śliz pospolity

sumokształtne – sumik karłowatyi; sum pospolity

szczupakokształtne – szczupak pospolity

stynkokształtne – stynka†

łososiokształtne – lipień pospolity, lipień bajkalskii†, głowacicai, pstrąg źródlanyi, łosoś szlachetny†, troć wędrowna, pstrąg potokowy, pstrąg tęczowyi

dorszokształtne – miętus pospolity

ciernikokształtne – cierniczek północny, ciernik

skorpenokształtne – głowacz białopłetwy, głowacz pręgopłetwy

okoniokształtne – bass słonecznyi; okoń pospolity, jazgarz, sandacz pospolity.

## Ochrona środowiska

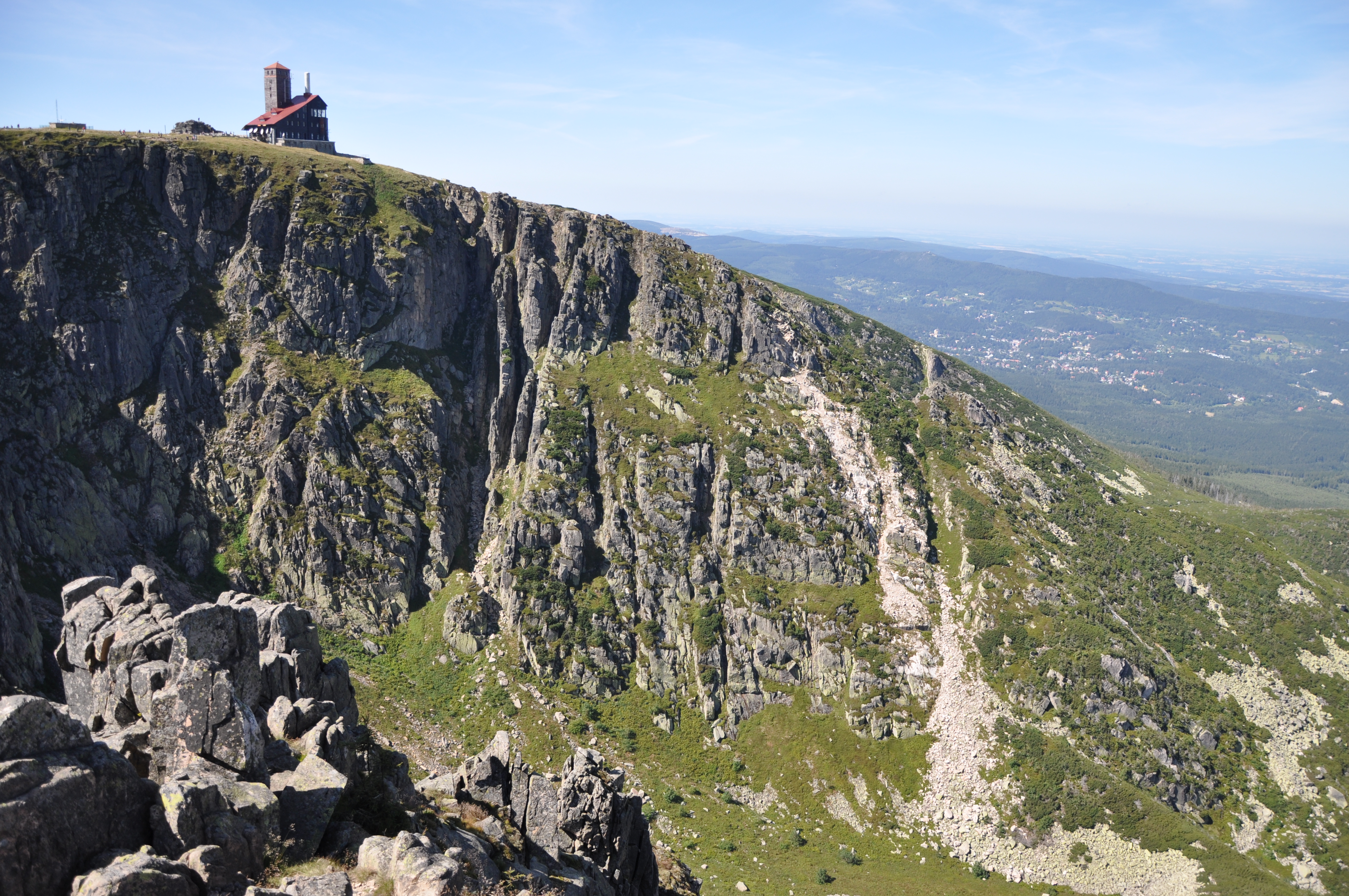
Śnieżne Kotły

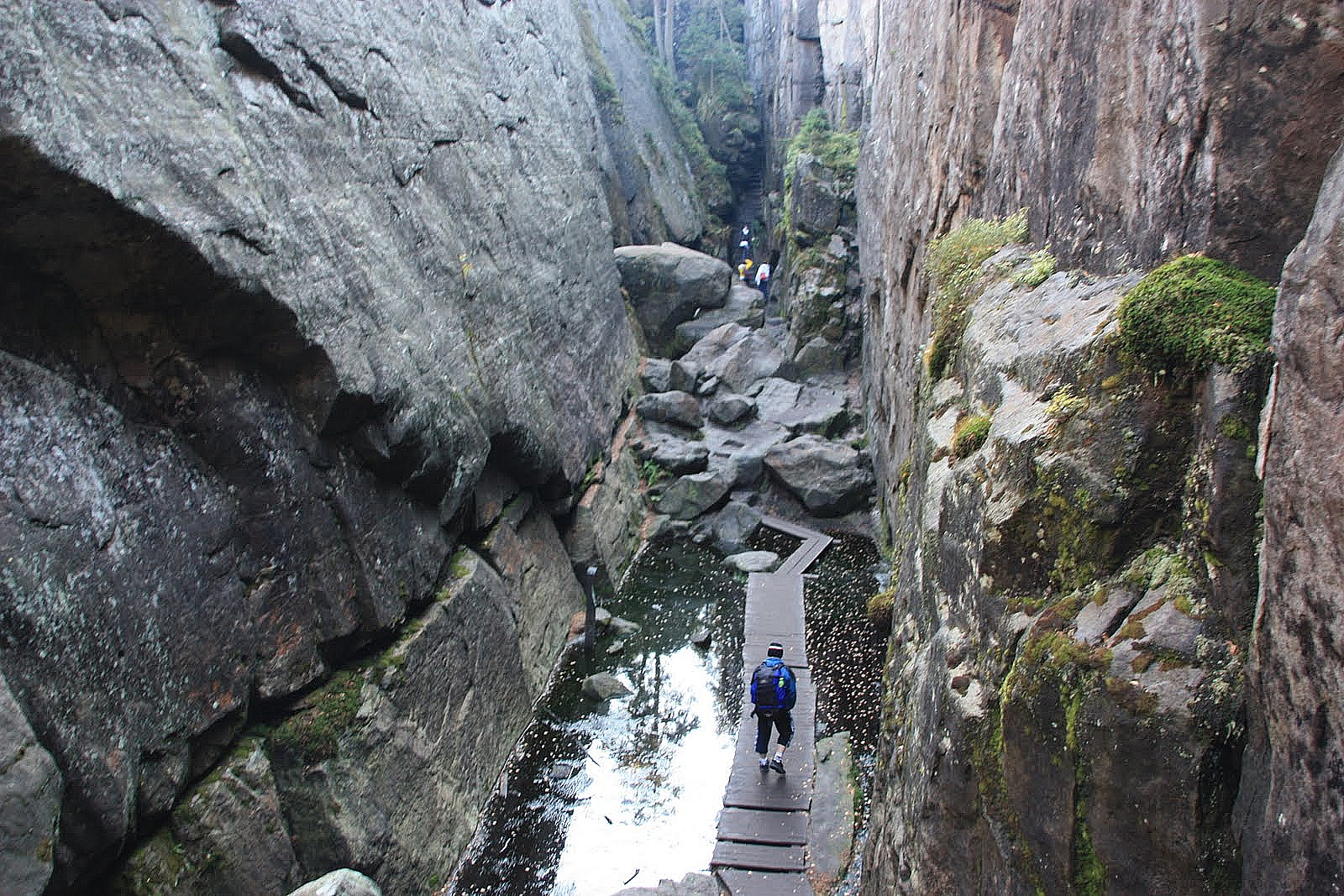
„Piekło” na Szczelińcu Wielkim

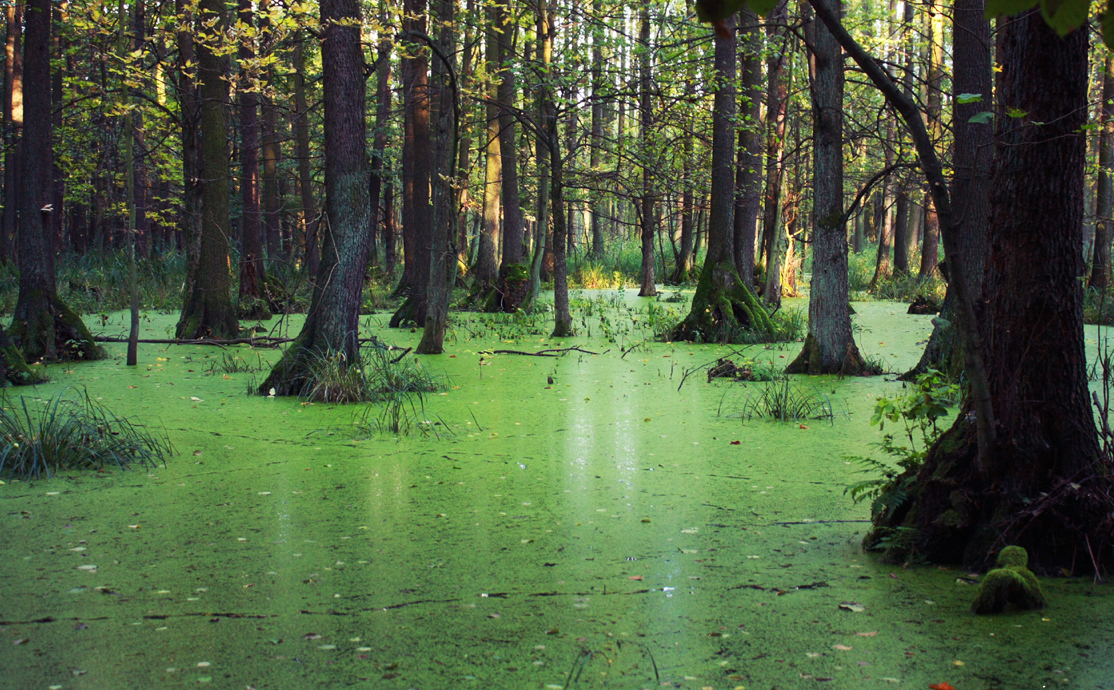
Dolina Baryczy

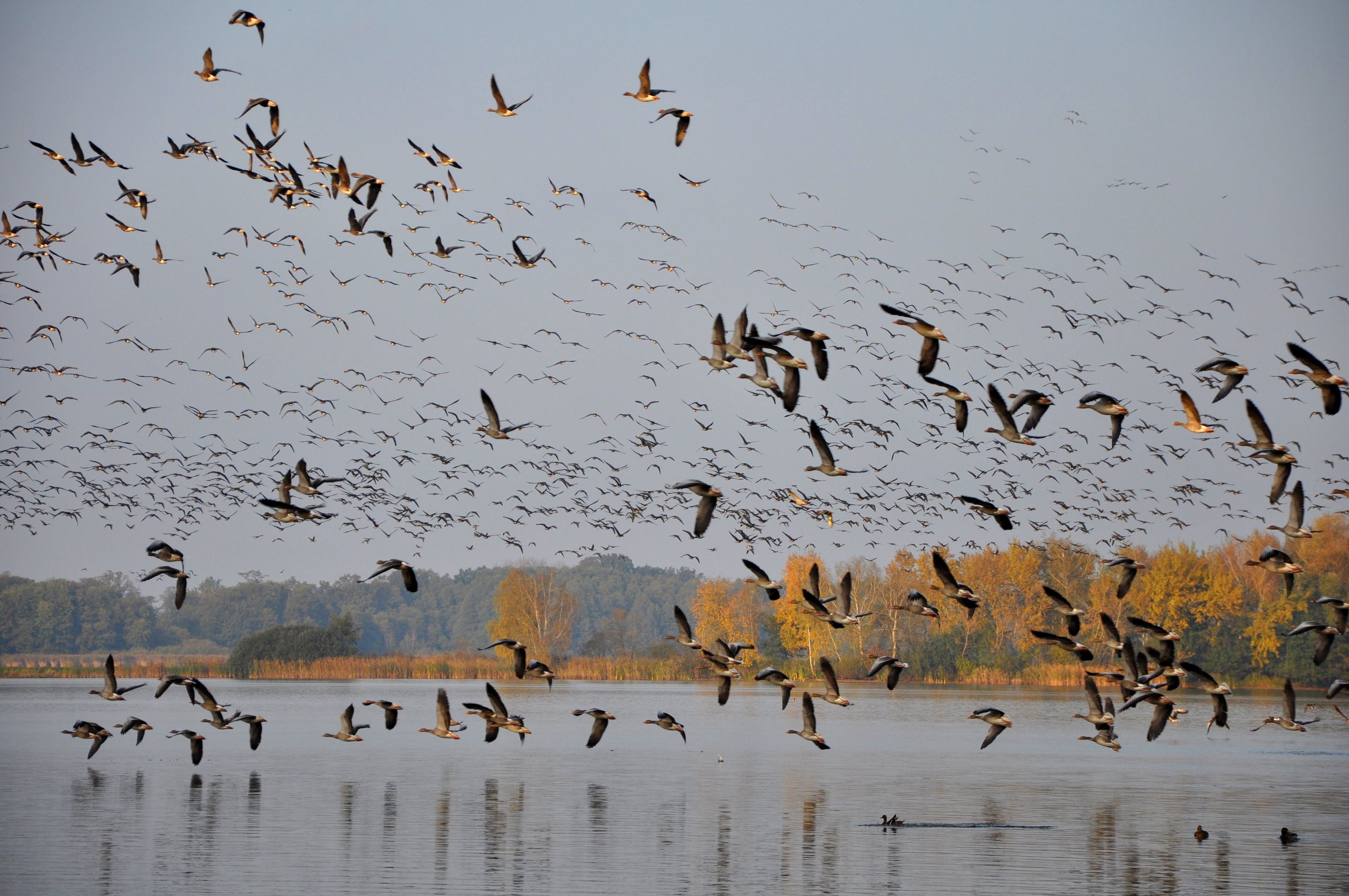
Dolina Baryczy

W województwie znajdują się:
- 2 parki narodowe
  - Karkonoski Park Narodowy będący jednocześnie rezerwatem biosfery UNESCO
  - Park Narodowy Gór Stołowych
- 12 parków krajobrazowych
  - Park Krajobrazowy Chełmy
  - Park Krajobrazowy Dolina Baryczy
  - Park Krajobrazowy Doliny Bobru
  - Park Krajobrazowy Dolina Bystrzycy
  - Park Krajobrazowy Dolina Jezierzycy
  - Park Krajobrazowy Gór Sowich
  - Książański Park Krajobrazowy
  - Przemkowski Park Krajobrazowy
  - Rudawski Park Krajobrazowy
  - Park Krajobrazowy Sudetów Wałbrzyskich
  - Ślężański Park Krajobrazowy
  - Śnieżnicki Park Krajobrazowy
- 67 rezerwatów przyrody, w tym[a]:
  - 46 rezerwatów leśnych
  - 12 rezerwatów florystycznych
  - 7 rezerwatów torfowiskowych
  - 6 rezerwatów faunistycznych
  - 5 rezerwatów krajobrazowych
  - 4 rezerwaty przyrody nieożywionej
- 27 obszarów chronionego krajobrazu
- 2511 pomników przyrody
- 192 użytki ekologiczne
- 17 zespołów przyrodniczo-krajobrazowych
- 4 stanowiska dokumentacyjne

oraz wiele obszarów objętych programem Natura 2000.

## Turystyka

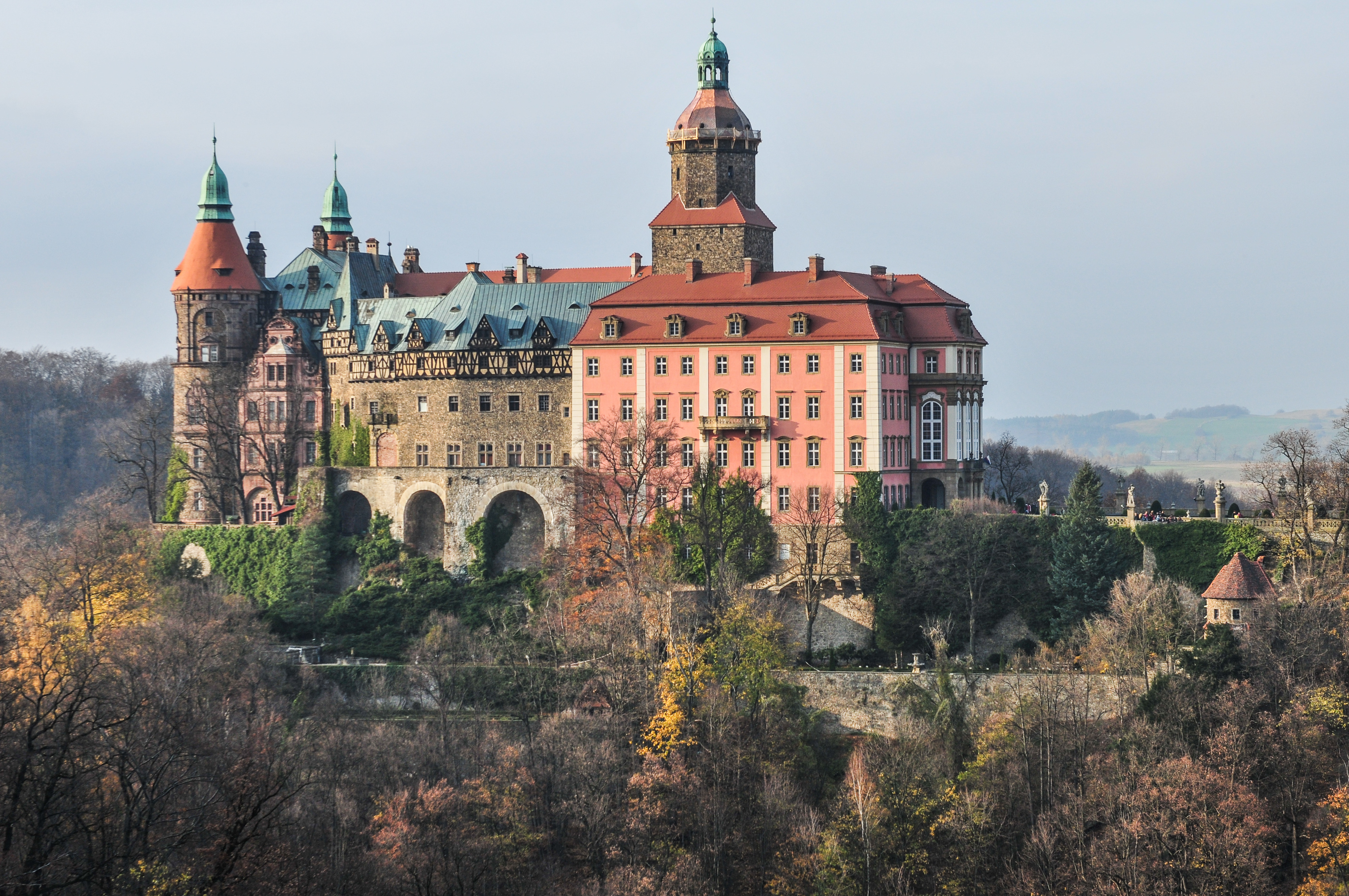
Zamek Książ

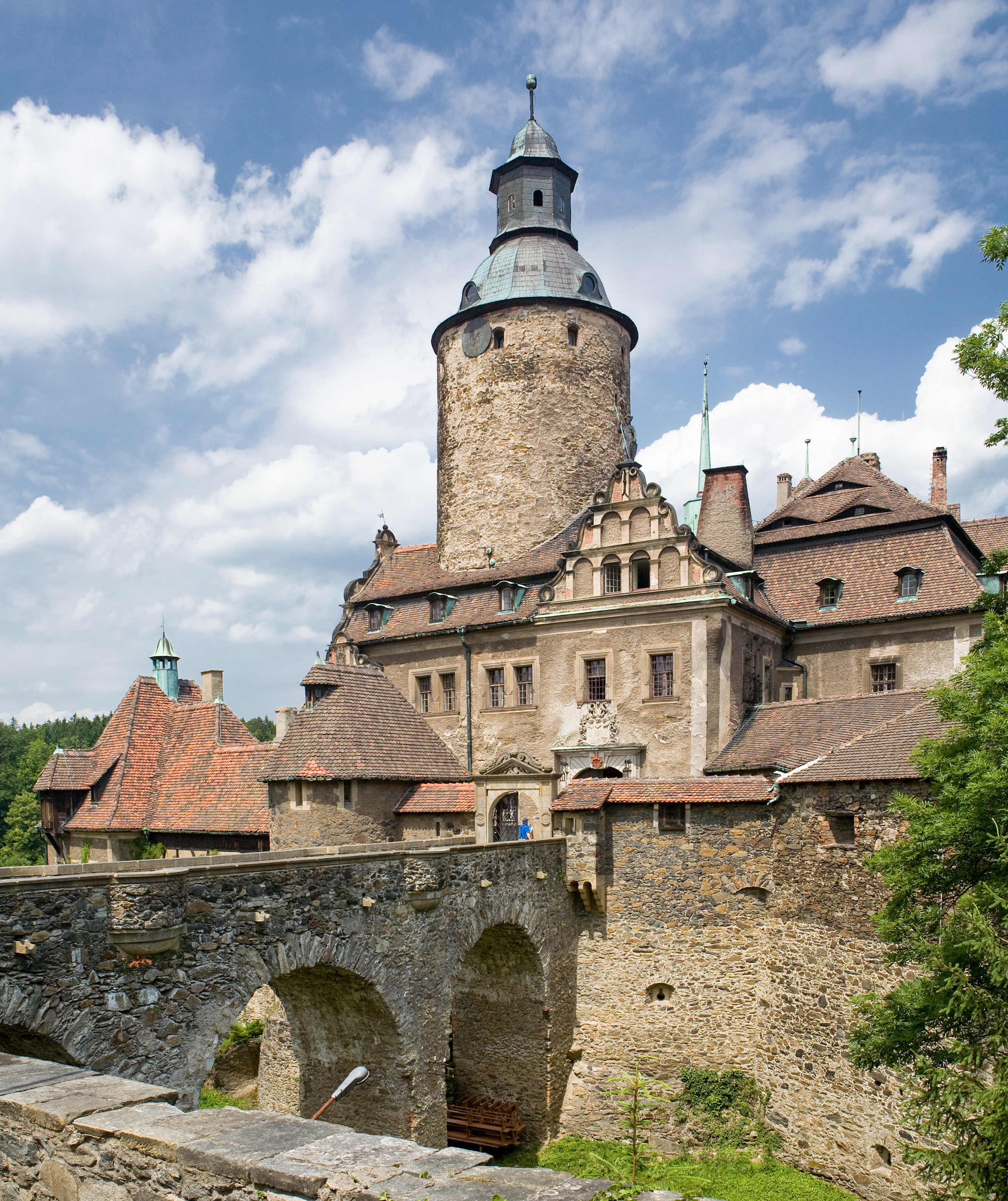
Zamek Czocha

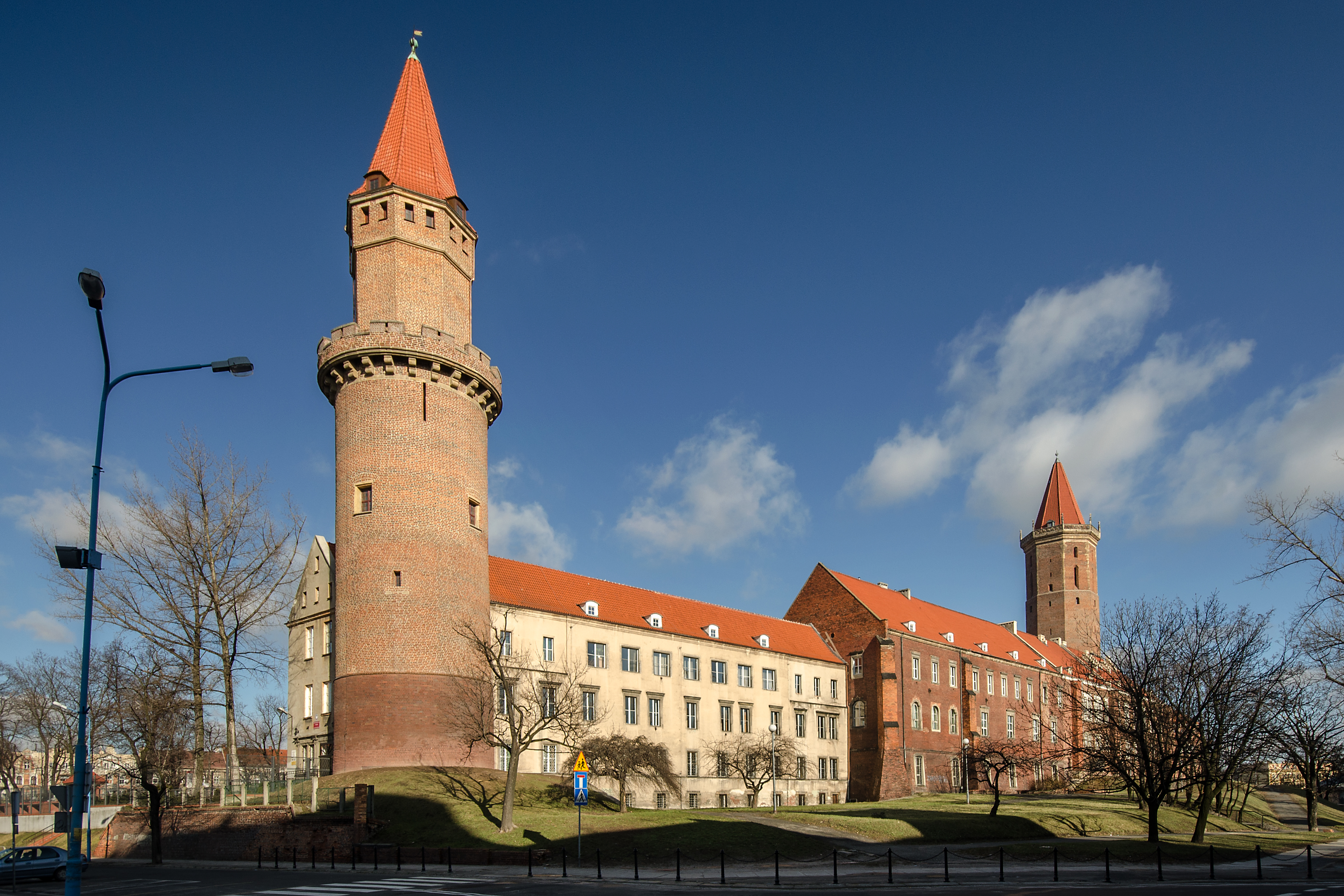
Zamek w Legnicy

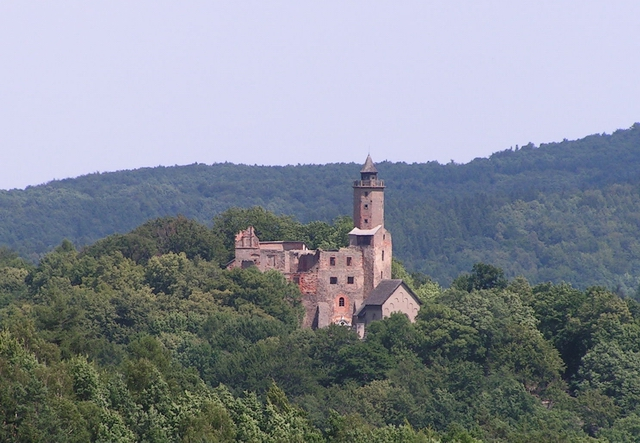
Zamek Grodno

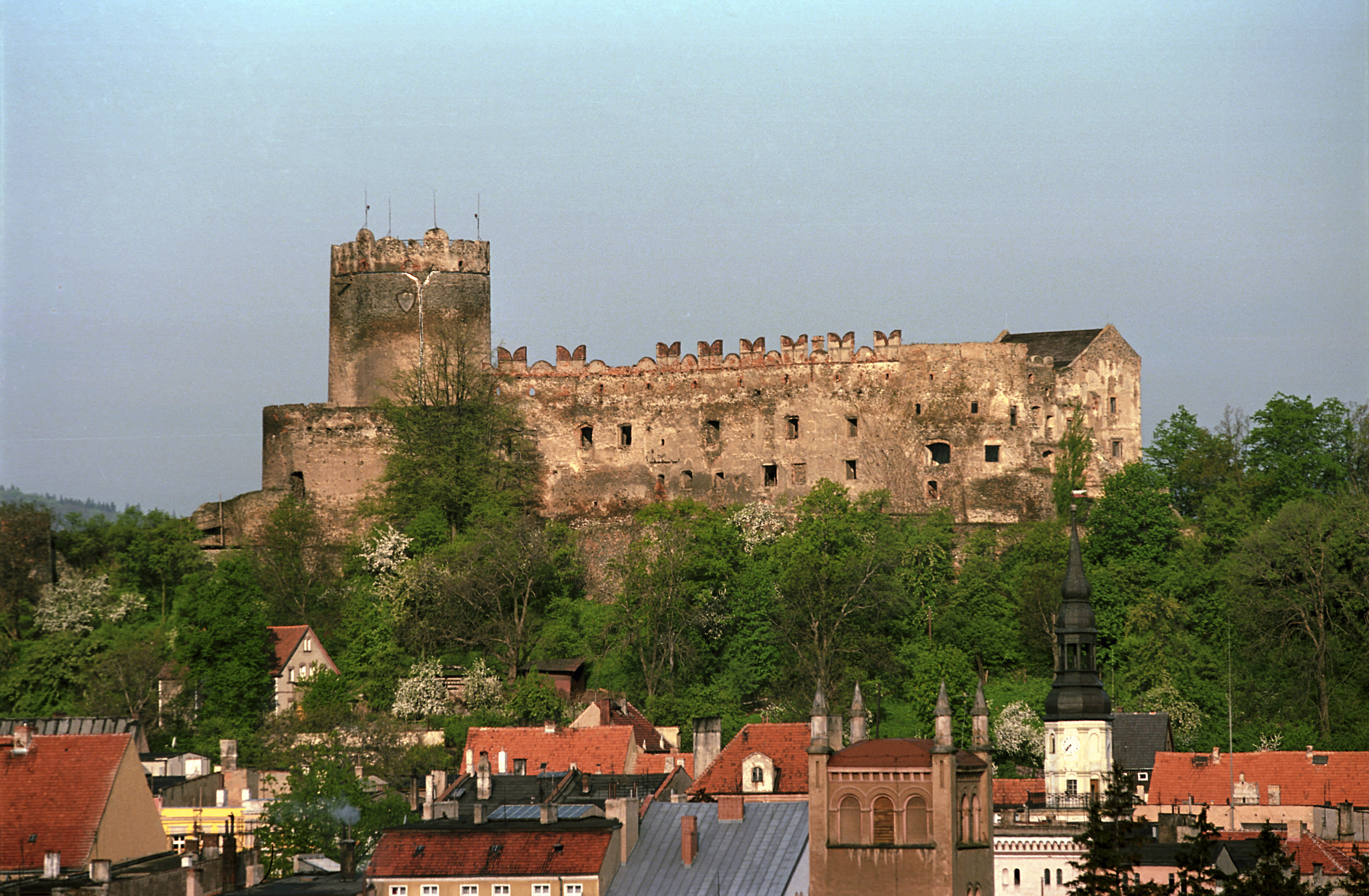
Zamek w Bolkowie

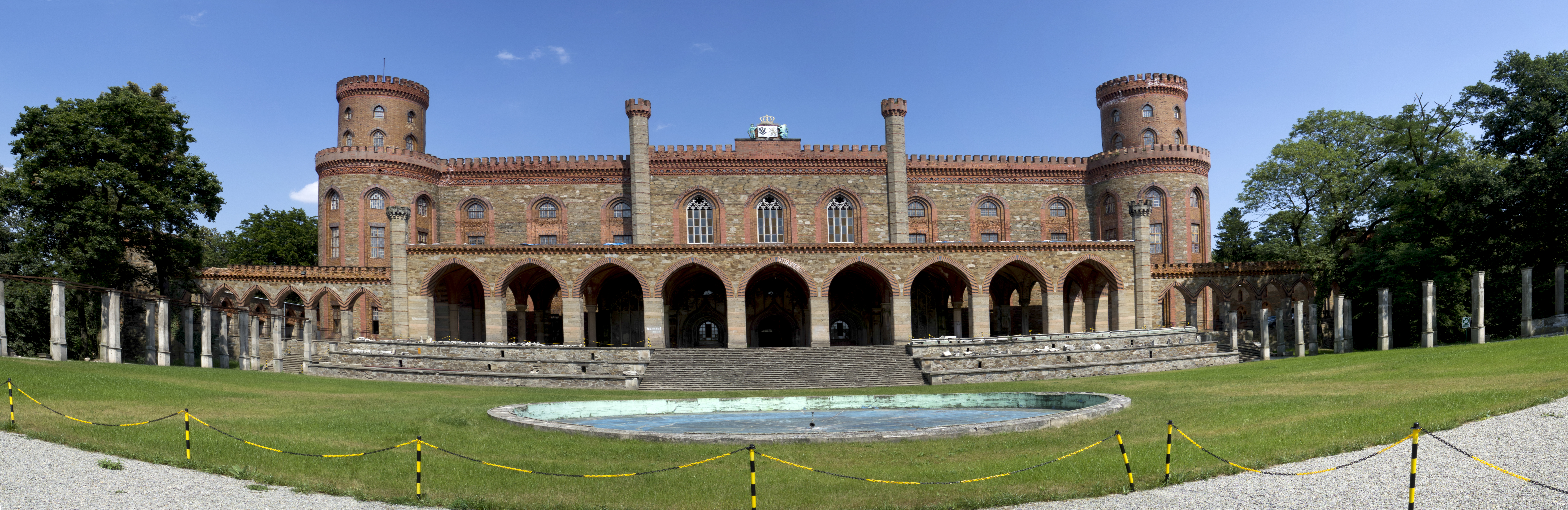
Pałac w Kamieńcu Ząbk.

Największym miastem jest Wrocław – stolica województwa i historyczna stolica całego Śląska. W mieście znajduje się Hala Stulecia wpisana na listę UNESCO i uznany za pomnik historii Zespół historycznego centrum Wrocławia, oraz wiele innych zabytków i atrakcji jak np. Panorama Racławicka, Wrocławska Fontanna, Ogród Japoński, najstarszy i największy w Polsce Ogród Zoologiczny, Ogród Botaniczny.
Na liście UNESCO znajdują się również Kościoły Pokoju w Świdnicy i Jaworze.
Województwo słynie z bardzo dużej liczby zamków (99) i pałaców (kilkaset): 

dwory
- Dwór w Bagieńcu,
- Dwór w Jeleniej Górze,
- Dwór w Janowicach Wielkich,
- Dwór w Kochankowie,
- Dwór w Mniszkowie,
- Dwór w Radomierzu,
- Dwór w Ślęzie,

pałace
- Pałac w Bagnie,
- Pałac w Biskupicach Podgórnych,
- Pałac w Bobrowie,
- Pałac w Bożkowie,
- Pałac w Brzezince,
- Pałac w Brzeźnie,
- Pałac w Bukowcu,
- Pałac w Chwalimierzu,
- Pałac w Cieplicach,
- Pałac w Chocianowie,
- Pałac w Dąbrowicy,
- Pałac w Dobrocinie,
- Pałac w Gaworzycach,
- Pałac w Gogołowie,
- Pałac w Jaskulinie,
- Pałac Jedlinka,
- Pałac w Jeleniej Górze,
- Pałac w Kamieńcu Ząbk.,
- Pałac w Kobierzycach,
- Pałac w Komarnie,
- Pałac Kornów w Pawłowicach,
- Pałac w Kościelnikach Grn.,
- Pałac w Kraskowie,
- Pałac w Krobielowicach,
- Pałac w Krzyżowej,
- Pałac w Łagowie,
- Pałac w Łomnicy,
- Pałac w Luboradzu,
- Pałac w Maciejowcu,
- Pałac w Mikułowej,
- Pałac w Miliczu,
- Pałac w Miłkowie,
- Pałac w Mokrzeszowie,
- Pałac w Mrowinach,
- Pałac w Mysłakowicach,
- Pałac w Niwnicach,
- Pałac w Nowiźnie,
- Pałac w Ocicach,
- Pałac w Osetnie,
- Pałac w Parchowie,
- Pałac w Piotrówku,
- Pałac w Przyborowie,
- Pałac w Rachowie,
- Pałac w Radomierzycach,
- Pałac w Roztoce,
- Pałac w Roztoczniku,
- Pałac w Sadkowie,
- Pałac w Sarnach,
- Pałac w Siedlimowicach,
- Pałac w Sieroszowicach,
- Pałac w Skale,
- Pałac w Sobótce-Górce,
- Pałac w Sokolnikach,
- Pałac w Staniszowie,
- Pałac w Stolcu,
- Pałac w Strudze,
- Pałac w Szalejowie Dolnym,
- Pałac w Szczodrem,
- Pałac w Trzebieszowicach,
- Pałac w Warmątowicach,
- Pałac w Wojanowie,
- Pałac w Wojcieszowie,
- Pałac we Wrocławiu (1),
- Pałac we Wrocławiu (2),
- Pałac w Zabardowicach,
- Szpital w Mokrzeszowie

zamki
- Zamek w Bardzie,
- Zamek Bolczów,
- Zamek w Bolkowie,
- Zamek w Chobieni,
- Zamek w Chocianowcu,
- Zamek Chojnik,
- Zamek w Chojnowie,
- Zamek Cisy,
- Zamek w Czerninie Górnej,
- Zamek Czocha,
- Zamek w Goli Dzierż.,
- Zamek w Gorzanowie,
- Zamek w Gościszowie,
- Zamek Grodno,
- Zamek Grodziec,
- Zamek Gryf,
- Zamek w Górze,
- Zamek Homole,
- Zamek w Jaworze,
- Zamek w Jelczu-Laskowicach,
- Zamek w Kamiennej Górze,
- Zamek Karpień,
- Zamek w Karpnikach,
- Zamek w Kliczkowie,
- Zamek w Kłaczynie,
- Zamek Książ,
- Zamek w Głogowie,
- Zamek w Legnicy,
- Zamek Leśna,
- Zamek w Leśnicy,
- Zamek w Lipie,
- Zamek w Międzylesiu,
- Zamek Niesytno,
- Zamek Nowy Dwór,
- Zamek oleśnicki,
- Zamek w Oławie,
- Zameczek w Opolnicy,
- Zamek w Owieśnie,
- Zamek w Płakowicach,
- Zamek Podskale,
- Zamek w Prochowicach,
- Zamek w Przystroniu,
- Zamek Quingenburg,
- Zamek Radosno,
- Zamek w Radłówce,
- Zamek Rajsko,
- Zamek w Ratnie Dolnym,
- Zamek Rogowiec,
- Zamek w Rokitnicy,
- Zamek w Rybnicy,
- Zamek Stary Książ,
- Zamek Szczerba,
- Zamek w Stoszowicach,
- Zamek w Urazie,
- Zamek w Warcie Bolesław.,
- Zamek Wleń,
- Zamek Wojnowice,
- Zamek w Wołowie,
- Zamek w Ząbkowicach Śl.,
- Zamek w Ścinawce Śr.,
- Zamek w Świeciu,
- Zamek Świny,
- Zamek w Żmigrodzie

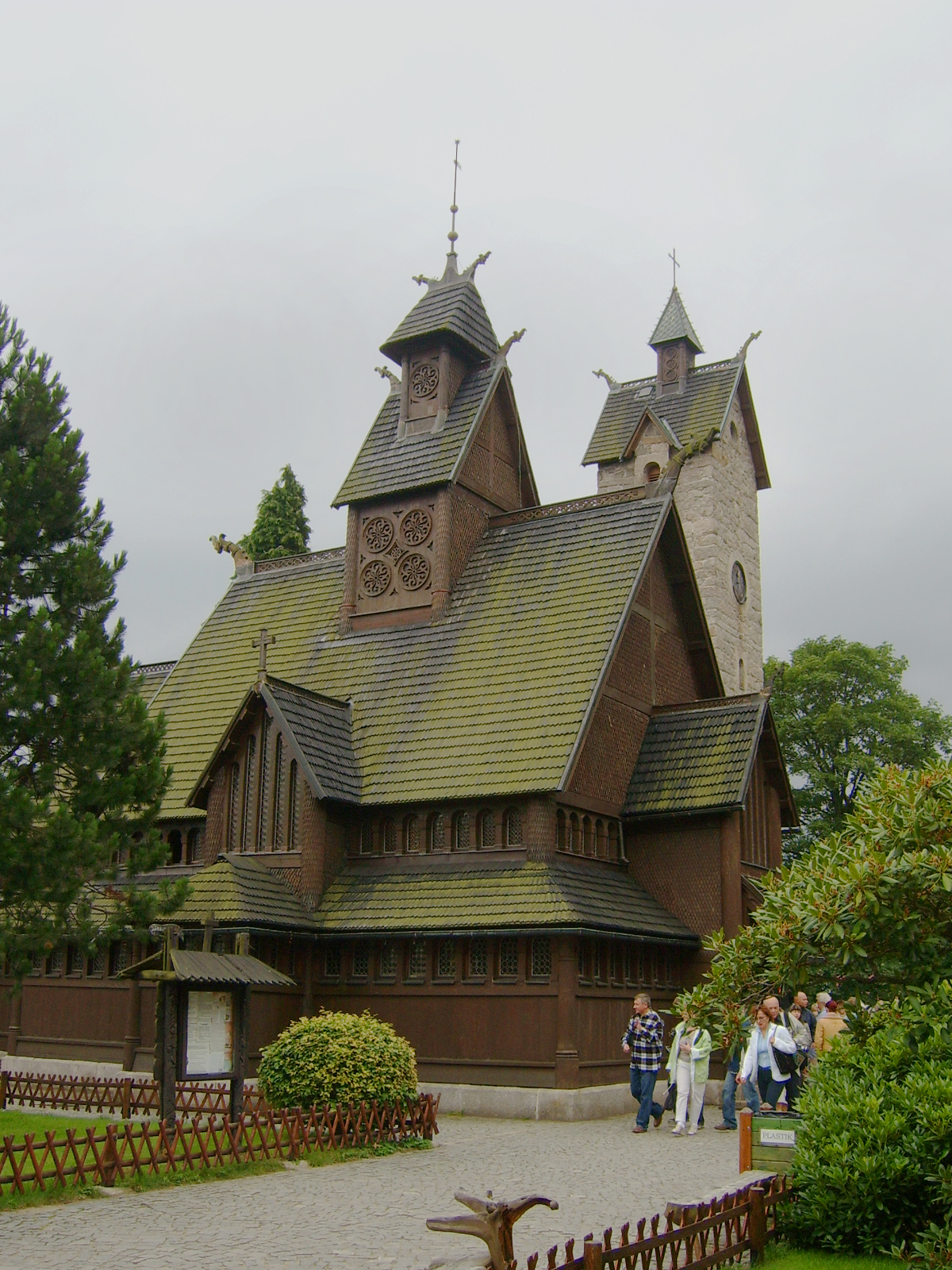
Świątynia Wang w Karpaczu

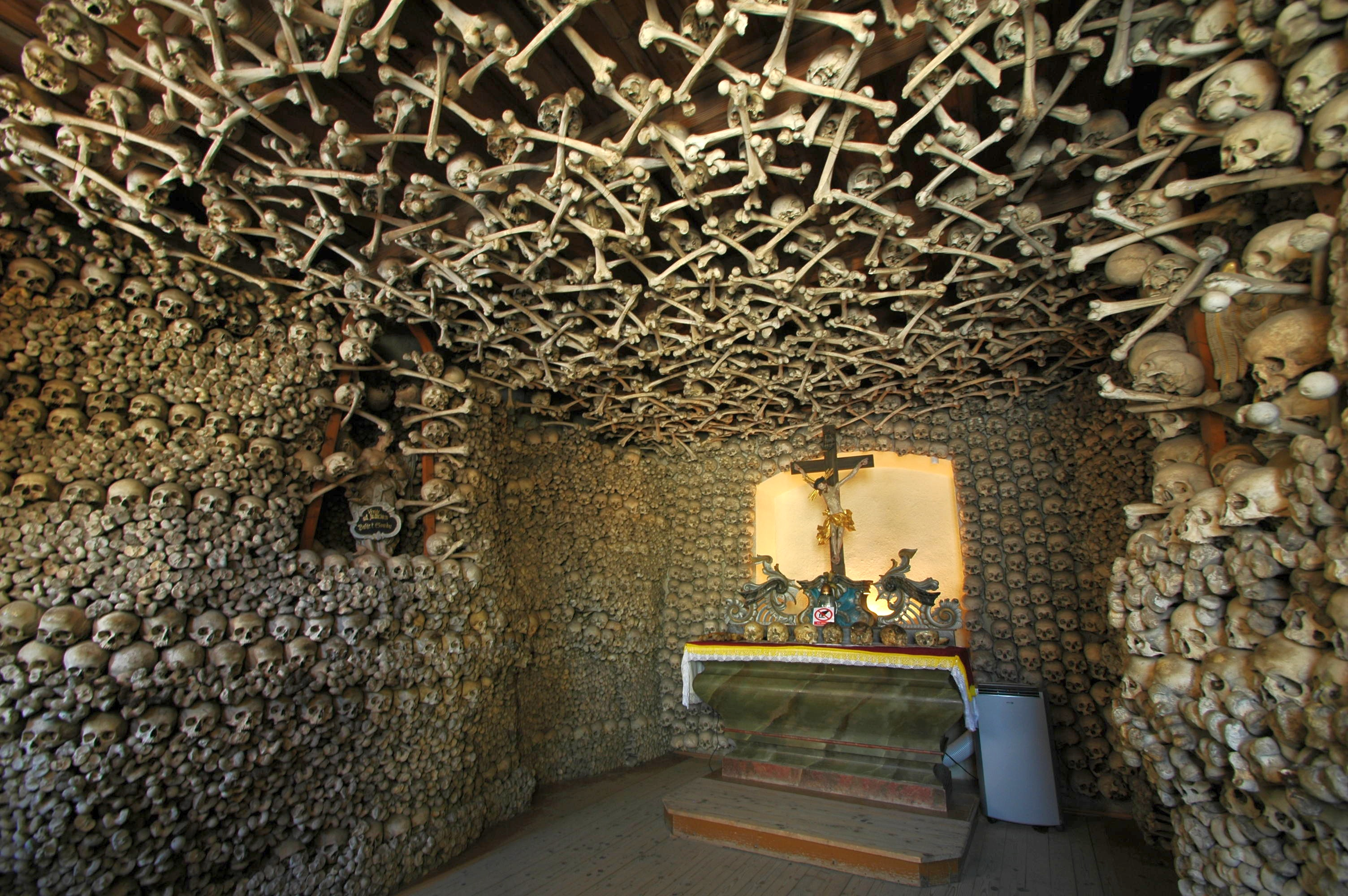
Kaplica Czaszek w Czermnej

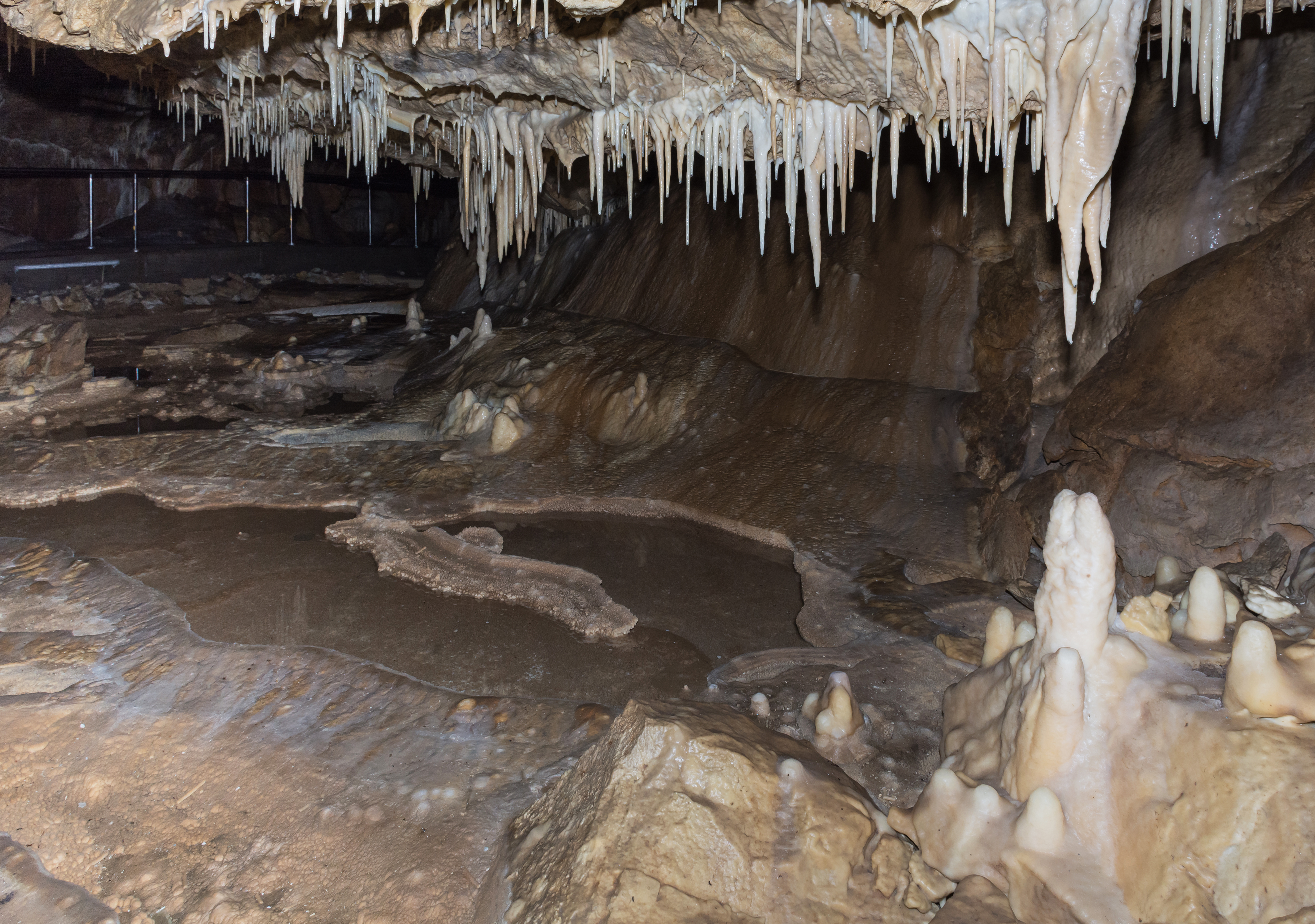
Jaskinia Niedźwiedzia

Godne uwagi są też Twierdza Kłodzko, Twierdza Srebrna Góra, Wambierzyce, Legnickie Pole, Oleśnica Mała, Sokołowsko, Opactwo Cystersów w Lubiążu, Opactwo Cystersów w Krzeszowie, Opactwo Cystersów w Henrykowie, Muzeum Górnictwa i Hutnictwa Złota w Złotym Stoku, Kopalnia Węgla Kamiennego Nowa Ruda, Muzeum Przemysłu i Techniki w Wałbrzychu, Muzeum Przemysłu i Kolejnictwa w Jaworzynie Śląskiej, Muzeum Papiernictwa w Dusznikach-Zdroju, Kaplica Czaszek w Czermnej, Świątynia Wang, Bazylika Świętych Apostołów Piotra i Pawła w Strzegomiu, Arboretum w Wojsławicach oraz związane z historią II wojny światowej – sztolnie kompleksu Riese, niemiecki obóz koncentracyjny Groß-Rosen, Niemiecki cmentarz wojenny i Park Pokoju w Nadolicach Wielkich oraz I wojny światowej – Cmentarz Żołnierzy Włoskich we Wrocławiu.
W województwie dolnośląskim znajduje się najwięcej w Polsce uzdrowisk:

- Cieplice Śląskie-Zdrój
- Czerniawa-Zdrój
- Długopole-Zdrój
- Duszniki-Zdrój
- Jedlina-Zdrój
- Kudowa-Zdrój
- Lądek-Zdrój
- Polanica-Zdrój
- Przerzeczyn-Zdrój
- Szczawno-Zdrój
- Świeradów-Zdrój

Bardzo licznie odwiedzana przez turystów jest Jaskinia Niedźwiedzia w Masywie Śnieżnika.
Województwo posiada trzy skocznie narciarskie: na Kruczej Skale, Orlinek i Karpatka.
Szlaki turystyczne:
- Szlak Zamków Piastowskich
- Szlak Historii i Tradycji Wrocławia
- Szlak dookoła Wrocławia im. doktora Bronisława Turonia
- Szlak Cysterski
- Szlak Doliny Pałaców i Ogrodów Kotliny Jeleniogórskiej (Park Kulturowy Kotliny Jeleniogórskiej)
- Dolnośląska Droga św. Jakuba
- Sudecka Droga św. Jakuba
- Droga św. Jakuba – Via Regia
- Główny Szlak Sudecki (Świeradów-Zdrój – Prudnik)
- Szlak Wygasłych Wulkanów na Pogórzu Kaczawskim
- Dolnośląski Szlak Piwa i Wina[52][53]
- EuroVelo 9
- Dolnośląska Autostrada Rowerowa (Wrocław – Trzebnica – Prusice – Żmigród – Milicz)
- Rowerowa S5 (Wrocław – Poznań)
- Odrzańska Trasa Rowerowa „Blue Velo”

## Filmy

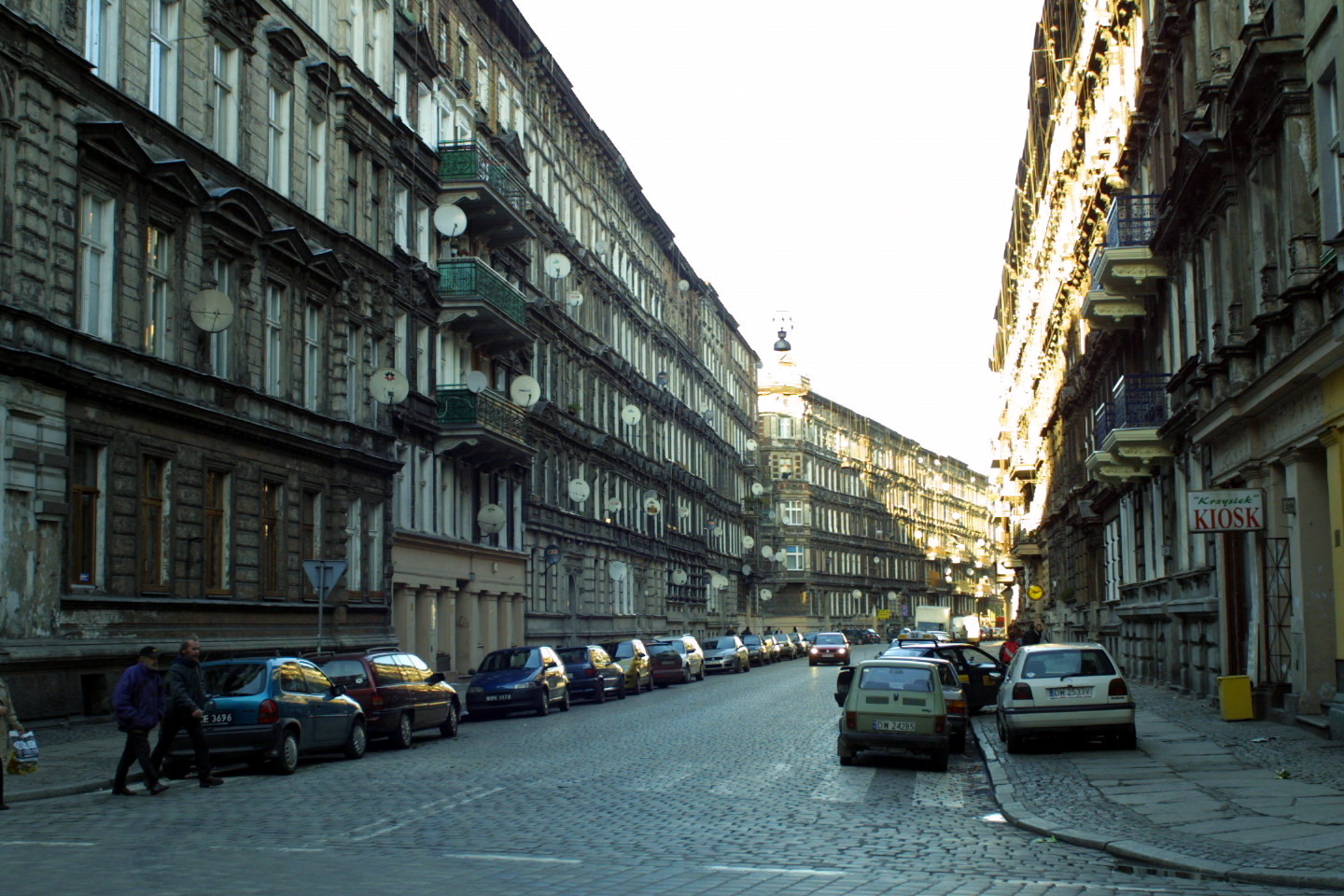
Ulica Miernicza we Wrocławiu – często wykorzystywana przez filmowców

Na Dolnym Śląsku nakręcono trylogię polskich komedii – „Sami swoi”, „Nie ma mocnych”, „Kochaj albo rzuć”. W Lubomierzu znajduje się Muzeum Kargula i Pawlaka, a w podwrocławskich Dobrzykowicach domy Kargula i Pawlaka.
Na Dolnym Śląsku nakręcono m.in. filmy „Baza ludzi umarłych”, „Krzyż Walecznych”, „Gdzie jest generał...”, „Zaraza”, „Mniejsze niebo”, „Wielki Szu”, „Wyjście awaryjne”, „Konsul”, „Nie ma zmiłuj”, „Randka w ciemno”, 80 milionów” oraz polski serial „Tajemnica twierdzy szyfrów”.
Co roku we wrześniu w Lądku-Zdroju odbywa się Festiwal Górski im. Andrzeja Zawady.

## Sport

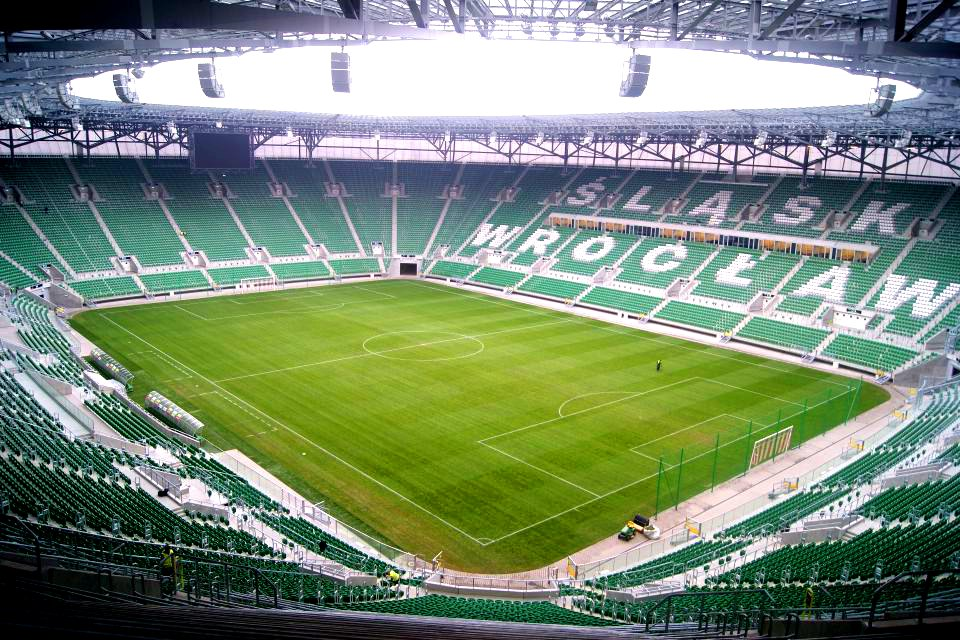
Stadion Miejski we Wrocławiu

### Piłka nożna
Najbardziej znanymi klubami piłkarskimi województwa są Śląsk Wrocław – Mistrz
Polski 1977, 2012, zdobywca Pucharu Polski 1976, 1987 i zdobywca Superpucharu Polski 1987, 2012 oraz KGHM Zagłębie Lubin, Mistrz Polski 1991 i 2007. Oba kluby są swoimi "sportowymi wrogami" a ich spotkania są nazywane Derbami Dolnego Śląska. Śląsk jest obecnie na ósmym miejscu w tabeli wszech czasów ekstraklasy i rozgrywa mecze na Stadionie Miejskim we Wrocławiu.

### Inne sporty
- Każdego roku we wrześniu w stolicy województwa – Wrocławiu odbywa się Wrocław Maraton.
- Każdego roku w pierwszą sobotę sierpnia miasto Szklarska Poręba organizuje w Karkonoszach Maraton Karkonoski.
- Każdego roku w czerwcu miasto Boguszów-Gorce organizuje ultramaraton Sudecka Setka.
- Od 2013 roku miasta Stronie Śląskie i Lądek-Zdrój organizują w lipcu w Sudetach Bieg Siedmiu Szczytów (najdłuższy w Polsce – 215 km).
- Od 2014 roku miasto Karpacz organizuje w marcu w Karkonoszach Zimowy Ultramaraton Karkonoski o długości 52 km

## Regiony partnerskie
Lista regionów z którymi samorząd województwa podjął współpracę, podpisał umowę partnerską:
- Saksonia – od 17.09.1999
- Alzacja – od 17.12.1999
- Dolna Saksonia – od 24.08.2000
- Västmanland – od 22.09.2001
- Ringkjøbing – od 24.10.2001
- Obwód dniepropetrowski – od 27.09.2002
- Kraj liberecki – od 25.02.2003
- Kraj pardubicki – od 22.04.2003
- Obwód kirowohradzki – od 24.06.2003
- Kraj hradecki – od 16.10.2003
- Emilia-Romania – od 10.09.2004
- West Midlands – od 21.10.2004
- Styria – od 4.04.2005
- Kraj ołomuniecki – deklaracja o współpracy 26.09.2001
- Connecticut – deklaracja o współpracy 20.10.2003
- Kastylia i León – list intencyjny 28.06.2004
- Kraj Basków – list intencyjny 21.07.2006

W latach 2003–2022 województwo posiadało umowę partnerską również z obwodem leningradzkim w Rosji. Umowa ta została wypowiedziana przez stronę polską 1 marca 2022 z powodu inwazji Rosji na Ukrainę.